# Primer franquismo

Escudo de España durante el franquismo

El primer franquismo (1939-1959) fue la primera etapa de la historia de la Dictadura del general Franco comprendida entre el final de la guerra civil española y el abandono de la política económica autárquica con la aplicación del Plan de Estabilización de 1959, que dio paso al franquismo desarrollista o segundo franquismo que duró hasta la muerte del Generalísimo.
Se suele dividir en tres subetapas: la primera de 1939 a 1945 que se corresponde con la Segunda Guerra Mundial y durante la cual el régimen franquista experimentó un proceso de fascistización ya iniciado durante la guerra civil para asemejarse a la Alemania nazi y, sobre todo, a la Italia fascista y que se vio abortado por la derrota de las potencias del Eje; la segunda subetapa, de 1945 a 1950, constituyó el período más crítico de la historia de la dictadura franquista a causa del aislamiento internacional a la que fue sometida y de la ofensiva de la oposición, pero los cambios «cosméticos» que introdujo y sobre todo el estallido de la guerra fría acabó reintegrándola al bloque occidental anticomunista; la tercera etapa, de 1951 a 1959, ha sido llamada también el decenio bisagra por constituir una época intermedia entre el estancamiento de los «autárquicos» años 1940 y la «desarrollista» de los años 1960, y que también ha sido caracterizada como la época del «esplendor del nacional-catolicismo».
Según el historiador Glicerio Sánchez Recio, «en el primer franquismo aparecen tres elementos de manera constante que configuran la estructura de su significado conceptual: la imposición del régimen, su consolidación y la búsqueda del reconocimiento internacional».

## La represión franquista en la posguerra

Cartel de propaganda (probablemente de 1939) en el que aparece el general Franco saludando brazo en alto y el lema franquista tomado de Falange «¡Arriba España!». En la tribuna se ven las puntas del yugo y las flechas.

Como ha señalado Glicerio Sánchez Recio, «los regímenes de dictadura de cualquier signo acuden necesariamente a la represión para eliminar la disidencia política e imponer la homogeneidad ideológica que no pueden conseguir por procedimientos legales». En este sentido el franquismo fue «un régimen especialmente represivo, en el que su permanencia y el poder personal del general Franco serían los objetivos prioritarios y a éstos se subyugan la vida, la dignidad y las haciendas de los españoles». «La represión es lo que define mejor a la dictadura franquista», ha afirmado Gutmaro Gómez Bravo, ya que, como ha señalado Conxita Mir, «no se circunscribió únicamente a la violencia institucional de los primeros años, sino que se prolongó, bajo formas de terror de apariencia y magnitud diversas, hasta el último aliento del franquismo». Gómez Bravo ha destacado asimismo que la «voluntad de criminalizar, de segregar y de excluir a una parte de la población no tiene precedentes en la historia contemporánea de España» («la dictadura franquista ostenta el récord del número de detenidos de la historia española, e incluso europea»). También que la «justicia franquista jamás mostró el menor gesto de perdón o de clemencia respecto de su propia población».
Un elemento complementario de la represión fue la propaganda con la que, como ha señalado Glicerio Sánchez Recio, «el franquismo pretendía proyectar sobre la población española su imagen más atractiva y práctica para ampliar el nivel de aceptación y, en definitiva, de consenso».

### Las leyes represivas y el número de víctimas
Tras su victoria en la guerra civil, el Generalísimo Franco continuó con la misma política de «limpieza» que había aplicado durante la contienda en las zonas que había ido ocupando. En febrero de 1937 le había explicado a Roberto Cantalupo, embajador de la aliada Italia fascista, que «en una guerra civil, es preferible una ocupación sistemática de territorio, acompañada de una limpieza necesaria, a una rápida derrota de los ejércitos enemigos que deje el país infestado de adversarios». Un mes más tarde, para justificar las masacres producidas tras la toma de Málaga por el italiano Corpo Truppe Volontarie le volvería a insistir a Cantalupo en que «la conquista del territorio es el medio, la redención de los habitantes es el fin». «Debemos realizar la tarea, necesariamente lenta, de redención y pacificación, sin la cual la ocupación militar sería totalmente inútil. La redención moral de las zonas ocupadas será larga y difícil, porque en España las raíces del anarquismo son antiguas y profundas. […] Ocuparé España ciudad a ciudad, pueblo a pueblo, ferrocarril a ferrocarril… nada me hará abandonar este programa gradual. Me dará menos gloria, pero mayor paz en el territorio», le dijo. Así, el historiador francés François Godichot ha señalado que las decisiones militares estratégicas de Franco «respondieron a la lógica de una guerra de ocupación y de purga progresiva». «Un vasto programa de ingeniería social fue así lanzado, consistiendo en triturar la anti-España y en formar una nueva sociedad... Destruir físicamente al enemigo y reeducar ampliamente a los españoles», añade Godichot.

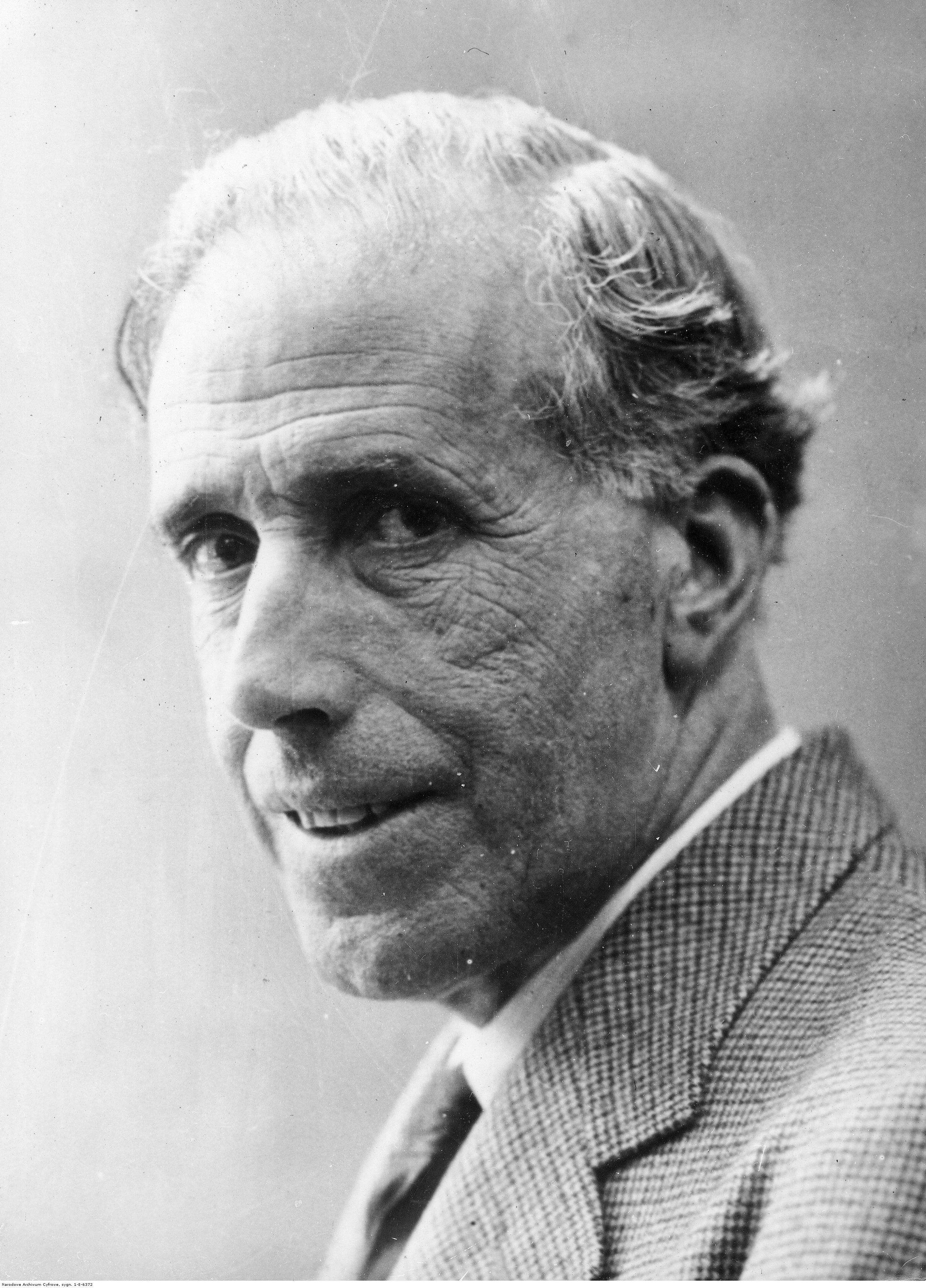
El destacado político socialista Julián Besteiro, condenado a treinta años de prisión por un tribunal militar, murió el 27 de septiembre de 1940 en la cárcel de Carmona. Fue uno de los cien mil presos que murieron en las cárceles o en los campos de concentración a causa del hambre, del frío, de enfermedades o de malos tratos. Su muerte fue silenciada por la censura franquista

Al acabar la guerra civil había 100 292 personas en las cárceles, una cantidad ocho veces mayor que la de 1934, aunque en esta cifra no están incluidos los más de medio millón de soldados del ejército republicano recluidos en la red de 188 campos de concentración, de los cuales 104 eran estables (el último no se cerró hasta 1947). Tampoco el medio millón de exiliados, refugiados en Francia en su mayoría. Al finalizar 1939 la cifra de presos de las cárceles se había triplicado, alcanzando las 270 719 personas. En los años siguientes la población reclusa fue disminuyendo hasta situarse en 54 072 personas a finales de 1944, aunque todavía lejos de las cifras de los años anteriores a la guerra civil. Se calcula que unas cien mil personas murieron en prisión o en los campos de concentración a causa del hambre, del frío, de enfermedades o de malos tratos. Por otro lado, la conducta pública y privada de los «rojos» que salían de prisión seguía estando bajo estrecha vigilancia de las autoridades locales, que emitían informes sobre ellos y sobre sus familias. En ocasiones se les prohibía volver al lugar donde habían vivido antes de su encarcelamiento y solo se les permitía residir en localidades situadas a varios cientos de kilómetros de distancia, lo que constituía una forma de destierro.
Un decreto del general Franco del 9 de junio de 1939 estableció la reducción de los años de cárcel a cambio de trabajar en determinados proyectos. Así nacieron en septiembre las colonias penitenciarias militarizadas, la más importante de las cuales fue la que se organizó para la construcción del Valle de los Caídos, decretada el 1 de abril de 1940, primer aniversario de la victoria franquista en la guerra civil. Una de las más singulares fue la colonia penitenciaria de Tefía en las islas Canarias destinada a albergar a los homosexuales condenados en virtud de la «ley de vagos y maleantes». Como ha destacado Gutmaro Gómez Bravo, «el trabajo forzado constituye otro elemento esencial de la represión de la posguerra, los detenidos, convertidos en esclavos del franquismo, son enviados a trabajar en la construcción de fortificaciones militares contra eventuales invasiones aliadas en los Pirineos y en Gibraltar, de infraestructuras portuarias o ferroviarias y, en una menor medida, en las minas y en las fábricas».
En la posguerra los tribunales militares continuaron siendo el principal instrumento de represión bajo la cobertura del estado de guerra proclamado por la Junta de Defensa Nacional el 28 de julio de 1936 que se mantuvo hasta mucho después del fin de la guerra civil —se levantó el 7 de abril de 1948—. El delito de rebelión militar, que conllevaba la pena de muerte, fue aplicado de forma indiscriminada y arbitraria. Según Stanley G. Payne, «el número total de ejecuciones políticas durante los seis primeros años de la posguerra, de 1939-1945, fue al menos de 28 000», siendo los «años más sanguinarios» 1939 y 1940. Borja de Riquer aumenta la cifra a 45 000-50 000 ejecutados en toda la posguerra. Lo mismo hace Julián Casanova, quien afirma que «al menos cincuenta mil personas fueron ejecutadas en la década posterior al final de la guerra, la mayoría de ellas en las últimas provincias conquistadas por el ejército de Franco». Gutmaro Gómez Bravo cita un informe de 1944 del embajador británico al Foreign Office en el que indicaba que entre 60 000 y 80 000 personas habían sido condenadas a muerte en España desde el final de la guerra.
Para justificar la represión, nada más finalizada la guerra se hizo público el Dictamen de la Comisión sobre ilegitimidad de poderes actuantes el 18 de julio de 1936, que había sido encargado por el general Franco a veintidós juristas para que avalaran «que el Alzamiento del 18 de julio no había sido un pronunciamiento para cambiar un Régimen político vigente, sino una acción destinada a restablecer la legitimidad destruida». El primer argumento que utilizaba era que el resultado de las elecciones generales de España de 1936 había sido falseado «a fin de aumentar arbitrariamente los escaños de la izquierda a costa de la derecha».

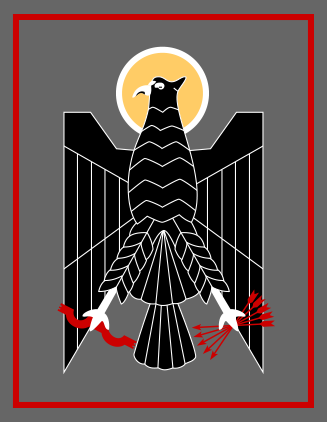
Escudo de la Policía Armada, creada en 1941

La jurisdicción militar se complementó con una jurisdicción especial civil —se establecieron tribunales en las regiones más importantes y un Tribunal Nacional en Madrid— que se ocuparía de los casos establecidos en la Ley de Responsabilidades Políticas promulgada por el general Franco el 9 de febrero de 1939, dos meses antes del final de la guerra. La ley, que violaba todos los principios del derecho procesal (retroactividad, condena de muertos, responsabilidad colectiva) condenaba automáticamente a todas los miembros de los partidos republicanos y de izquierdas que habían defendido la causa de República, así como a todas aquellas personas que hubieran apoyado al bando republicano e incluso a aquellas que hubieran mostrado una «pasividad grave» respecto del bando nacional. La pertenencia a la masonería también suponía la condena inmediata. Las penas establecidas en la ley iban desde seis meses a quince años de cárcel, junto con penas de restricción sobre actividades profesionales, de limitación de la residencia, destierro a las colonias de África o arresto domiciliario. Estas penas se complementaban con las sanciones económicas que iban desde multas hasta la confiscación de bienes.

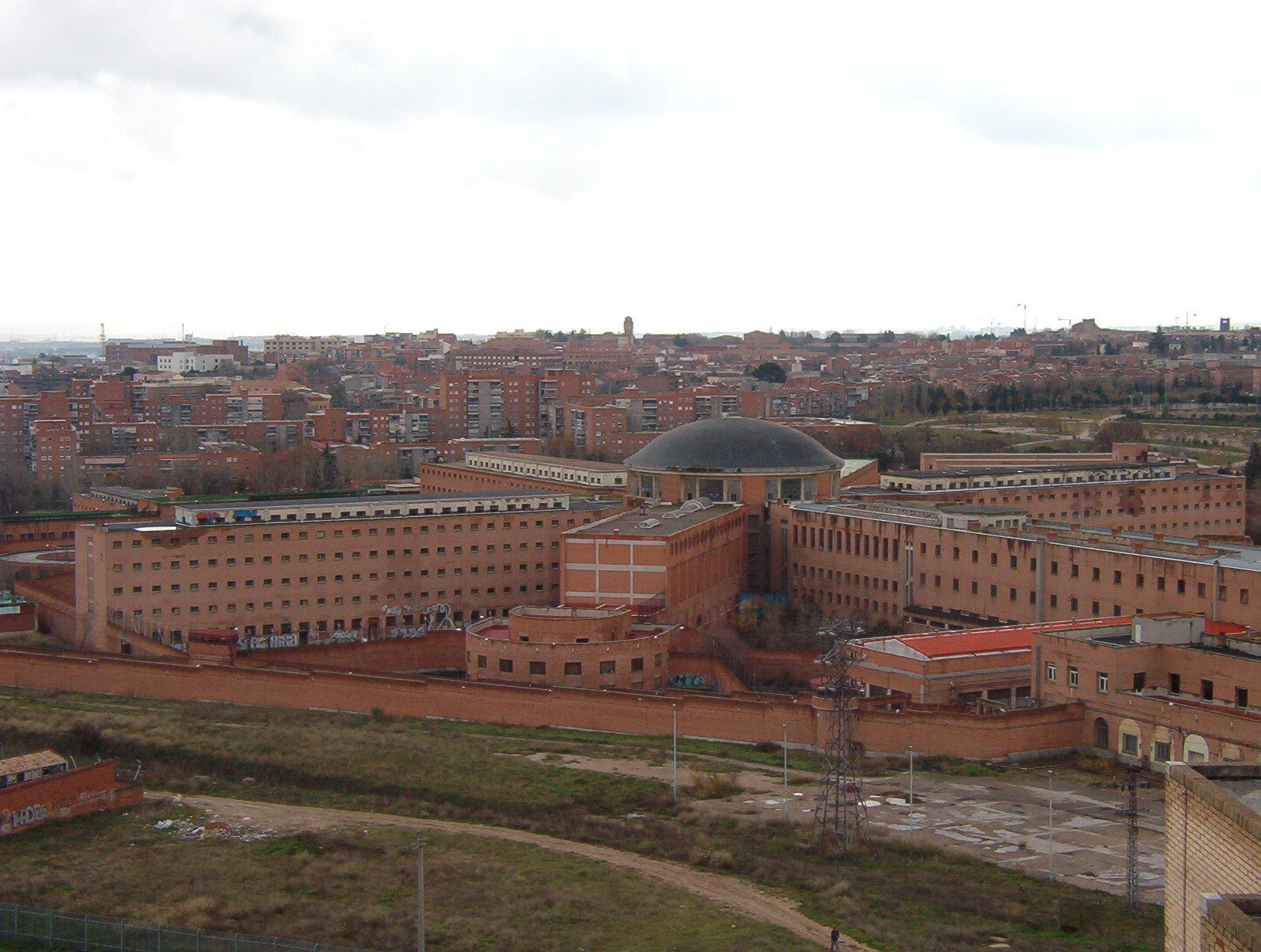
Cárcel de Carabanchel (Madrid).

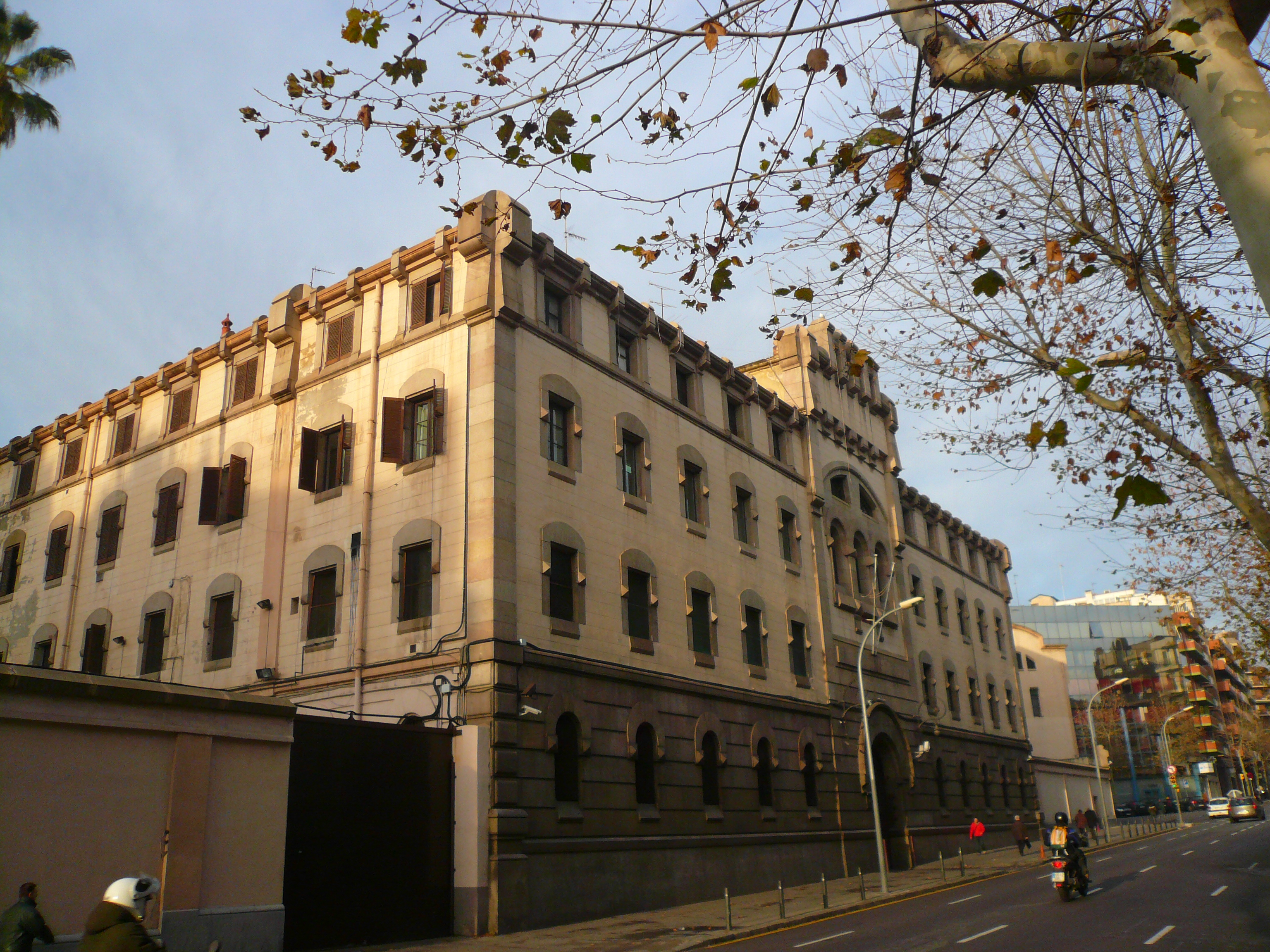
Cárcel Modelo de Barcelona

A la Ley de Responsabilidades Políticas se unió la Ley para la Represión de la Masonería y el Comunismo, así llamada porque se consideraba a la masonería —una obsesión personal del general Franco— como la instigadora de la «subversión» que había padecido España y al «comunismo» —un término que englobaba a las organizaciones y partidos obreros de todas las tendencias— como el principal enemigo de España. «El primer artículo de la ley es suficientemente ilustrativo del extraordinario alcance punitivo que se otorgaba a su aplicación», ya que «prácticamente cualquier conducta heterodoxa podría caer en el ámbito de una política represiva», ha señalado Julio Gil Pecharromán:

Constituye figura de delito, castigado conforme a las disposiciones de la presente Ley, el pertenecer a la masonería, al comunismo y a las demás asociaciones clandestinas a que se refieren los artículos siguientes. El Gobierno podrá añadir a dichas organizaciones las ramas o núcleos auxiliares que juzgue necesarios y aplicarles entonces las mismas disposiciones de esta Ley, debidamente aceptadas.

La Ley de Represión de la Masonería y el Comunismo fue promulgada el 1 de marzo de 1940. En ella «se acusaba directamente a la masonería de la pérdida de los reinos americanos, de las guerras civiles del siglo XIX, de la caída de la Monarquía y de colaboración con el comunismo para el establecimiento en España de la dictadura soviética». Además en virtud de la ley «muchos masones que se hallaban en libertad vigilada, por falta de pruebas en actividades políticas, fueron de nuevo encarcelados, sometidos a proceso y condenados», ha señalado Luis Suárez Fernández. La persecución contra la masonería había comenzado nada más iniciarse la guerra y al acabar esta se creó el Servicio de Información especial antimasónico, cuyos agentes durante muchos años entregaron al general Franco informes y documentos secretos.
En la represión también hay que incluir los procesos de depuración llevados a cabo en todas las administraciones que tuvo una intensidad particular en el terreno de la educación, siendo especialmente afectados los maestros de primaria, sin olvidar a los profesores de instituto y universitarios. «A los ojos del régimen, esta medida era necesaria para la construcción de un nuevo sistema educativo basado en un catolicismo antiliberal y antimoderno, cuyas orientaciones científicas son definidas por el Consejo Superior de Investigaciones Científicas recién creado», ha indicado Gutmaro Gómez Bravo.

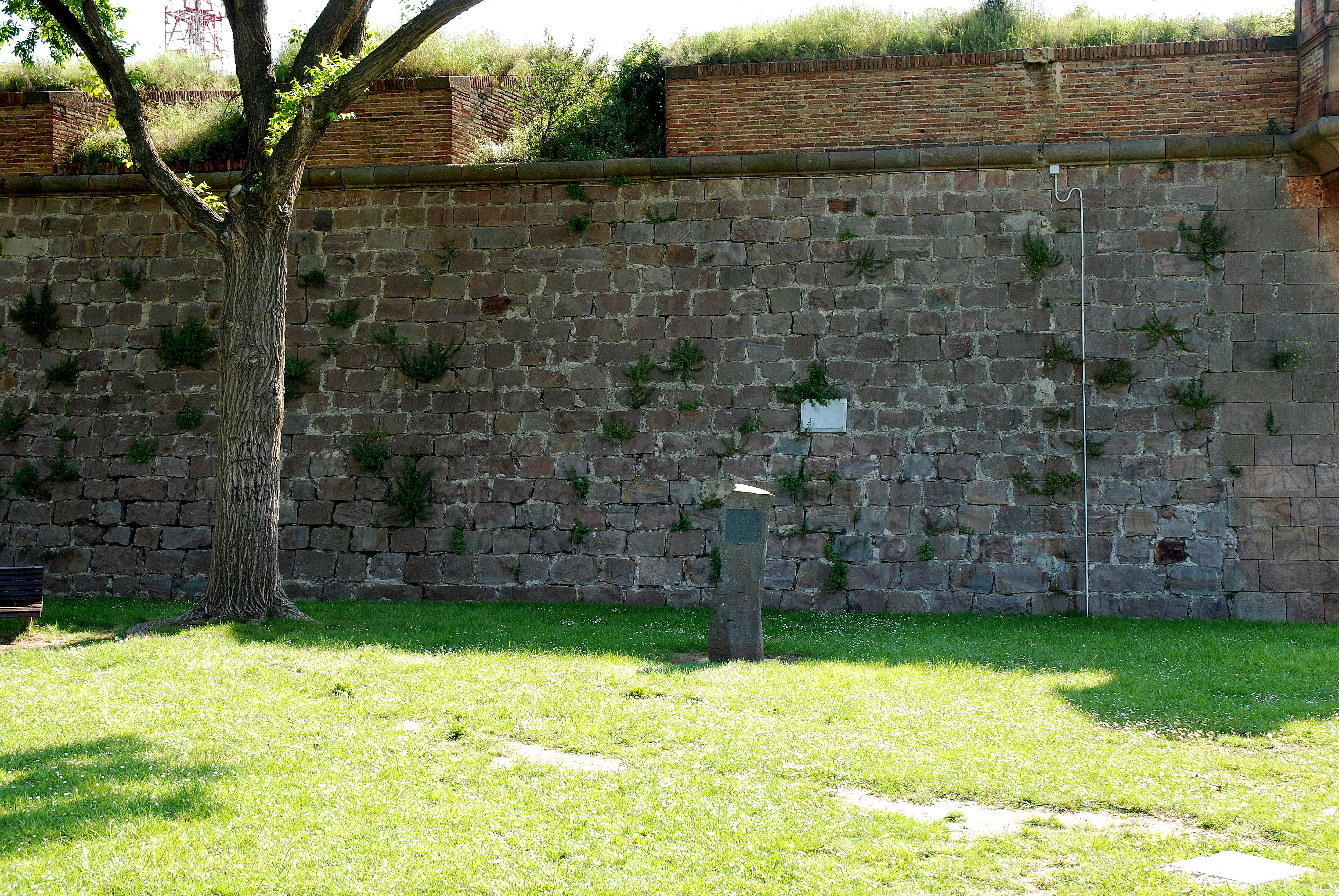
Paredón del castillo de Montjuic donde fue fusilado el president Companys el 15 de octubre de 1940.

Stanley G. Payne niega que la represión de la posguerra constituyera un programa de «liquidación masiva», aunque reconoce que si bien «los casos se decidían de forma individual» se les aplicaba «un criterio general en cuanto al nivel de responsabilidad que hubiera habido en partidos políticos republicanos y en movimientos sindicales». Conxita Mir ha destacado que «la aplicación de la ley dependía de la ideología del encausado más que del delito por el cual éste era acusado». François Godichot coincide con Mir: «Se condenaba a los acusados por lo que eran no por lo que habían hecho». Por su parte, Mary Nash ha destacado que unas de las principales víctimas de la represión franquista fueron las mujeres que vieron erradicados «los derechos igualitarios y de ciudadanía introducidos por el régimen democrático de la Segunda República. Implementó décadas de represión, derogación de derechos y falta de libertad».
Durante la visita que hizo a España en octubre de 1940, el jefe de las SS Himmler quedó desconcertado por la magnitud de la represión que se mantenía en España un año y medio después del fin de la guerra civil. Su estancia coincidió con el consejo de guerra sumarísimo contra destacados líderes republicanos refugiados en Francia que habían sido entregados a Franco por la Gestapo (Julián Zugazagoitia, Francisco Cruz Salido, Teodomiro Menéndez, Cipriano Rivas Cherif, Carlos Montilla Escudero y Miguel Salvador); excepto uno, Menéndez, todos fueron condenados a muerte; una semana antes había sido condenado y ejecutado Lluís Companys y el 9 de noviembre fue el turno de Julián Zugazagoitia.

### La exaltación de los vencedores y la política hacia los vencidos
El franquismo no llevó a cabo ningún intento de reconciliación con los vencidos. «Nunca, de ningún modo y bajo ninguna circunstancia, tuvo Franco la menor duda de la legitimidad de su victoria: cuando hablaba de reconciliación lo hacía siempre bajo el supuesto de que, abandonando resentimientos, pudieran participar todos los españoles en los efectos de esa misma victoria», ha afirmado Luis Suárez Fernández. «El nuevo Estado español era una dictadura rigurosa y punitiva, decidida a llevar a cabo una contrarrevolución política y cultural, a anular cualquier signo de oposición y a establecer un dominio firme del bando victorioso», ha subrayado Stanley G. Payne. «Proyectar la culpa exclusivamente sobre los republicanos vencidos liberaba a los vencedores de la más mínima sospecha. El supuesto sufrimiento colectivo dejaba paso al castigo de solo una parte», ha indicado Julián Casanova.

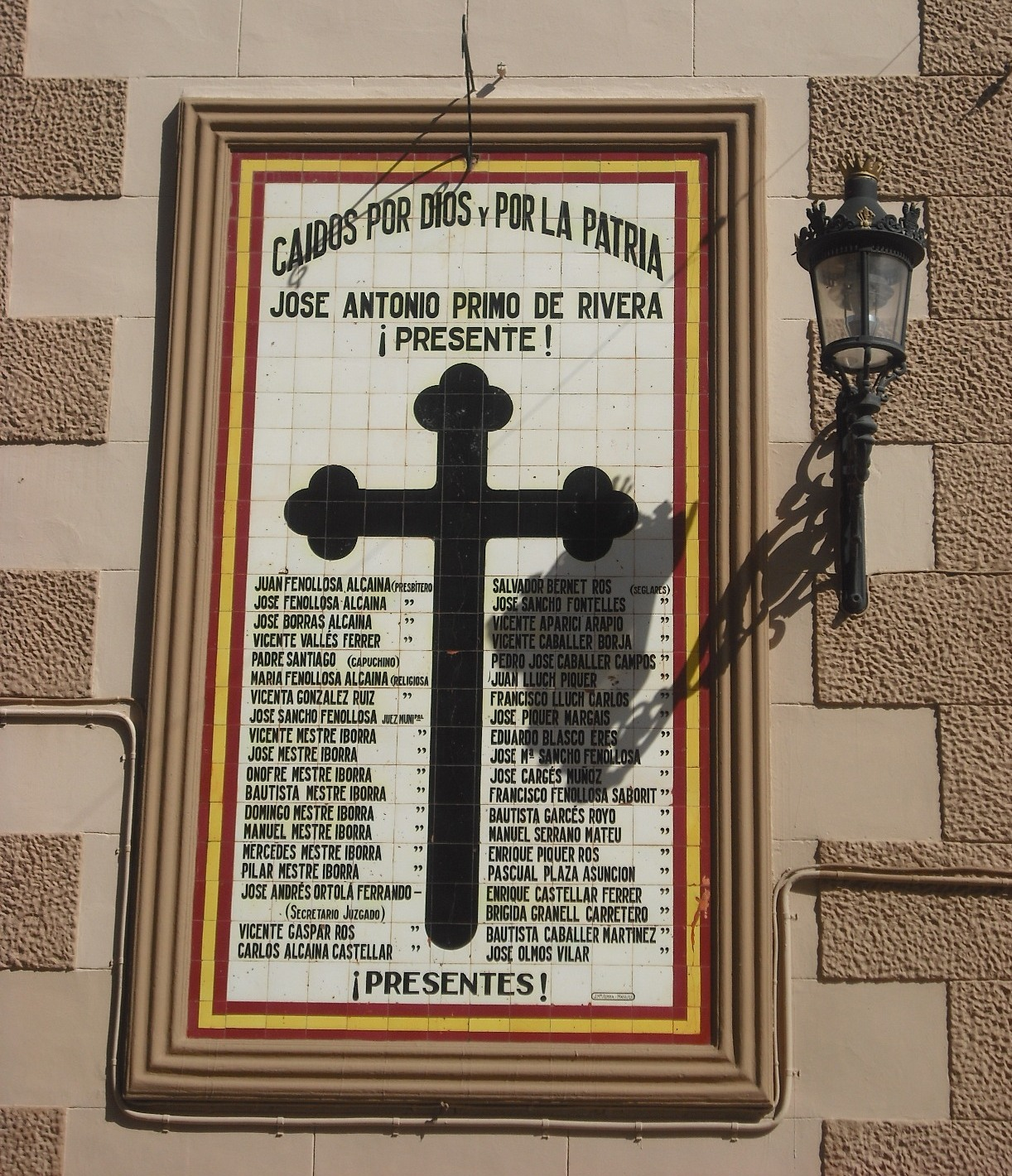
Placa conmemorativa de los «Caídos por Dios y por la Patria» (Iglesia de San Antonio (Rafelbuñol, provincia de Valencia). Aunque en el decreto de 16 de noviembre de 1938 por el que se establecía que, «previo acuerdo con las autoridades eclesiásticas», «en los muros de cada parroquia figurara una inscripción que contenga los hombres de sus Caídos, ya en la presente Cruzada, ya víctimas de la revolución marxista», todas las placas acabaron encabezadas en caracteres destacados por el lema «José Antonio Primo de Rivera, ¡Presente!».

En noviembre de 1938 el general Franco había declarado en una entrevista al diario Daily Express que «los criminales [los republicanos] y las víctimas no pueden vivir juntos». En 1 de enero del año siguiente el Diario Vasco publicaba una entrevista concedida al periodista Manuel Aznar en la que Franco explicaba que la guerra civil había creado «un número excesivamente alto de delitos, que han de ser purgados a fin de que quienes los cometieron puedan reintegrarse en la sociedad. Pero amnistía no: los “criminales empedernidos” no deben volver. El arrepentimiento es la condición imprescindible» y anunciaba el establecimiento de medios que permitiesen la rápida «redención» de los condenados. Esta misma idea de que no habría ningún tipo de reconciliación con los vencidos —porque sería un «suicidio»— la volvió a repetir el 31 de diciembre de 1939, en su primer mensaje por radio de fin de año —una costumbre que mantendría a lo largo de toda su dictadura—.
La difusión de la pastoral del cardenal primado Isidro Gomá «Lecciones de la guerra y deberes de la paz» publicada el 8 de agosto en el boletín de la archidiócesis de Toledo fue prohibida en el resto de medios de la Iglesia y por la prensa porque, entre otras razones, se sugería el perdón de los vencidos, lo que indignó a Franco empeñado en mantener «un espíritu de triunfalismo combativo», según Paul Preston.

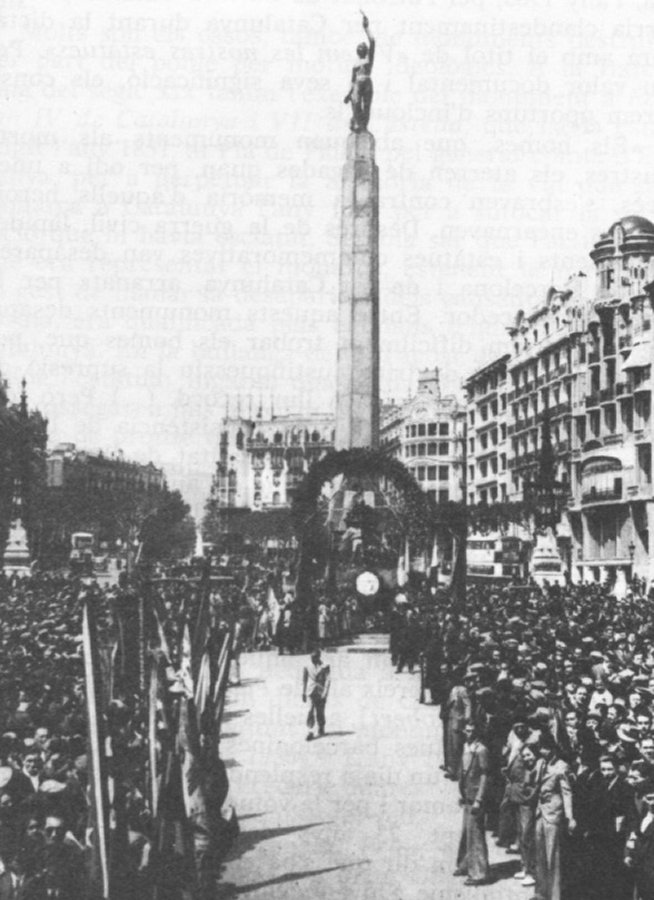
Monumento a la República situado en la plaza de Pi y Margall de Barcelona e inaugurado el 12 de abril de 1936. La dictadura retiró la estatua que culminaba el obelisco y el medallón en homenaje al presidente de la Primera República española Francesc Pi y Margall y los sustituyó por un escudo y un águila franquista y una estatua alegoría de la Victoria obra de Frederic Marès. La plaza cambió su nombre de Pi y Margall a Plaza de la Victoria. Igualmente, cambiaron la inscripción «Barcelona a Pi i Margall» por «A los heroicos soldados de España que la liberaron de la tiranía rojo-separatista. La ciudad agradecida».

Al mismo tiempo que se negaba la reconciliación con los vencidos se exaltaba a los vencedores. España se llenó de monumentos y de placas conmemorativas de los «Caídos por Dios y por la Patria», en los que la cruz era el símbolo clave. El 3 de abril de 1939, solo dos días después de haber dado por concluida la guerra civil con la emisión del último parte de guerra, Radio Nacional emitió un mensaje del general Franco con el título de «Conmemoración de los caídos» —que sería también conocido como el discurso de Las Tres Alertas—:

Españoles, alerta. La paz no es un reposo cómodo y cobarde frente a la Historia; la sangre de los que cayeron no consiente el olvido, la esterilidad ni la traición.
Españoles, alerta. Todas las viejas banderías de partido o de secta han terminado para siempre; la rectitud de la justicia no se doblegará jamás ante los egoísmos privilegiados ni ante la criminal rebeldía; el amor y la espada mantendrán, con la unidad de mando victoriosa, la eterna unidad española.
Españoles, alerta. España sigue en pie de guerra contra todo enemigo del interior o del exterior, perpetuamente fiel a sus caídos, con el favor de Dios, sigue en marcha, Una, Grande y Libre, hacia su irrenunciable destino.

A principios de 1941 el fascista Ernesto Giménez Caballero, uno de los miembros más destacados del aparato de propaganda franquista, hizo el siguiente balance de la victoria en la guerra civil:

Desde hace diez años, desde el final del Gobierno de Primo de Rivera, el español venía exigiendo un único don del cielo: Paz. Paz sin tiros por las calles. Sin blasfemias. Sin rostros iracundos. Sin masas excitadas. Sin Bancos asaltados. Sin sangre obrera por el arroyo. Sin uniformes y sotanas insultados. Y eso... ha llegado. Ha llegado en este año de 1941 —bendito— que empieza.

Un decreto de 25 de agosto de 1939 reservó el 80 por ciento de los puestos de la Administración —que experimentó un rápido crecimiento— para los «combatientes» del «bando nacional» y para los civiles que hubieran hecho sacrificios especiales por la causa «nacional» o hubieran padecido el «terror rojo», así como sus familiares. De esta forma se incorporaron «personas con escasa formación, lo que trajo como consecuencia altos niveles de incompetencia y, quizá, fomentó la corrupción que invadió la administración el primer año de paz», ha puntualizado Payne.

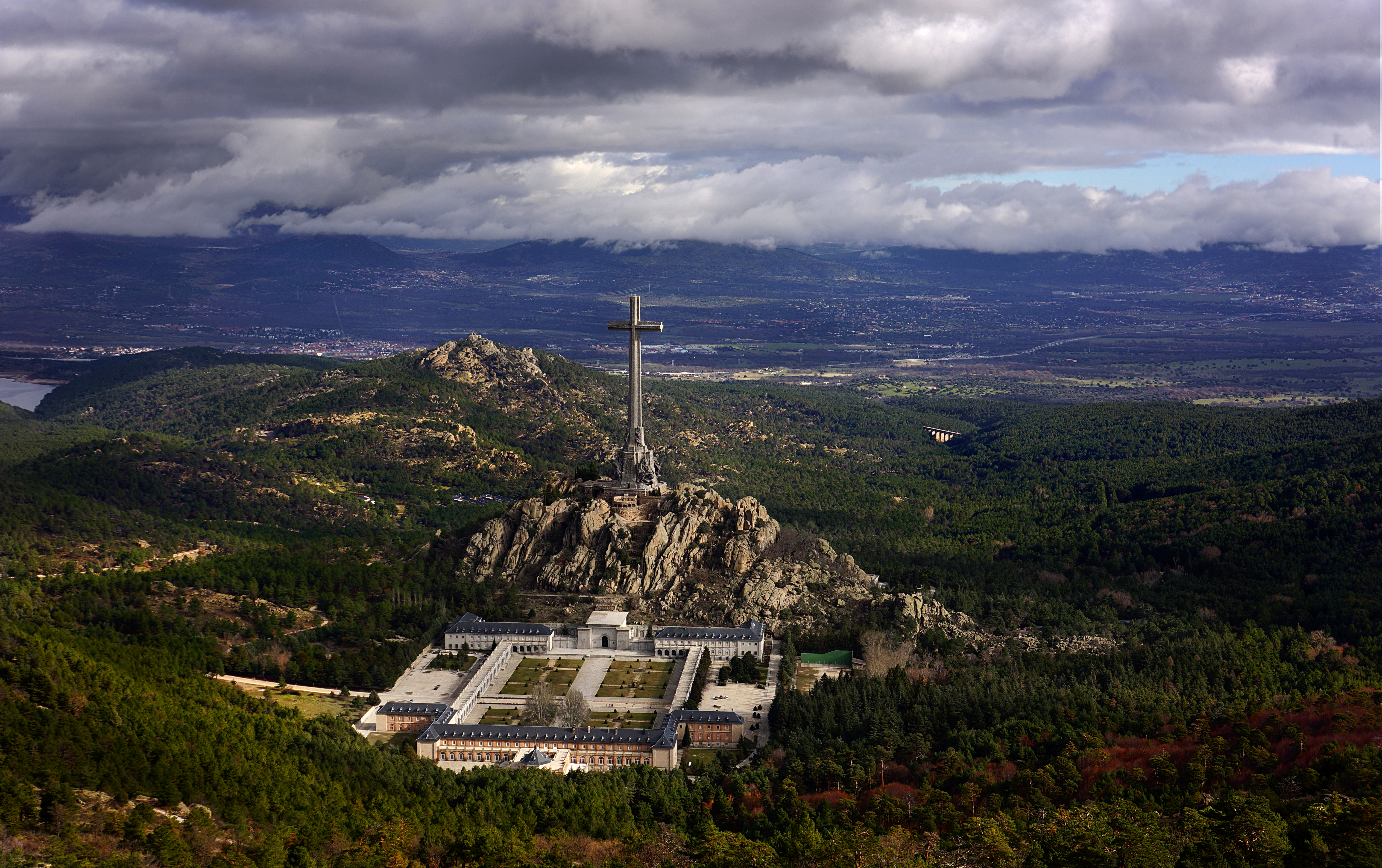
Valle de los Caídos.

El 21 de octubre, cuatro días después de haberse instalado en el Palacio de El Pardo, el general Franco anunció su gran proyecto del que sería conocido como Valle de los Caídos. En plena sierra de Guadarrama se iba a levantar una enorme cruz de doscientos metros de alto, para que fuera visible para todos los viajeros. El 1 de abril de 1940, primer aniversario de la victoria en la guerra, se promulgó el decreto por el que se erigía este monumento a los caídos del «bando nacional». Fue leído por el coronel Valentín Galarza, subsecretario de la presidencia del gobierno, en el mismo lugar en que se iba a erigir, ante los miembros del gobierno, jefes de falange, generales y cuerpo diplomático que habían acudido allí encabezados por el general Franco después del desfile de la Victoria. En el preámbulo se decía:

La dimensión de nuestra Cruzada, los heroicos sacrificios que la victoria encierra y la trascendencia que ha tenido para el futuro de España esta epopeya, no pueden quedar perpetuados por los sencillos monumentos con los que suelen conmemorarse en villas y ciudades los hechos salientes de nuestra historia y los episodios gloriosos de sus hijos. Es necesario que las piedras que se levanten tengan la grandeza de los monumentos antiguos, que desafíen el tiempo y el olvido…

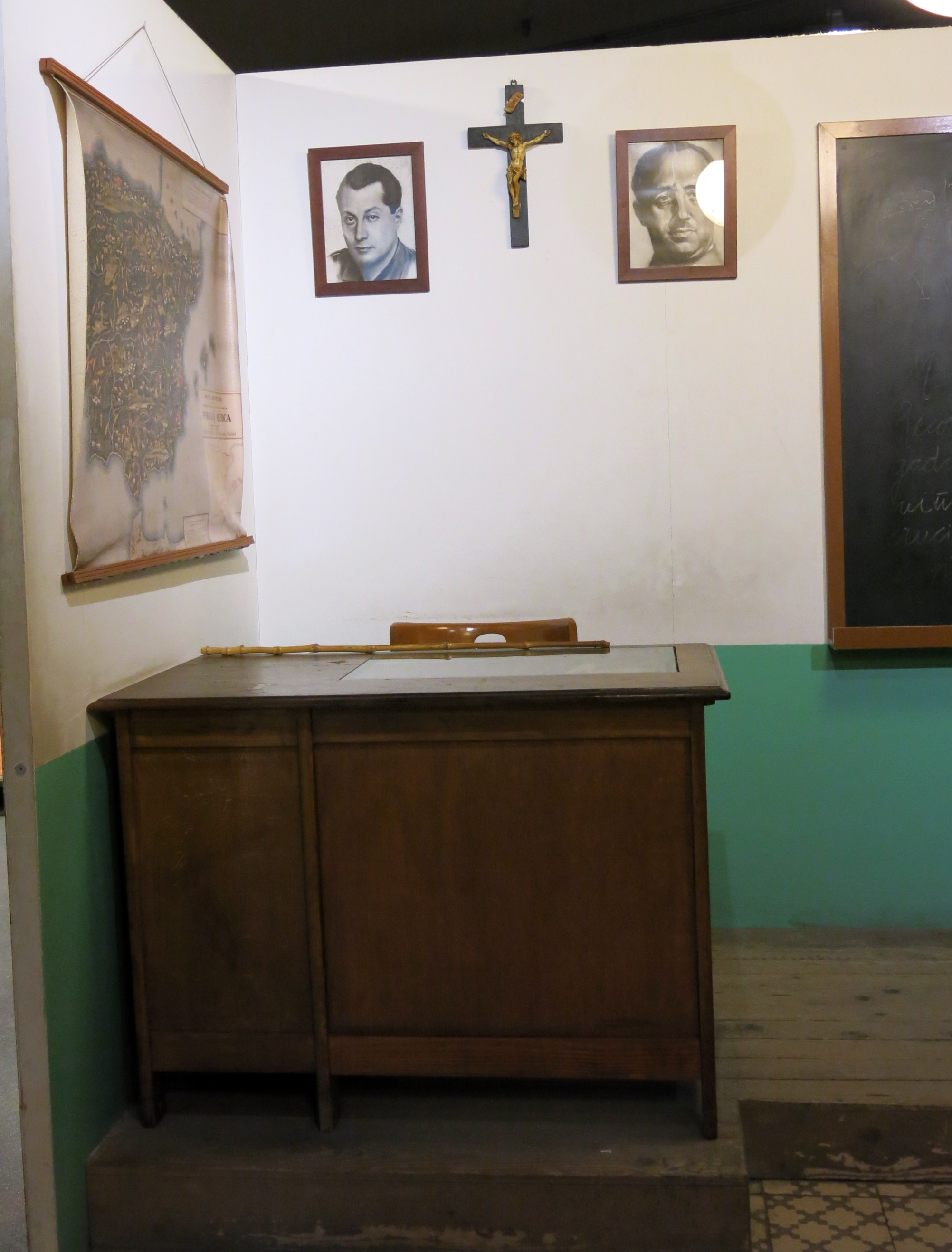
Aula típica de una escuela durante el franquismo, presidida por un crucifijo y los retratos de Franco (a su derecha) y de José Antonio Primo de Rivera (a su izquierda). Museu d'Història de Catalunya.

La obra fue encomendada al arquitecto Pedro Muguruza, a partir de una idea del propio general Franco, que pretendía vincular su época con la de los Reyes Católicos, Carlos V y Felipe II. «En un principio se previó que la obra duraría doce meses. A la larga, tardaría dos décadas y se convertiría, después de la caza, en la mayor obsesión privada de Franco», ha señalado Paul Preston. En su construcción se emplearon veinte mil presos republicanos. Según Julián Casanova, constituyó «la consagración definitiva de la memoria de la cruzada». «El panteón glorioso de los héroes», lo llamó fray Justo Pérez de Urbel, el primer abad del monasterio que formaba parte del monumento.
El 20 de noviembre de 1939, tercer aniversario de la ejecución de José Antonio Primo de Rivera, se inició el traslado a pie desde Alicante de los restos del fundador de Falange Española hasta el monasterio de El Escorial, a quinientos kilómetros de distancia. «A pie, de noche y de día, con bueno o mal tiempo, entre los días 20 y 30 de noviembre de 1939, los relevos se fueron pasando de uno a otro el ataúd, cubierto con la bandera roja y negra [de Falange], hasta depositarlo, provisionalmente [hasta que estuviera acabado el Valle de los Caídos], en el suelo de la nave mayor de la basílica de El Escorial, frente al altar mayor», ha indicado Luis Suárez Fernández. «Participaron en la procesión el Frente de Juventudes, la Sección Femenina, los sindicatos e incluso unidades del ejército regular. Grandes hogueras y servicios religiosos jalonaron el viaje. Falangistas de todas las provincias se turnaban para llevar el féretro. Cada relevo era saludado por salvas de artillería y tañidos de campana repicaban en todas las ciudades y pueblos de España. Maestros y profesores interrumpían las clases en escuelas y universidades para alzar el brazo en el saludo fascista y gritar: “José Antonio ¡Presente!”. Cuando el cortejo llegó a Madrid, fue recibido por altos mandos de los tres ejércitos y representantes de la Alemania nazi y la Italia fascista. En el palacio de San Lorenzo de El Escorial sobresalían las monumentales coronas ofrendadas por Hitler y Mussolini», ha señalado Paul Preston. Como los traslados de los cadáveres de los generales Sanjurjo y Goded, el del fundador de Falange, «sirvió para mantener vivos los odios de la Guerra Civil», añade Preston.
En el tardofranquismo algunos políticos franquistas que habían combatido en la guerra civil comenzaron a reconocer que el trato dado a los vencidos tras la guerra había carecido de dignidad y generosidad. Fue el caso de Antonio Pedrosa Latas quien en una entrevista al diario Informaciones en junio de 1975 (cuando todavía vivía el general Franco) se refirió a las propuestas de apoyo a los mutilados republicanos diciendo: «...a fuer de ser sincero tengo que agregar que se tardó demasiado y pudo ser mejor. Pasó en efecto largo tiempo desde aquella contienda, cuando en mi opinión, una vez concluida, debió darse un tratamiento más digno y generoso a los vencidos». Como han señalado Jorge de Esteban y Luis López Guerra, «desde el final de la guerra, los mutilados del ejército republicano eran oficialmente ignorados (“porque no se puede equiparar a los defensores de la verdad con los defensores del error”) y rechazados los intentos de remediar su situación, aún cuando cabe señalar que las propuestas de mejora, dentro del Régimen, han sido en el sentido de considerar a esos mutilados como objeto de la beneficencia estatal y no como merecedores del justo apoyo por sus servicios al Estado español desde el bando republicano, muchas veces por motivos ideológicos, otras por disciplina o mera casualidad geográfica».
En esos últimos años de la dictadura franquista la Iglesia católica reconoció su responsabilidad en las consecuencias de la guerra civil, aunque el documento que se presentó en septiembre de 1971 en la Asamblea Conjunta de Obispos y Sacerdotes no fue aprobado por faltar la mayoría de dos tercios necesaria (137 votos favorables frente 78). En él se pedía perdón «porque nosotros no supimos a su tiempo ser verdaderos ministros de la reconciliación en el seno de nuestro pueblo, dividido por una guerra entre hermanos». La «Cruzada de Liberación», denominación oficial de la guerra civil que la Iglesia había impulsado y adoptado en la Carta colectiva de los obispos españoles con motivo de la guerra en España de 1937, había dado paso a la «guerra entre hermanos». Hubo que esperar a abril de 1975 para que la Conferencia Episcopal aprobara (por setenta votos a favor y once en contra) el documento La Reconciliación en la Iglesia y en la Sociedad. Carta pastoral Colectiva del Episcopado Español en el que taxativamente se afirmaba que en «nuestra patria, el esfuerzo progresivo por la creación de estructuras e instituciones políticas adecuadas ha de estar sostenido por la voluntad de superar los efectos nocivos de la contienda civil que dividió entonces a los ciudadanos en vencedores y vencidos, y que todavía constituyen obstáculo serio para una plena reconciliación entre hermanos».
En conclusión, como ha destacado Javier Tusell, «Franco fue un dictador insensible a los padecimientos de los vencidos, incapaz de liquidar una guerra civil y endiosado por la creencia sincera de que era un hombre providencial para su país».

### Censura y propaganda
El historiador Manuel Peña ha destacado que la censura fue una pieza importante de la represión franquista y también formó parte de «una ambiciosa construcción cultural: la Nueva España, tanto en su vertiente culta como en su proyección popular». «Censura y propaganda fueron de la mano», añade Peña. Esto quedó meridianamente claro cuando el 23 de abril de 1939, muy pocos días después de finalizada la guerra civil y como colofón de la «fiesta del libro» [sic], tuvo lugar en el patio del rectorado de la Universidad Complutense una quema de libros al estilo nazi (durante la guerra ya había habido otras y las habría después). El diario vespertino Ya tituló: «Auto de fe en la U. Central. Los enemigos de España fueron condenados al fuego». El catedrático de Derecho Antonio Luna lo justificó así:

Para edificar a España una, grande y libre, condenados al fuego los libros separatistas, los liberales, los marxistas, los de la leyenda negra, los anticatólicos, los del romanticismo enfermizo, los pesimistas, los pornográficos, los de un modernismo extravagante, los cursis, los cobardes, los seudocientíficos, los textos malos y los periódicos chabacanos.

Ya en los inicios de la guerra civil se había creado en la zona sublevada una Oficina de Prensa y de Propaganda con la misión de «dictar pública o confidencialmente las normas a que ha de ajustarse la censura y facilitar a los periódicos las notas o informes cuya publicación convenga al interés nacional». En enero de 1937 la Oficina se convirtió en la Delegación Nacional de Prensa y Propaganda que un año después pasó a depender del recién creado Ministerio del Interior (Ministerio de la Gobernación, a partir de diciembre de1938) cuyo titular era Ramón Serrano Suñer, cuñado del Generalísimo Franco. Serrano Suñer nombró a los jóvenes falangistas Dionisio Ridruejo y José Antonio Giménez-Arnau al frente del Servicio Nacional de Propaganda (que contaba con una sección de Censura de Libros) y del Servicio Nacional de Prensa, respectivamente. Ambos procedían de la Escuela de Periodismo del diario católico El Debate.

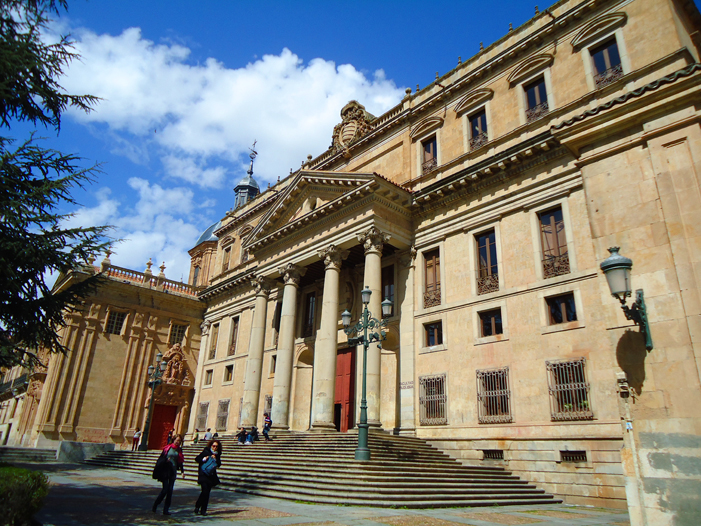
Palacio de Anaya de Salamanca, sede de la Delegación Nacional de Prensa y Propaganda, durante la guerra civil.

Poco después, en abril de 1938, el Generalísimo Franco promulgaba la Ley de Prensa en cuyo preámbulo se asignaba a la misma como misión esencial «transmitir al Estado las voces de la Nación y comunicar a esta las órdenes y directrices del Estado y de su Gobierno», así como ser «órgano decisivo en la formación de la cultura popular y en la creación de la conciencia colectiva». Como ha señalado Luis Castro, el modelo que se estaba siguiendo era el de la Italia fascista y el de la Alemania nazi (se llegaron a copiar algunos de sus lemas como «Una Patria, un Estado, un Caudillo», que recuerda el nazi Ein Reich, ein Volk, ein Führer). La prensa se convirtió en un instrumento de propaganda al servicio del Estado, ha indicado Manuel Peña. Una valoración compartida por Eduardo González Calleja. Más que una ley «de» prensa fue una ley «contra» la prensa, ha subrayado Justino Sinova, citado por Peña. De esta forma, como ha destacado Santos Juliá, la opinión pública dejó de existir «pues no hay espacio público en el que pueda expresarse y debatirse una opinión».

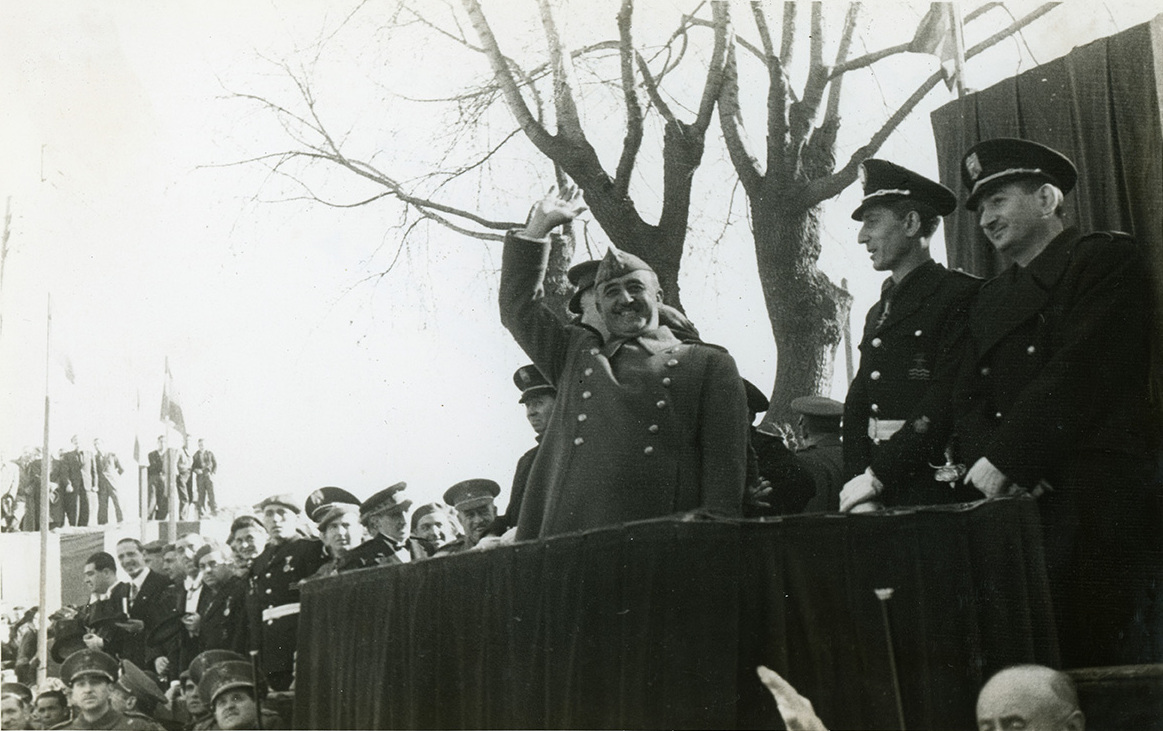
El Generalísimo Franco durante una visita a Barcelona en 1942. A la derecha José Luis Arrese, secretario general del partido único FET y de las JONS del que dependía la Vicesecretaría de Educación Popular, que a partir de la crisis de mayo de 1941 había sustituido a la Delegación Nacional de Prensa y Propaganda.

En 1941 la Delegación de Prensa y Propaganda fue sustituida por la Vicesecretaría de Educación Popular dependiente de la Secretaría General del partido único FET y de las JONS, cargo que ostentaba el falangista José Luis Arrese, ministro-secretario general del Movimiento. Al frente de la Sección de Censura Arrese nombró al falangista Patricio González de Canales. El modelo era de nuevo el nazi y el fascista: el Ministerio del Reich para la Ilustración Pública y Propaganda de Goebbels y el Ministerio de Cultura Popular de Dino Alfieri. De hecho González de Canales recabó la ayuda de las embajadas alemana e italiana (y también de la portuguesa) para que le remitieran las listas de los autores y de las obras prohibidas en sus respectivos países para prohibirlos también en España.
A los libros se aplicó la censura previa y un libro no podía circular si no llevaba en su primera página el visado de la censura. Pero también se aplicó una censura a posteriori mediante el secuestro de ejemplares, la prohibición de reediciones o la limitación de las tiradas o de los lectores autorizados para comprar esas publicaciones (esto último semejante a las licencias que otorgaba la Inquisición para poder leer ciertas obras incluidas en el Índice). En esta censura a posteriori intervenía, asimismo, la Iglesia católica, que por otro lado también participaba activamente en la censura previa porque en las juntas censoras siempre había un sacerdote que se encargaba especialmente de los libros religiosos. Hubo algún conflicto entre la censura eclesiástica y la «oficial». El caso más conocido fue el del libro del falangista Rafael García Serrano La fiel infantería, una obra que había recibido en 1943 el Premio Nacional de Literatura José Antonio Primo de Rivera, que no gustó al arzobispo de Toledo Enrique Pla y Deniel quien finalmente consiguió que se retirara.

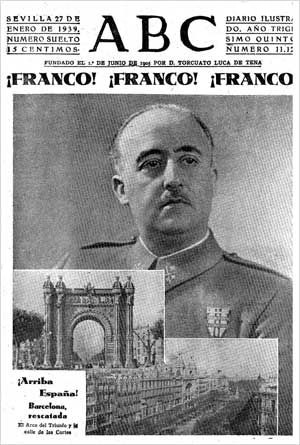
Portada del diario ABC de Sevilla del 27 de enero de 1939 dando la noticia de la toma de Barcelona por el ejército franquista («¡Arriba España! Barcelona rescatada», titula el diario). La consigna principal que debía seguir la prensa era exaltar la figura del Caudillo.

La prensa también estaba sometida a la censura previa, por lo que la libertad de información desapareció. Las noticias y artículos eran revisados (y a menudo reelaborados) por los censores (que se preocupaban especialmente de los titulares). Además todos los periódicos debían seguir las «consignas obligatorias» que se daban desde el Servicio Nacional de Prensa que se referían a las noticias que se debían publicar (con frecuencia ya redactadas por el Gobierno, incluidos los editoriales) y las que no, al enfoque que se había de dar a determinadas informaciones o a la inclusión de determinados lemas, frases o discursos. Pero la consigna principal era que se debía exaltar la figura del Generalísimo Franco (cuyas noticias siempre debían aparecer en primera página). Si no se seguían las consignas los periódicos eran sancionados con multas más o menos cuantiosas o con la destitución o suspensión del director (por ejemplo, el semanario Mundo tuvo que pagar una multa de 5000 pesetas por no haber conmemorado el 20 de abril de 1944 el cumpleaños de Hitler). Los directores de los periódicos eran nombrados por el gobierno, aunque se tratase de editoras privadas.
Solo podían ejercer la profesión de periodista los que contaran con el carnet acreditativo que se concedía tras haber conseguido ser inscrito en el Registro Oficial de Periodistas (el primer carnet como periodista de honor le fue concedido al Generalísimo Franco). De hecho la de periodista fue una de las profesiones que fueron objeto de una depuración más implacable. Los que habían informado desde el bando republicano sufrieron largas condenas de prisión e incluso de muerte (y cuando salieron de las cárceles no pudieron ejercer su oficio). Los que pasaron la depuración debieron demostrar a diario su lealtad al régimen. Para cribar el acceso a la profesión se creó en 1943 la Escuela Oficial de Periodismo, cuyo diploma era condición imprescindible para poder trabajar en algún periódico.
Durante la guerra los sublevados se fueron apoderando de los edificios, las salas de redacción y de los talleres de los periódicos republicanos, obreros y nacionalistas vascos y catalanes, que constituirán el grueso de la llamada «Prensa del Movimiento» que en 1944 estaba integrada por treinta diarios matutinos, siete vespertinos, cinco «hojas del lunes», ocho revistas semanales y siete mensuales. De esta forma la dictadura se dotó de una extensa red de periódicos entre los que destacaban Arriba, el órgano oficial del partido único FET y de las JONS, y Pueblo, el periódico de la Organización Sindical Española, aunque el de más tirada y más leído era el diario deportivo Marca. A esta red de prensa habría que añadir la agencia oficial de noticias EFE. La Iglesia católica también contaba con una notable red de periódicos, cuyo diario más importante era el vespertino Ya Los monárquicos tenían el diario ABC y también existían otros grupos editores privados, pero en todos los casos los directores eran nombrados por el gobierno y sus ediciones estaban sometidas a la censura previa.
También la radio, el principal medio de comunicación de masas hasta la difusión de la televisión en la década de 1960 —se pasó de trescientos mil receptores en 1936 a cerca de un millón de 1943—, fue objeto de un control estricto. En octubre de 1939 se dictó la obligatoriedad para todas las emisoras de conectar con Radio Nacional, la emisora del «bando nacional» inaugurada por el Generalísimo Franco en Salamanca en enero de 1937 (creada con la ayuda de la Alemania nazi, que proporcionó los equipos y el asesoramiento técnico), «para los noticiarios generales y especialmente de asuntos internacionales», por lo que no podrían «radiar más noticias que las que se refieran a acontecimientos que hubieran tenido lugar en la provincia o región, siempre estas con censuras de las Jefaturas Provinciales o Locales de Prensa». Además de Radio Nacional la dictadura contaba con la que sería conocida como Red de Emisoras del Movimiento. Por su parte la Iglesia católica contaba con emisoras locales aunque tardaría en integrarlas a nivel nacional pues hasta 1959 no nació la Cadena de Ondas Populares Españolas (COPE). La cadena privada más importante era la Sociedad Española de Radiodifusión (Cadena SER) cuyos programas de mayor audiencia eran los seriales, los concursos, las retransmisiones deportivas de los domingos y los shows de fin de semana. El objetivo de la radio, como el del conjunto de la cultura de masas del franquismo, fue, «vía el entretenimiento y la evasión, la integración social y la desmovilización del país», ha señalado Juan Pablo Fusi. Al igual que los periodistas, los profesionales de la radio también fueron objeto de una dura depuración.

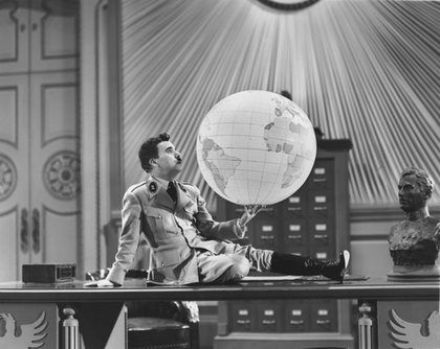
Una de las escenas más famosas de la película de Charles Chaplin El gran dictador (1940) en la que Hinkel sueña con dominar el mundo. Esta parodia de Hitler y del fascismo fue prohibida por la censura franquista. No se pudo proyectar en España hasta después de la muerte de Franco.

En cuanto al cine, la dictadura franquista lo consideró como uno de los más eficaces medios de propaganda por lo que estuvo sometido también a un control total. Para que una película española pudiera rodarse y proyectarse en los cines el guion debía ser aprobado por la Dirección General de Propaganda y acabada la película debía pasar la censura de la Junta Superior de Orientación Cinematográfica, que si lo consideraba oportuno podía proponer cambios o directamente cortar determinadas escenas, lo que a veces suponía que la película resultara incomprensible. En cuanto a las películas extranjeras la censura tenía un amplio campo de actuación en el doblaje, que fue declarado obligatorio, porque podía modificar completamente su significado, lo que en alguna ocasión rozaba el ridículo (como en una película americana en la que la heroína movía la cabeza con un gesto negativo mientras decía «¡Sí!»). En 1942 se creó el NO-DO, un noticiero propagandístico cuya proyección era obligada en todos los cines, antes de las películas.
Las obras de teatro y los espectáculos de variedades también estuvieron sometidos a censura. Tras la aprobación del texto, el ensayo general era supervisado por un censor, que también estaba presente el día del estreno. Uno de sus cometidos era asegurarse de que las canciones no fueran del «género moderno», siguiendo criterios similares a los aplicados a la radio (inspirados en la normativa nazi): estaba prohibida «la llamada música “negra”, los bailables “swing” o cualquier otro género de composiciones que estén en idioma extranjero».

## El franquismo de 1939 a 1945

### Antecedentes: el proceso de fascistización durante la Guerra Civil (1936-1939)
El proceso de fascistización, es decir, de adopción del ideario fascista y de sus formas específicas de organización política y social, siguiendo sobre todo el modelo de la Italia fascista, comenzó en plena guerra civil. Un primer paso fue la decisión del Generalísimo Franco de unificar las fuerzas políticas derechistas que habían apoyado la sublevación antirrepublicana, «bajo Mi Jefatura, en una sola entidad política de carácter nacional, que de momento se denominará Falange Española Tradicionalista y de las JONS». En el Decreto de Unificación de abril de 1937 se afirmaba que se constituía el «Gran Partido del Estado», «como en otros países de régimen totalitario» —en referencia a la Italia fascista y a la Alemania nazi—, para que sirviera de enlace «entre la Sociedad y el Estado» y para que divulgara en aquella «las virtudes político-morales de servicio, jerarquía y hermandad». Así, los símbolos del nuevo partido único fueron los del fascismo falangista —saludo con el brazo en alto y la mano extendida, el emblema del «Yugo y las flechas», el canto del «Cara al Sol», el uniforme de camisa azul (aunque con la boina roja carlista)— y también sus principios doctrinales: los «26 puntos programáticos de Falange», excluyendo, el 27, ya que decía: «Nos afanaremos [los falangistas] por triunfar en la lucha con sólo las fuerzas sujetas a nuestra disciplina. Pactaremos poco. Sólo en el empuje final por la conquista del Estado gestionará el mando las colaboraciones necesarias, siempre que esté asegurado nuestro predominio», y ninguna de esas circunstancias eran las que se daban en 1937.

Bandera de FE-JONS adoptada por el «partido único» del franquismo FET-JONS creado por el Decreto de Unificación de abril de 1937.

Asimismo, entre los dirigentes del nuevo «partido único» predominaron los falangistas sobre los carlistas. En julio de 1937, el «Caudillo» reconocía en una entrevista que la «España nacionalista seguirá la estructura de los regímenes totalitarios, como Italia y Alemania», y así lo confirmó la constitución en octubre de 1937 del Consejo Nacional de Falange —«remedo del Gran Consejo Fascista de Italia», según Enrique Moradiellos—, cuyos cincuenta miembros fueron nombrados por el Generalísimo.
El 30 de enero de 1938, el mismo día que formó su primer gobierno, el Generalísimo promulgó la Ley de Administración Central del Estado que sancionó el sistema «totalitario» de partido único que se estaba construyendo en la zona sublevada y le confirió a él mismo un poder prácticamente absoluto al establecer uno de sus artículos que le correspondía «la suprema potestad de dictar normas jurídicas de interés general». Esta ley, junto con la que promulgó en agosto de 1939, constituyó el fundamento jurídico de la su larga dictadura.
Otro paso decisivo en el proceso de fascistización fue la aprobación el 6 de marzo de 1938 del Fuero del Trabajo, que en 1947 fue declarado como la primera «ley fundamental» del franquismo, y en el cual era evidente la influencia de la «Carta del Lavoro» del fascismo italiano, promulgada por Mussolini en 1927. En el Fuero del Trabajo, que dio nacimiento «oficial» al nacionalsindicalismo, se incluía «una declaración de principios resueltamente fascista», según Moradiellos:

Renovando la Tradición Católica, de justicia social y alto sentido humano que informó nuestra legislación del Imperio, el Estado, Nacional en cuanto es instrumento totalitario al servicio de la integridad patria, y Sindicalista en cuanto representa una acción contra el capitalismo liberal y el materialismo marxista, emprende la tarea de canalizar con aire militar, constructivo y gravemente religioso la Revolución que España tiene pendiente y que ha de devolver a los españoles, de una vez y para siempre, la Patria, el Pan y la Justicia.

Además, ya desde los inicios de la guerra civil se dio una íntima alianza entre la Iglesia católica y los sublevados que se reflejará en una colaboración recíproca para lograr sus respectivos intereses. Esto dará lugar a una ideología particular del régimen, el nacionalcatolicismo, con los consiguientes cambios en la zona sublevada como la obligatoriedad de la religión en la enseñanza primaria y secundaria, o la imposición del crucifijo en institutos y universidades. El Generalísimo utilizó, por su parte, la fe católica para legitimar su Cruzada, siendo desde finales de la guerra obligatorio en las escuelas el Catecismo Patriótico Español del obispo Menéndez-Reigada (sin imprimátur, y con sus conocidas proclamas antisemitas y antidemocráticas); según el socialista Juan Simeón Vidarte, también se llegó a modificar el catecismo del padre Ripalda, agregando al quinto mandamiento («no matarás») las siguientes palabras: «a no ser que sean rojos, o enemigos del glorioso movimiento».

### Alineamiento con el Eje y aceleración de la fascistización (1939-1942)

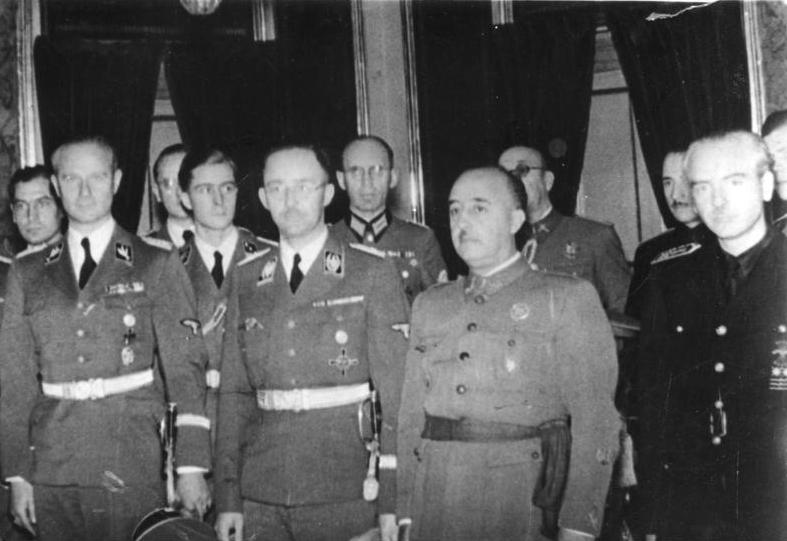
El general Franco junto al dirigente nazi Heinrich Himmler, durante su visita a Madrid, en 1940.

Tras el final de la guerra civil se acentuaron los vínculos con los regímenes fascistas y se aceleró el proceso de fascistización. El 7 de abril de 1939, solo una semana después de la emisión del último parte de la Guerra Civil Española, el general Franco anunciaba la adhesión al Pacto Antikomintern que habían suscrito Alemania, Italia y Japón, y poco después el abandono de la Sociedad de Naciones.
El general Franco se instaló en el palacio de El Pardo «con toda la pompa y ceremonial dignos de la realeza (incluyendo a la exótica Guardia Mora)». En Burgos promulgó la Ley de 8 de agosto de 1939, modificando la organización de la Administración Central del Estado establecida por las de 30 de enero y 29 de diciembre de 1938 (BOE de 9 de agosto de 1939), que reafirmaba en su persona todos los Poderes que había asumido en virtud del Decreto de la Junta de Defensa Nacional de 29 de septiembre de 1936 —como Jefe del Estado le correspondía «la suprema potestad de dictar normas jurídicas de carácter general» y ostentaba «de modo permanente las funciones de gobierno» (artículo 7.º)—. Al día siguiente nombraba su segundo gobierno, de nuevo integrado por personalidades de todas las «familias» políticas de la coalición vencedora en la guerra civil, pero con la «influencia determinante» de los fascistas de Falange, ya que el «hombre fuerte» del gobierno era Ramón Serrano Suñer, que acababa de ser nombrado por Franco Jefe de la Junta Política de FET y de las JONS y además ocupaba la cartera de la Gobernación, el Ministerio clave, ya que en él controlaba toda la prensa y el aparato de propaganda.
Cuando se inició la Segunda Guerra Mundial el 1 de septiembre de 1939, el general Franco se vio obligado a proclamar «la más estricta neutralidad» de España debido a las precarias condiciones económicas por las que atravesaba el país tras una guerra civil que hacía solo cinco meses que había terminado. Pero las victorias alemanas sobre Holanda, Bélgica y Francia en junio de 1940 y la entrada en la guerra de Italia del lado de Alemania —el día 10—, dieron un vuelco a la situación. Y así el 13 de junio de 1940, cuando los alemanes estaban a punto de entrar en París, el general Franco abandonaba la «estricta neutralidad» y se declaraba «no beligerante», que era el estatuto que había adoptado Italia antes de entrar en la guerra. Al día siguiente las tropas españolas ocupaban Tánger, ciudad internacional que quedó incorporada de hecho al Protectorado español de Marruecos.

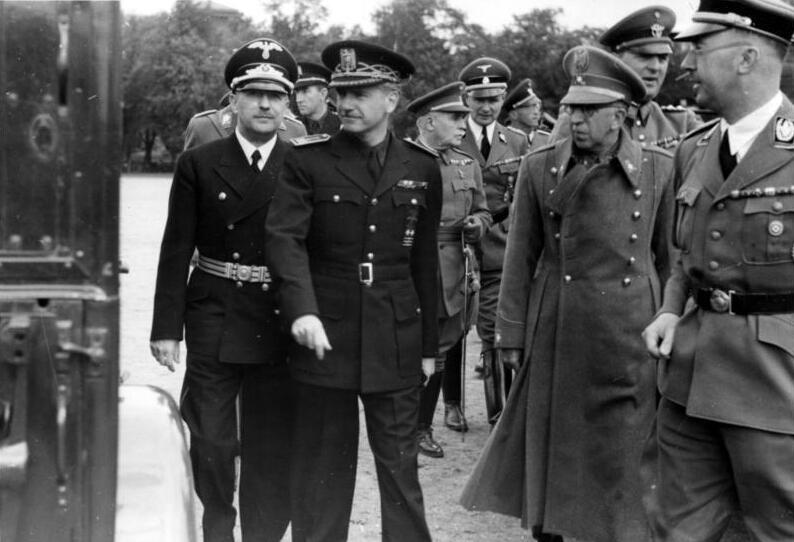
Visita a Berlín de Ramón Serrano Suñer, acompañado del general Antonio Sagardía, siendo recibido por Himmler.

El 23 de octubre de 1940, Franco y Hitler mantuvieron una entrevista en Hendaya para intentar resolver los desacuerdos sobre las condiciones españolas para su entrada en la guerra del lado de las potencias del Eje. Sin embargo, después de siete horas de reunión Hitler siguió considerando desorbitadas las exigencias españolas: la devolución de Gibraltar (tras la derrota de Gran Bretaña); la cesión del Marruecos francés y de una parte de la Argelia francesa a España más el Camerún francés que se uniría a la colonia española de Guinea Ecuatorial; el envío de suministros alemanes de alimentos, petróleo y armas para paliar la crítica situación económica y militar que padecía España. Así el único resultado de la entrevista fue la firma de un protocolo secreto en el que Franco se comprometía a entrar en la guerra en una fecha que él mismo determinaría y en el que el dictador alemán garantizaba solo vagamente que España recibiría «territorios en África». Otro resultado fue que, cuando el Führer inició la invasión de la Unión Soviética el 22 de junio de 1941, el general Franco decidió enviar un contingente de soldados y oficiales voluntarios (unos 47 000 hombres), que sería conocido con el nombre de «División Azul» (por el color del uniforme falangista).

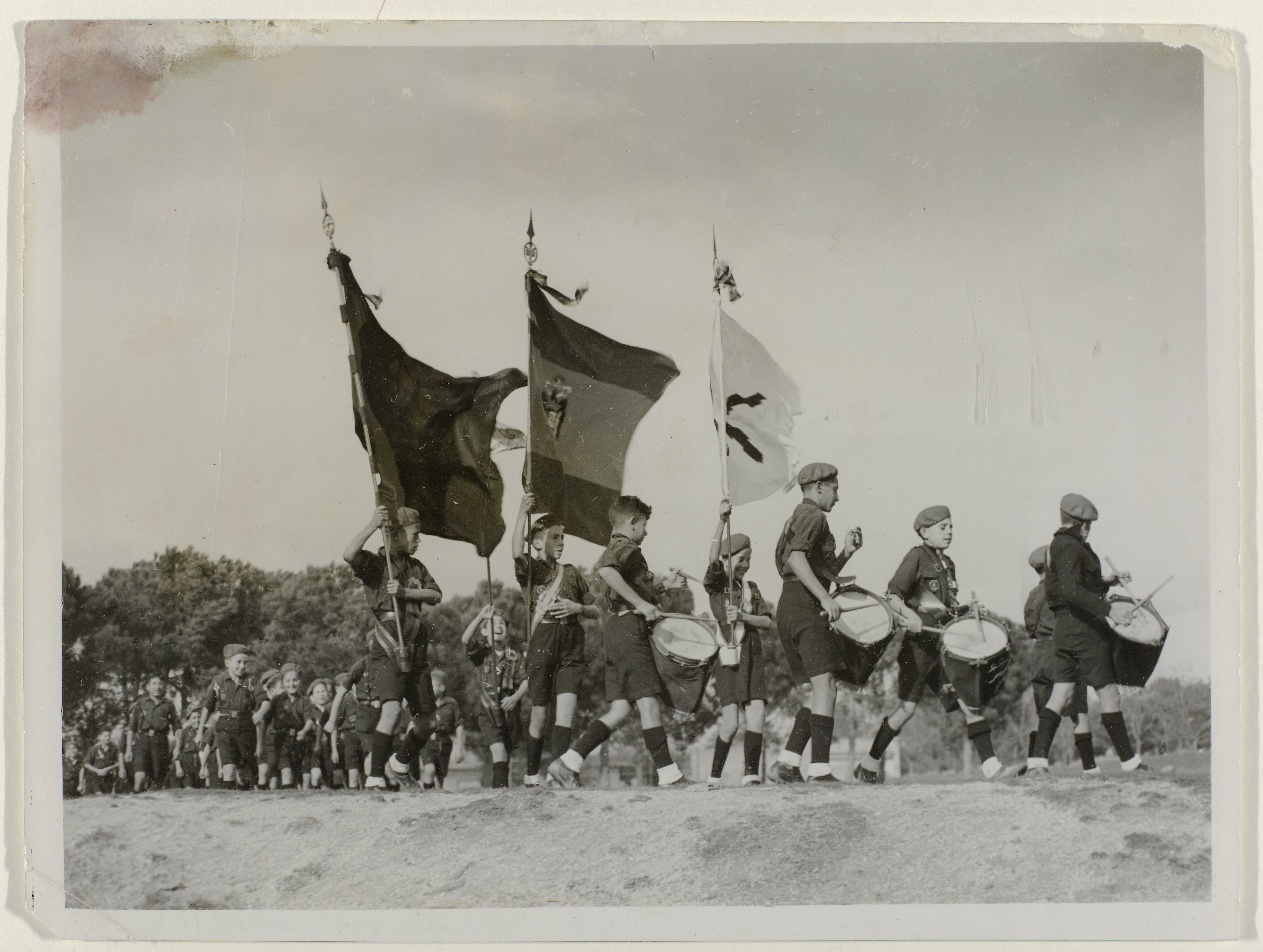
Desfile del Frente de Juventudes encabezado por las banderas de España (con el escudo franquista), de Falange y de la Comunión Tradicionalista (1941).

Al compás de los éxitos militares del Eje, el régimen franquista aceleró su proceso de fascistización bajo la inspiración y la dirección de Serrano Suñer —que acumuló también el Ministerio de Asuntos Exteriores—: el aparato de propaganda del régimen se puso en manos del «partido único», interviniendo en la gestión de los medios de la Iglesia y creando una extensa red de prensa y radio estatal y falangista; se puso en marcha el encuadramiento y la movilización social a través de tres organizaciones sectoriales del partido (el Frente de Juventudes, el Sindicato Español Universitario [SEU] y la Sección Femenina, cuya finalidad era «formar a la mujer con sentido cristiano y nacionalsindicalista»); se creó un extenso entramado «nacionalsindicalista» llamado Organización Sindical Española (OSE), en el que estaban obligados a afiliarse todos los «productores» (empresarios y trabajadores) bajo los principios de «verticalidad, unidad, totalidad y jerarquía» y que estaba dominada por la burocracia falangista —en palabras de uno de sus dirigentes falangistas: «los sindicatos verticales no son instrumentos de lucha clasista. Ellos, por el contrario, sitúan como la primera de sus aspiraciones, no la supresión de las clases, que siempre han de existir, pero sí su armonización y la cooperación bajo el signo del interés general de la Patria»—.

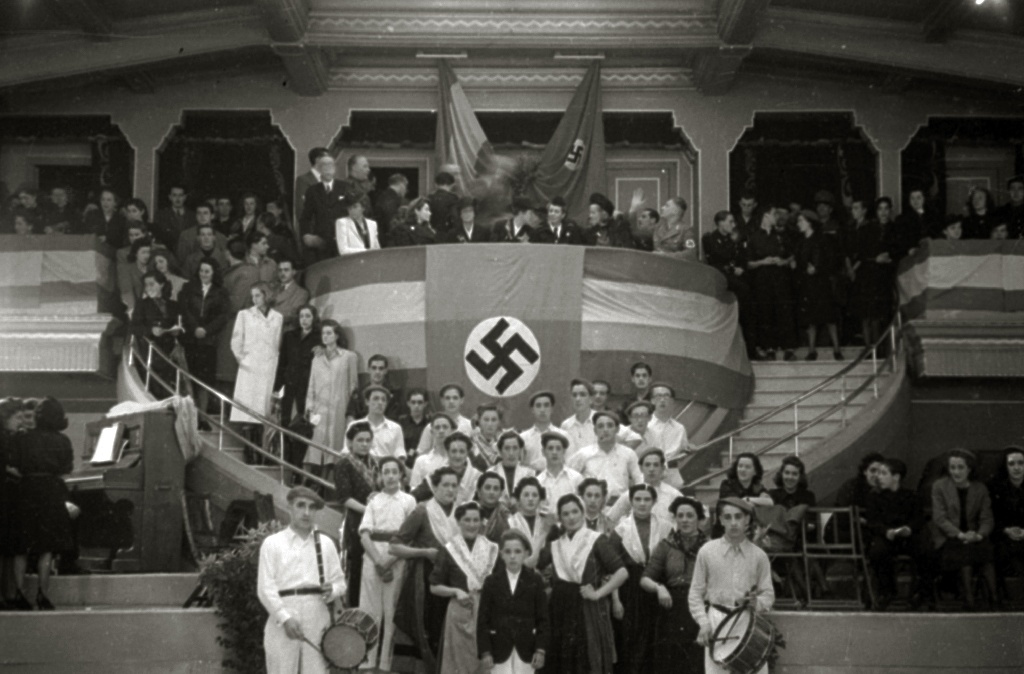
Acto de Falange de hermandad con la Alemania nazi celebrado en un salón de San Sebastián en 1941.

A finales de abril de 1941 el general Juan Vigón informó a Franco de que si no se limitaba el poder de Serrano Suñer, él y los otros ministros militares dimitirían. Según Paul Preston, esta iniciativa era el primer fruto de la política británica de sobornar a los generales españoles más destacado para que mantuvieran a España neutral. Serrano Suñer, por su parte, consiguió que Franco incrementara el número de miembros falangistas del gobierno nombrando ministro de Trabajo al camisa vieja José Antonio Girón de Velasco, pero inmediatamente después, el 5 de mayo, Franco nombró al coronel Valentín Galarza —un militar de su confianza y que no simpatizaba con la Falange— al frente del Ministerio de la Gobernación, que desde que Serrano fuera nombrado ministro de Asuntos Exteriores en octubre de 1940 estaba vacante, pero que el cuñadísimo seguía controlando a través del subsecretario José Lorente Sanz, un hombre de su confianza. El puesto de subsecretario de la Presidencia que dejó vacante Galarza fue ocupado por el capitán de navío Luis Carrero Blanco, hasta entonces jefe de operaciones del Estado Mayor Naval. Una de las primeras decisiones de Galarza fue sustituir al conde de Mayalde —un hombre de confianza de Serrano Suñer—, al frente de la Dirección General de Seguridad y a continuación cesó a muchos gobernadores civiles afines a Serrano, entre ellos el de Madrid, Miguel Primo de Rivera.
Serrano Suñer y otros destacados falangistas presentaron la dimisión, pero Franco se mostró conciliador porque la salida del gobierno de su cuñado —Serrano estaba casado con la hermana de la esposa de Franco— le dejaría «prisionero de los generales monárquicos». Así, se reunió en privado con los dimisionarios y los convenció para que siguieran en el gobierno o aceptaran un puesto en el mismo: Girón de Velasco continuó al frente del Ministerio de Trabajo y Miguel Primo de Rivera y José Luis Arrese, ocuparon la cartera de Agricultura y la secretaría de FET y de las JONS con rango de ministro, respectivamente. Además se creó una Vicesecretaría de Educación Popular dentro del FET y de las JONS que se ocuparía de la Prensa y Propaganda que dejaría de ser una competencia del ministerio de la Gobernación. Serrano finalmente retiró su dimisión.
En su momento se creyó que la crisis de mayo de 1941 se había resuelto de forma favorable a Serrano Suñer, pero en realidad supuso dar un «giro franquista» al partido único FET y de las JONS, lo que se confirmó cuando en septiembre de 1941 fue destituido el falangista radical Gerardo Salvador Merino al frente de la Organización Sindical Española. También cuando a finales de año Franco, presionado por los militares y por las «familias» no falangistas del régimen, frenó el proyecto de Ley de Organización del Estado, promovido por Serrano Suñer, que copiaba el sistema político de la Italia fascista. En el preámbulo se decía que «el Estado español es un instrumento totalitario al servicio de la integridad de la Patria» y que «todo su poder y todos sus órganos se deben a este servicio», y en su articulado convertía la Junta Política de FET y de las JONS en el «Supremo Consejo Político».
El 17 de julio de 1942, el general Franco promulgaba la que en 1947 sería declarada segunda «ley fundamental», la Ley Constitutiva de las Cortes, como «órgano superior de participación del pueblo español en las tareas del Estado» y ámbito para «el contraste de pareceres, dentro de la unidad del régimen», pero que no tenían ninguna capacidad legislativa, sino meramente «consultiva». Sin embargo, la reunión de las Cortes no se haría efectiva hasta febrero del año siguiente, cuando se comenzó a confirmar el cambio en el signo de la guerra mundial, tras la derrota nazi en la batalla de Stalingrado. Que la legitimidad de Franco para gobernar España se basaba en su victoria en la guerra civil lo dejó muy claro en el primer discurso que pronunció ante las Cortes el 17 de marzo de 1943:

Con los derechos dimanantes de la legitimidad del poder del que salva una sociedad instauramos un sistema de gobierno ilustrado y paternal.

### Paralización de la fascistización y vuelta a la neutralidad (1942-1945)
El proceso de fascistización provocó serios temores entre los otros dos pilares del franquismo, la Iglesia católica y el Ejército. Las tensiones con el «partido único» acabarían estallando en agosto de 1942 con el atentado de Begoña que provocó una grave crisis política que el general Franco resolvió destituyendo al «cuñadísimo» Serrano Suñer. El 16 de agosto, un grupo de falangistas lanzó dos granadas contra el gentío que salía de una misa presidida por el general José Enrique Varela, ministro del Ejército, en la basílica de la Virgen de Begoña (en Bilbao) en honor a los combatientes carlistas caídos durante la guerra civil. Los altos mandos militares encabezados por el propio Varela, secundado por el general Valentín Galarza, ministro de la Gobernación, consideraron el atentado como un «ataque al Ejército» por parte de la Falange y exigieron la destitución de Serrano Suñer —uno de los autores del atentado fue sometido a un consejo de guerra y ejecutado—. El general Franco satisfizo esa demanda el 3 de septiembre y cesó a Serrano (que fue sustituido por el general monárquico Francisco Gómez-Jordana que volvía a hacerse cargo del Ministerio de Asuntos Exteriores), pero quiso dejar constancia de quién tenía el poder, y destituyó al mismo tiempo a los dos generales, Varela y Galarza, que habían encabezado la petición, sustituyéndolos por dos militares fieles a su jefatura.

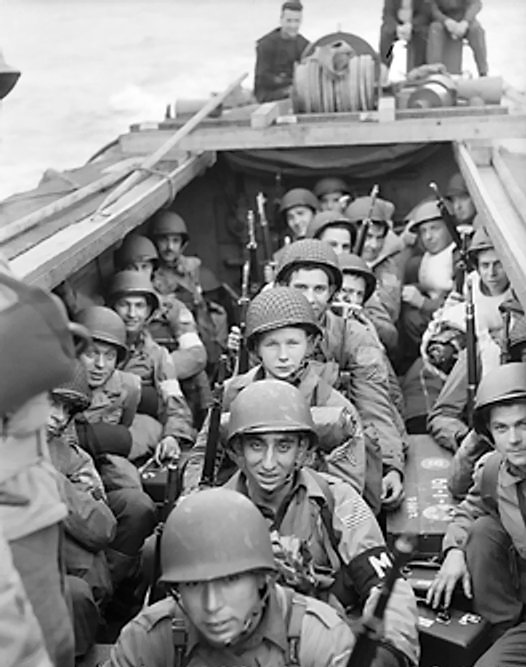
Tropas estadounidenses preparadas para desembarcar en Argelia en el marco de la Operación Torch (noviembre de 1942). Para Franco era el fin de sus sueños imperiales y un posible riesgo de invasión por parte de los aliados dado su alineamiento con la Alemania nazi y la Italia fascista.

En noviembre de 1942, fuerzas británicas y estadounidenses desembarcaron en el norte de África para desalojar de allí a las tropas del Eje. Para Franco era el fin de sus sueños imperiales y un posible riesgo de invasión por parte de los aliados dado su alineamiento con Alemania e Italia. A pesar de ello, el 7 de diciembre, primer aniversario del ataque japonés a Pearl Harbor, aún pronunció un discurso de corte fascista: «Estamos asistiendo al final de una era y al comienzo de otra. Sucumbe el mundo liberal, víctima del cáncer de sus propios errores, y con él se derrumba el imperialismo comercial, los capitalismos financieros y sus millones de parados. (...) Se realizará el destino de nuestra era, o por la fórmula bárbara de un totalitarismo bolchevique, o por la patriótica y espiritual que España ofrece, o por cualquiera otra de los pueblos fascistas... Se engañan, por lo tanto, quienes sueñan con el establecimiento en el occidente de Europa de sistemas demoliberales».
Pero no fue hasta después de la caída de Mussolini en julio de 1943 tras el desembarco aliado en Sicilia, cuando el general Franco volvió a la «estricta neutralidad» en contra de sus propios deseos, tal como se lo había confesado al embajador italiano en abril de 1943, en vísperas de la invasión anglo-estadounidense: «Mi corazón está con ustedes y deseo la victoria del Eje. Es algo que va en interés mío y en el de mi país, pero ustedes no pueden olvidar las dificultades con que he de enfrentarme tanto en la esfera internacional como en la política interna».
El abandono de la «no beligerancia» fue decretado por Franco el 1 de octubre de 1943, séptimo aniversario del nombramiento por sus compañeros de sublevación como Generalísimo, y al mes siguiente ordenaba la retirada del frente ruso de la «División Azul» y la paralización del proceso de fascistización. En noviembre de 1944, en una entrevista concedida a la agencia estadounidense United Press, Franco llegó a afirmar que su régimen había mantenido una «neutralidad absoluta durante la guerra, y que no tenía nada que ver con el fascismo», ya que era una «democracia orgánica». Al mismo tiempo daba instrucciones al ministro de Justicia para que preparara un borrador de una posible ley de derechos.

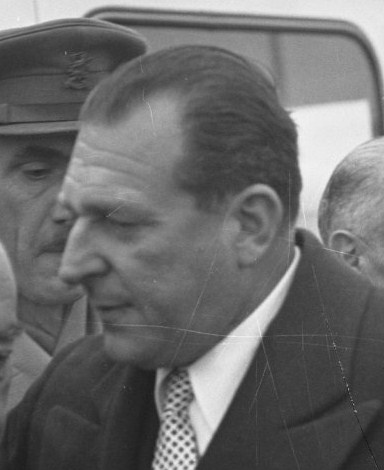
Juan de Borbón, heredero legítimo del rey Alfonso XIII, que reclamó a Franco la restauración de la Monarquía cuando cambió el signo de la Segunda Guerra Mundial en favor de los aliados.

El cambio en el signo de la guerra propició la más grave crisis que vivió el poder dictatorial del Generalísimo Franco, ya que constituyó el momento de toda su larga existencia en que estuvo más cerca de perder el poder. Todo empezó en marzo de 1943 cuando don Juan de Borbón, tercer hijo y heredero legítimo del rey Alfonso XIII (fallecido en Roma el 28 de febrero de 1941) y que vivía exiliado en Lausana (Suiza), envió una carta al general Franco en el que le pedía que preparara «el tránsito rápido a la Restauración» de la Monarquía antes de la previsible victoria aliada, alertándolo de los «riesgos gravísimos a que expone a España el actual régimen provisional y aleatorio». Franco tardó dos meses en responder y cuando lo hizo negó que su régimen fuera «provisional». Pero la caída de Mussolini en julio de 1943 y la capitulación de Italia ante los aliados, dio un nuevo impulso a la causa monárquica. El 8 de septiembre de 1943, el general Franco recibió una carta firmada por ocho de los doce tenientes generales en la que le pedían que considerase la restauración de la monarquía (será la única vez en 39 años que la mayoría de los generales le pedían a Franco que renunciara). Pero Franco no hizo la más mínima concesión y se limitó a esperar y a situar en los puestos claves a militares fieles a su persona.
En enero de 1944, una nueva petición de don Juan a favor de la «urgente transición del régimen falangista a la restauración monárquica», fue respondida muy duramente por Franco, recordándole al pretendiente que «ni el régimen derrocó a la monarquía ni estaba obligado a su restablecimiento» y que la legitimidad de sus poderes excepcionales provenía de «haber alcanzado, con el favor divino repetidamente prodigado, la victoria y salvado a la sociedad del caos», y añadía unas promesas muy vagas de vuelta hacia la monarquía.

### La política económica: autarquía y racionamiento
Hoy en día la mayoría de los historiadores están de acuerdo en atribuir la larga duración y la profundidad de la crisis económica de posguerra —el nivel de renta de 1935 no se recuperó hasta bien entrados los años 1950— a la catastrófica política económica autárquica e intervencionista que siguió el régimen franquista durante los años 40 y que solo comenzó a rectificar en parte en los años 50. Como ha señalado Javier Tusell, «autarquía e intervencionismo eran dos tendencias persistentes de la economía española desde comienzos de siglo, pero ahora alcanzaron un desarrollo y una magnitud desconocidas hasta el momento».
Esta política se basaba en tres principios que fueron tomados de la Dictadura de Primo de Rivera y de los planteamientos económicos de los fascismos europeos, sobre todo del italiano. El primero era la subordinación de la economía a una meta superior, política: convertir a España en una gran potencia militar e imperial. Para ello el Estado se haría cargo de la tarea de ordenar y regular la actividad económica porque, según los «economistas» franquistas en la economía de mercado los intereses «particulares» (de empresarios y trabajadores, enfrentados en una «lucha de clases») prevalecen sobre «el interés supremo de la nación». El resultado fue una pésima asignación de los recursos productivos, al sustituirse el mercado por una prolija legislación reguladora y por la creación de multitud de organismos interventores como la Comisaría General de Abastecimientos y Transportes o el Servicio Nacional del Trigo. La prueba del mal funcionamiento del sistema fue que inmediatamente surgió, al margen del mercado regulado (y de las cartillas de racionamiento), un mercado negro, conocido como «estraperlo», hacia el que se canalizaban los productos, ya que allí alcanzaban unos precios mucho más altos.

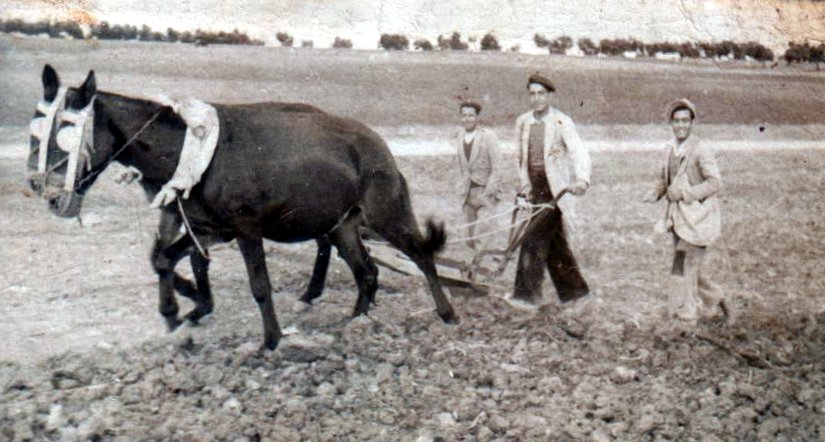
Imagen de arado en 1950 en El Saucejo, provincia de Sevilla. La agricultura española durante los años cuarenta se caracterizó por la baja productividad y la escasa tecnificación.

El segundo principio fue la potenciación de los sectores más ligados al poderío militar, relegando a un segundo plano la industria de bienes de consumo y la agricultura, ya que el objetivo de la política económica no era mejorar los niveles de bienestar de la población sino convertir a España en una gran potencia, y a ese objetivo había que sacrificar todo lo demás, incluso la eficiencia, lo que pudiera costar. El instrumento fundamental de esta política fue el INI, Instituto Nacional de Industria, que dio pruebas sobradas de desconocer los principios más elementales de la economía, según Carlos Barciela. Una valoración compartida por José Antonio Miranda Encarnación.
El tercer principio fue la autarquía. Un país con «vocación de imperio» no podía depender de otros países y, menos de otras potencias rivales, por lo que debía tener como meta final lograr ser autosuficiente. El propio general Franco era, de nuevo, el principal valedor de esta idea, pues según declaró en 1938, estaba convencido de que «España es un país privilegiado que puede bastarse a sí mismo. Tenemos todo lo que hace falta para vivir y nuestra producción es los suficientemente abundante para asegurar nuestra propia subsistencia. No tenemos necesidad de importar nada». Así, la política autárquica se basaría en un proteccionismo a ultranza y en una limitación de las importaciones, que quedarían bajo el férreo control del Estado. Además esa política autárquica fue acompañada de una política cambiaría basada en una peseta «fuerte».

#### El resultado: «los años del hambre»

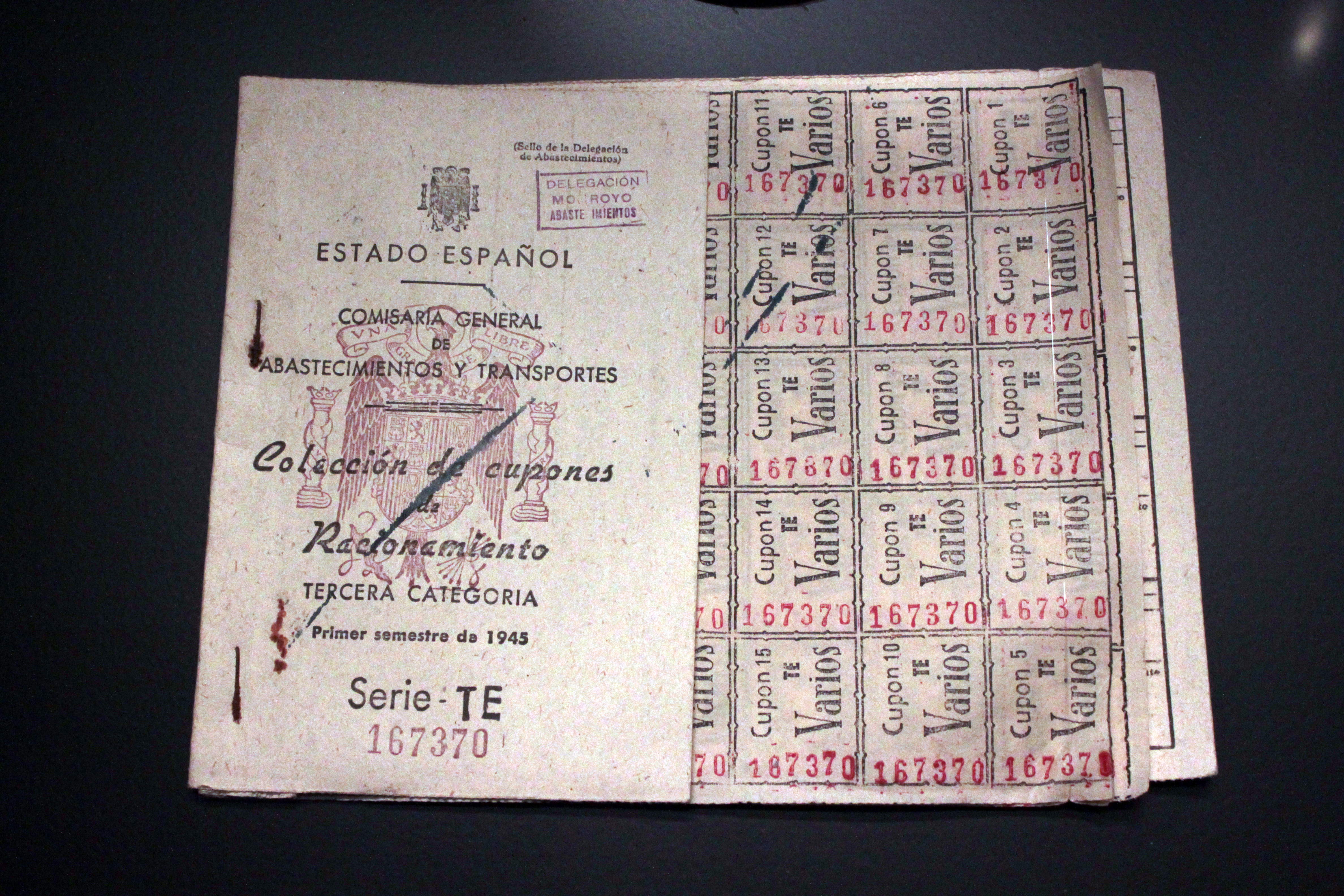
Cartilla de racionamiento española de 1945.

Los resultados de la aplicación de la política autárquica e intervencionista al servicio de «un Estado imperial militar» fue «una profunda depresión económica que duró más de una década». Se produjo una fuerte caída de la producción agraria, como consecuencia de la interrupción de las importaciones de fertilizantes, de pesticidas y de maquinaria, que provocó una gravísima hambruna que el régimen nunca reconoció y mucho menos que la hubiera causado su política económica (unas 200 000 personas murieron a causa del hambre). Únicamente cuando la escasez llegó a ser dramática en la segunda mitad de la década de los 40, el general Franco autorizó la importación de productos alimentarios, por lo que solo gracias al trigo argentino y estadounidense, España se salvó de una total catástrofe alimentaria.
Además empeoraron las condiciones de vida y de trabajo de los jornaleros, de los campesinos pobres, de los obreros de las industrias y de los trabajadores de los servicios, con un marcado descenso de los salarios reales. Se interrumpió así el proceso de industrialización que España venía experimentando desde la segunda década del siglo XX, y no se consiguió recuperar los niveles industriales de 1935 hasta quince años después de terminada la guerra, en 1955. Se disparó la inflación, debido a los cuantiosos déficits presupuestarios financiados con emisiones de deuda pignorable que era tomada por la banca privada, que la podía transformar inmediatamente en efectivo (monetizar) en el Banco de España.
El historiador de la economía Carlos Barciela al hacer balance de los años de la autarquía franquista ha señalado que «el nivel de la renta nacional y de la renta per cápita de 1935 no se recuperó hasta entrados los años cincuenta» y que «el consumo de la población, incluido el de productos de primera necesidad se hundió de forma dramática, y el hambre se cebó en millones de españoles», aunque esta mala situación económica no afectó a todos los españoles por igual, ya que mientras que «los salarios reales de los trabajadores experimentaron un descenso notable y generalizado» «los beneficios de los grandes propietarios agrarios, de las empresas y de la banca se incrementaron». «La guerra se prolongó, también, en el ámbito laboral», añade. Barciela concluye que la «evolución de la economía española en los años cuarenta fue catastrófica».
Sin embargo, a pesar de la dramática situación que estaba viviendo el país, el Generalísimo Franco no varió de política. En 1945 seguía insistiendo en la autarquía (en un discurso pronunciado ante el Consejo Nacional de FET y de las JONS):

Yerran los que que creen que España necesita importar algo del extranjero. Muchos siglos antes de que otras naciones naciesen a la civilización, España asombraba al mundo con sus instituciones políticas y los principios del derecho internacional.

«Estos planteamientos causarían hilaridad si no fuera porque su intento de aplicación causó un enorme sufrimiento a la mayoría de los españoles», comenta Carlos Barciela.

## El franquismo de 1945 a 1950

### El rechazo internacional y la ofensiva de la oposición (1945-1946)

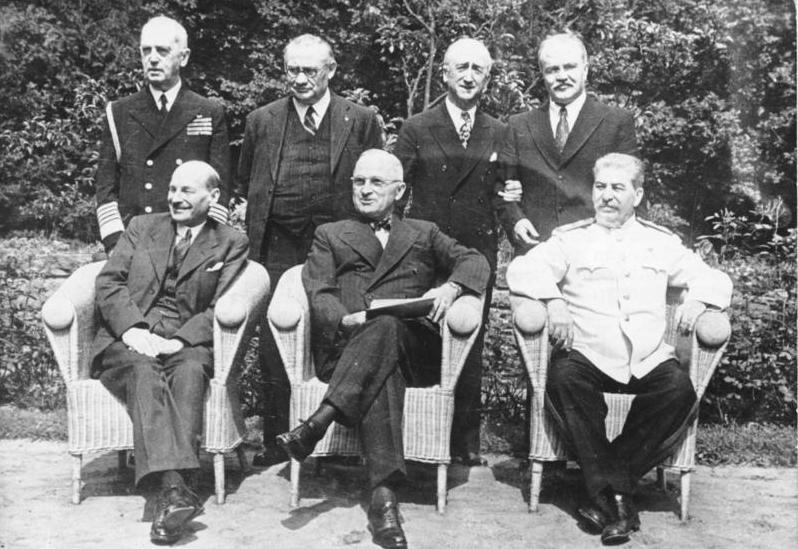
Foto de grupo tras la Conferencia de Potsdam: Clement Attlee, Harry S. Truman y Iósif Stalin (sentados).

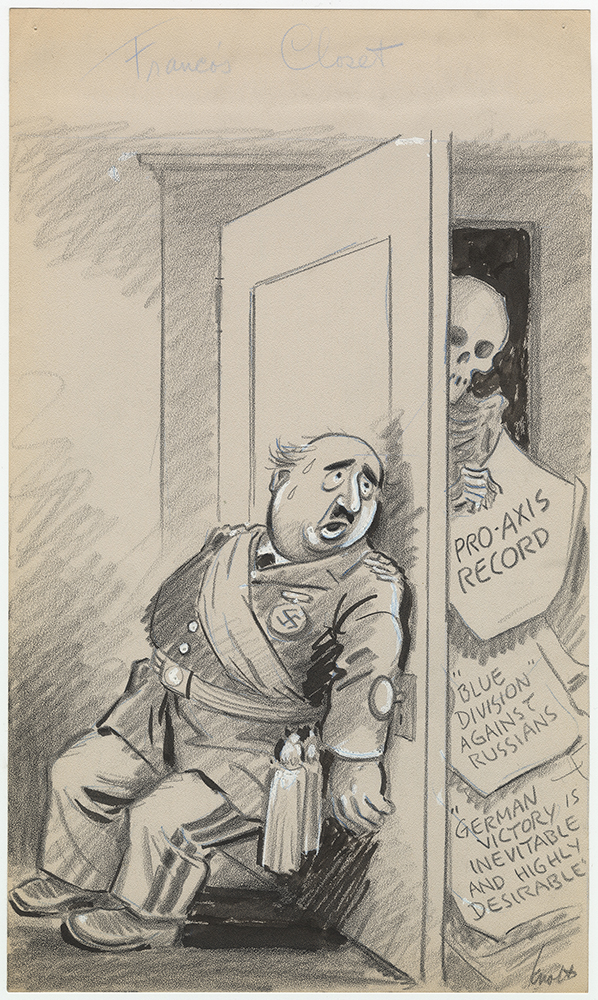
Caricatura del dibujante estadounidense John F. Knott (1945) en el que aparece un general Franco con la esvástica nazi que se ve amenazado por su colaboración con las potencias del Eje en la Segunda Guerra Mundial, como las declaraciones a favor de su victoria o el envío de la División Azul al frente soviético.

El 10 de marzo de 1945 el presidente estadounidense Franklin D. Roosevelt informó a su embajador en Madrid que «no hay lugar en las Naciones Unidas para un gobierno fundado en los principios fascistas». Por eso, el régimen franquista quedó excluido de la conferencia de San Francisco que daría nacimiento a la ONU, y a la que sí fueron invitados como observadores republicanos en el exilio.
En la Conferencia de Potsdam que reunió a las tres potencias vencedoras en la ll Guerra Mundial (Estados Unidos, Gran Bretaña y la Unión Soviética) se trató la «cuestión española» y el 2 de agosto se hizo pública una declaración que decía:

Los tres gobiernos, sin embargo, se sienten obligados a declarar que, por su parte, no apoyarán ninguna solicitud de ingreso [en la ONU] del presente Gobierno español, el cual, habiendo sido establecido con el apoyo de las potencias del eje, no posee, en razón de sus orígenes, su naturaleza, su historial y su asociación estrecha con los países agresores, las cualidades necesarias para justificar ese ingreso.

Las declaraciones de los aliados despertaron enormes expectativas entre la oposición republicana, que en 1943 tras el cambio del signo de la guerra mundial había fundado en el exilio la Junta Española de Liberación (JEL), presidida por Diego Martínez Barrio, que actuó ante los aliados como si fuera un gobierno provisional, mientras que en el interior de España los contactos clandestinos entre socialistas, anarquistas y republicanos dieron nacimiento en octubre de 1944 a la Alianza Nacional de Fuerzas Democráticas, de la que no formaron parte ni los comunistas ni los socialistas «negrinistas» —que también habían sido excluidos de la JEL—, y que se mostró dispuesta a pactar con las fuerzas monárquicas el restablecimiento de la democracia sin poner como condición la restauración de la República. Asimismo, desde 1944 se había recrudecido la actividad guerrillera anarquista, socialista y comunista (el «maquis»), cuyo hecho más destacado fue la Operación Reconquista de España de octubre de 1944, organizada por la Unión Nacional Española fundada por el PCE, que consistía en la invasión de España por el valle de Arán por un contingente de unos 3000 guerrilleros comunistas, pero que constituyó un sonoro fracaso al ser derrotados por el Ejército y la Guardia civil, y no recibir ningún apoyo por parte de la población. Los guerrilleros, que se vieron obligados a volver a Francia a los diez días de haber comenzado la operación, tuvieron 129 muertos y 588 heridos.

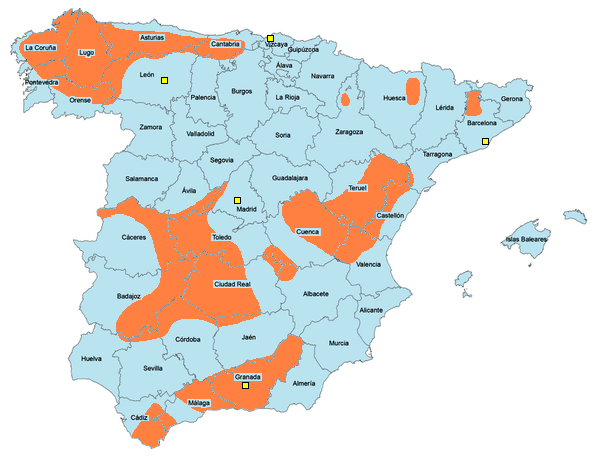
Áreas donde actuó el maquis.

Para hacer frente a la actividad guerrillera (cuya organización más importante fue la Agrupación guerrillera de Levante y Aragón que contaba con unos tres mil combatientes) el régimen estableció controles sobre los movimientos de la población y en abril de 1947 el general Franco promulgó la Ley de Bandidaje y Terrorismo —la tercera «Ley Fundamental de ámbito represivo», como la ha denominado Nicolás Sesma, tras la Ley de Responsabilidades Políticas y la Ley de represión de la Masonería y el Comunismo— en cuyo preámbulo se decía que pretendía utilizar «especiales medidas de represión» para combatir «las más graves especies delictivas de toda situación de posguerra, secuela de la relajación de los vínculos morales y de la exaltación de los impulsos de crueldad y acometividad de gentes criminales e inadaptadas». En el articulado se establecían los supuestos en los que se aplicaría la pena de muerte a los «malhechores» —o «bandidos»—, que no solo incluía el haber matado a alguien, sino también esgrimir «un arma de guerra» o detener «viajeros en despoblado». Uno de los objetivos de las unidades de la Guardia Civil y del Ejército que combatían a la guerrilla fueron también sus redes de apoyo rurales sometidas a régimen de terror. Los guerrilleros, por su parte, también recurrieron a las represalias, por lo que, como ha señalado Julio Gil Pecharromán, «un guerrillero capturado tenía pocas posibilidades de seguir con vida», pero tampoco las tenía «un alcalde de pueblo, o un franquista notorio prisionero en una incursión guerrillera».

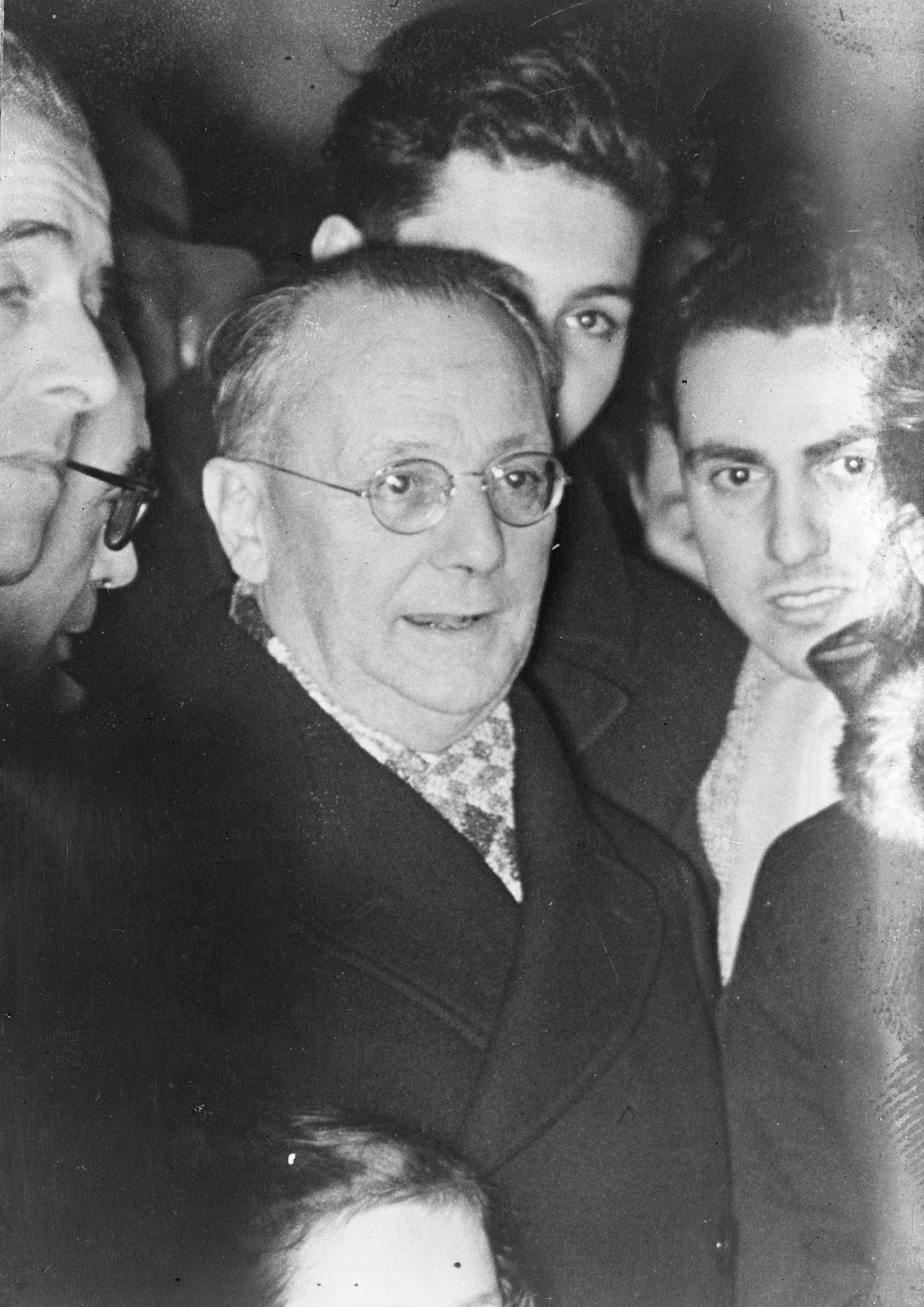
José Giral, Presidente del Gobierno de la República en el exilio.

Mientras arreciaba la actividad del maquis, se celebró en agosto de 1945 una sesión especial de las Cortes republicanas en México en la que se eligió a Diego Martínez Barrio como presidente de la Segunda República Española en el exilio y se nombró un gobierno presidido por José Giral, del que quedaron excluidos los socialistas negrinistas y los comunistas. En febrero de 1946 el gobierno republicano se trasladaba de México a París. Sin embargo, el gobierno republicano no fue reconocido por ninguna de las potencias vencedoras ni por la ONU —solo lo fue por los países del Este de Europa bajo la órbita soviética y por México, Venezuela, Panamá y Guatemala—, por lo que José Giral acabaría presentando su dimisión en febrero de 1947 —dos meses después de que en la declaración de condena del franquismo por la ONU de diciembre de 1946 no se hiciera ninguna mención al gobierno republicano en el exilio—. Otra de las razones de su dimisión fue que Giral se oponía a las conversaciones que estaba manteniendo el socialista Indalecio Prieto con José María Gil Robles en representación de los monárquicos.
Por este último motivo la oposición republicana se dividió entre los partidarios de aliarse con los monárquicos y aceptar un referéndum sobre la forma de Estado, y los que siguieron defendiendo la legitimidad republicana. Otro motivo de enfrentamiento fue la estrategia a seguir: si continuar con la lucha guerrillera como fase previa a la insurrección popular (como estaban practicando la CNT, el PSOE y el PCE), o, por el contrario, dar prioridad a la lucha diplomática para forzar una acción internacional de las grandes potencias y la ONU (como defendían los nacionalistas vascos y catalanes, y los partidos republicanos).
Paralelamente los monárquicos recrudecieron su ofensiva. El 19 de marzo de 1945, cuando la derrota de Hitler estaba muy cercana, don Juan de Borbón rompía totalmente con el franquismo al hacer público el Manifiesto de Lausana en el que declaraba que «el régimen implantado por el general Franco, inspirado desde el principio en los sistemas totalitarios de las Potencias del Eje», era incompatible con la victoria aliada y «compromete también el porvenir de la Nación». Por eso mismo pedía a Franco que dejara paso a una «Monarquía tradicional» cuyas «tareas primordiales» habrían de ser: «aprobación inmediata, por votación popular, de una Constitución política, reconocimiento de todos los derechos inherentes a la persona humana y garantía de las libertades políticas correspondientes; establecimiento de una Asamblea Legislativa elegida por la Nación; reconocimiento de la diversidad regional; amplia amnistía política; una más justa distribución de la riqueza y la supresión de injustos contrastes sociales...». Sin embargo, la ruptura no fue total pues en agosto Eugenio Vegas Latapié en representación de don Juan viajó de incógnito a Madrid donde se entrevistó con Luis Carrero Blanco, el hombre de confianza del Caudillo, aunque no llegaron a ningún acuerdo.
Pero don Juan no contaba con una oposición monárquica organizada y unida dentro de España y el Ejército apoyó firmemente a Franco como también lo hicieron los monárquicos «colaboracionistas». A pesar de todo, la oposición monárquica se recrudeció cuando en febrero de 1946 don Juan trasladó su residencia oficial desde Lausana a Estoril (el mismo mes en que el gobierno republicano en el exilio se trasladó de México a París) y recibió una carta de bienvenida firmada por 458 miembros de la elite española, incluidos dos exministros, lo que causó una honda preocupación en Franco —«es una declaración de guerra», dijo— que acabó rompiendo sus relaciones con don Juan. El «saluda» desató las iras de Franco que dijo que a los firmantes había que «aplastarlos como gusarapos», aunque se dejó aconsejar por sus ministros contrarios a las medidas radicales debido al contexto internacional. Por otro lado, el pequeño sector del carlismo encabezado por el conde de Rodezno reconoció a don Juan como su soberano.

#### La «metamorfosis» del régimen
La respuesta del franquismo al aislamiento internacional y al recrudecimiento de la oposición monárquica, fue la paralización definitiva del proceso de fascistización, y la introducción de ciertos cambios que lo hicieran más presentable exteriormente, «pero sin reducir un ápice el poder omnímodo y vitalicio» del «Generalísimo». Ya a principios de 1944 el secretario general del partido único había ordenado a los delegados provinciales que dejaran de utilizar la expresión «el Partido» o «Falange Española Tradicionalista y de las JONS» y en su lugar se refirieran al mismo con la expresión «Movimiento Nacional». Un año después, en septiembre, dejó de ser oficial el uso del «saludo nacional» brazo en alto (establecido en 1937), aunque los miembros y partidarios del régimen lo siguieron utilizando profusamente. Al mismo tiempo fueron despareciendo de la vida pública otros símbolos falangistas como los uniformes del partido —camisa azul, boina roja y correajes; con chaqueta blanca y gorra de plato los jerarcas del régimen—.
En cuanto al marco legislativo el régimen franquista a partir de 1945 dio un giro abandonando el totalitarismo fascista y adoptando los principios de lo que llamó democracia orgánica, «destinados a dar la impresión de que contaba con mecanismos constitucionales equiparables a los de una democracia parlamentaria y que el sistema podía liberalizarse sin traumas dentro de sus propios cauces institucionales», ha comentado Gil Pecharromán.

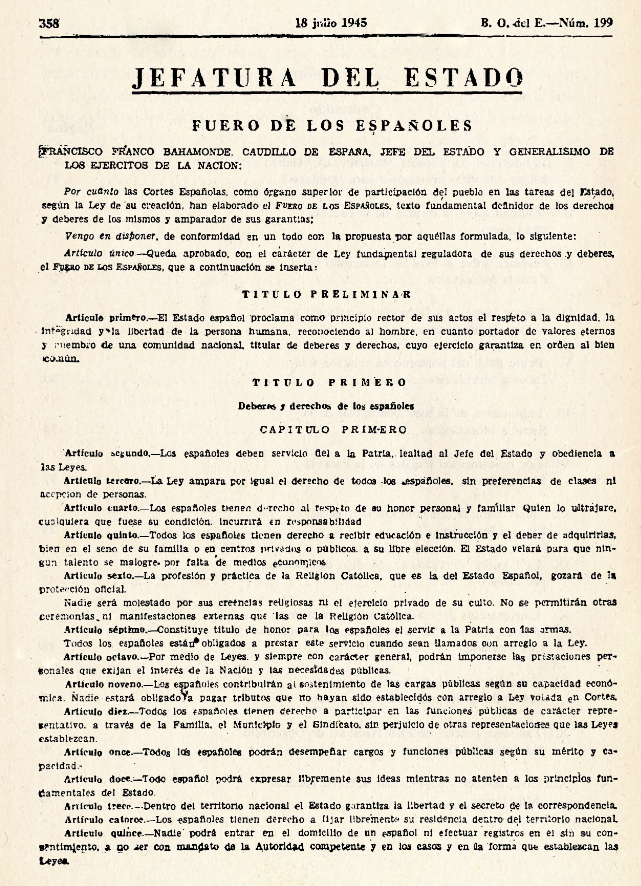
Primera página del Fuero de los Españoles publicado en el Boletín Oficial del Estado el 18 de julio de 1945. Está encabezada con los títulos de Francisco Franco Bahamonde: «Caudillo de España, Jefe del Estado y Generalísimo de los Ejércitos de la Nación».

Un primer paso en esta «metamorfosis» del régimen fue la promulgación el 17 de julio de 1945, del Fuero de los Españoles, que dos años después sería proclamada como la tercera de las «leyes fundamentales» y que pretendía ser una carta de derechos y libertades inspiraba en la doctrina católica sobre la «dignidad, la integridad y la libertad de la persona humana». Pero las restricciones que imponía —el artículo 33, por ejemplo, especificaba que ninguno de los derechos podía aprovecharse para atacar la «unidad espiritual, nacional y social de España»— y la falta de garantías en su ejercicio la convirtieron en una mera manifestación retórica, que únicamente contentó a la jerarquía eclesiástica al ratificar la confesionalidad católica del Estado español. «En abstracto, su inicial declaración de principios no difería mucho de lo que sería aceptable en un sistema democrático. Pero buena parte del articulado se destinaba a legalizar los mecanismos de control sobre el conjunto de la población, regulando de forma restrictiva los derechos cívicos de asociación, reunión y expresión y concediendo al Jefe del Estado total libertad para suspender las garantías del propio Fuero cuando estimase que el orden público o la soberanía nacional estaban en peligro», ha advertido Gil Pecharromán.
Un segundo paso fue nombrar un nuevo gobierno —el 18 de julio, cinco días después de la promulgación del Fuero de los Españoles—, en el que daba entrada al político católico Alberto Martin Artajo, antiguo diputado de la CEDA, que se iba a encargar del Ministerio de Asuntos Exteriores, el más trascendental en aquellos momentos, y que iba estar acompañado de otros dos ministros de esa misma tendencia. Al mismo tiempo se producía la relativa postergación falangista, desapareciendo la cartera de ministro secretario general de FET y de las JONS, aunque Franco no quiso prescindir completamente del partido único, al considerar importante conservar alguna forma de organización política oficial. El objetivo era, pues, reforzar el catolicismo del Régimen y ofrecer una nueva imagen al mundo. Según Raymond Carr se trató del primer intento de «liberalizar el régimen dentro de unos límites».
En consecuencia se dio prioridad a la base católica del franquismo lo que dio nacimiento a lo que se llamó más tarde «nacionalcatolicismo»: la identificación de la Iglesia con el régimen franquista —«la confusión entre la Iglesia y el Estado era perfecta: los registros de bautismo y de matrimonios servían de estado civil», ha señalado el historiador francés Benoît Pellistrandi—. Aunque la vuelta a muchos aspectos de la vida religiosa ya se había producido durante la guerra civil y la inmediata posguerra (por ejemplo, las leyes republicanas sobre el matrimonio civil y sobre el divorcio fueron abolidas en 1941), fue sobre todo a partir de 1945 cuando los ritos religiosos se introdujeron en todos los aspectos de la vida, tanto pública como privada. Como ha señalado Santos Juliá, a partir de entonces «todos los espacios públicos y privados resplandecían de símbolos religiosos, la enseñanza de la religión en sus variantes de historia sagrada, dogma y moral católica se convirtió en tarea obligada de las escuelas; los sacerdotes se constituyeron en guardianes de la moral pública; procesiones, misas de campaña, misiones populares [campañas públicas masivas de evangelización entre la población], llenaban de cantos y músicas religiosas las calles de ciudades y pueblos». Se produjo, pues, una «sacralización» de la vida española que afectó a casi todos los asuntos públicos y a las instituciones. Fue la restauración de la España católica tradicional. No parece que fuera casualidad que el 17 de julio de 1945, el día anterior a la formación del nuevo gobierno, Franco aprobara una ley de educación primaria que no solo confirmaba el derecho de la Iglesia católica a crear sus propias escuelas, sino que sobre todo le concedía la potestad «de supervisar y de inspeccionar en los centros públicos y privados todas las enseñanzas en relación con la fe y las costumbres», lo que situaba los derechos de la Iglesia por encima de los del Estado.
Por último, el 22 de octubre de 1945 Franco promulgó la Ley del Referéndum Nacional —proclamada dos años después como la cuarta «ley fundamental»— que permitía al Jefe del Estado someter a consulta de los españoles —hombres y mujeres mayores de 21 años— aquellos proyectos de ley que considerase oportunos —«cuando la trascendencia de determinadas leyes lo aconseje o el interés público lo demande»—. El Generalísimo era el único que podía apreciar esta circunstancia y el único que podía convocarlos. Así, como ocurre en los Estados no democráticos que recurren a los plebiscitos, los dos únicos referéndums que se celebraron, en 1947 y en 1966, fueron «un mero instrumento propagandístico al servicio de la legitimación del régimen». A esta ley le siguió en marzo de 1946 la modificación de la Ley de Cortes, que aumentaba el número de procuradores «electivos» aplicando el principio corporativo de los «tres tercios» —el sindical, el municipal y el «familiar»—, pero la elección de la representación del «tercio familiar» por los varones mayores de edad y las mujeres casadas tardó más de veinte años en llevarse a la práctica.
Además de los cambios «cosméticos» del régimen, Franco optó por la resistencia a ultranza que se basaba en la creencia de que la alianza de Estados Unidos y de Gran Bretaña con la Unión Soviética pronto se rompería, dada la incompatibilidad de los proyectos políticos y socioeconómicos que ambas partes propugnaban, y que al final las potencias occidentales acabarían aceptándole ante el «peligro comunista». Eso fue lo que le aconsejó su hombre de confianza, Luis Carrero Blanco, en un informe confidencial entregado a finales de agosto de 1945, tras la condena del franquismo por la Conferencia de Potsdam:

Las presiones de los anglosajones por un cambio en la política española que rompa el normal desarrollo del régimen actual, serán tanto menores tanto cuanto más palpable sea nuestro orden, nuestra unidad y nuestra impasibilidad ante indicaciones, amenazas e impertinencias. La única fórmula para nosotros no puede ser más que: orden, unidad y aguantar.

Así, Franco, siguiendo la consigna de Carrero de «orden, unidad y aguantar», mandó «cerrar filas» en torno al régimen y recordó obsesivamente la guerra civil. Para ello la actividad guerrillera fue utilizada como «prueba» de que la guerra civil continuaba. En un informe de octubre de 1946 Carrero Blanco recomendaba a Franco el empleo de «todos los resortes que el Gobierno y el Movimiento tienen en su mano sobre la base de que es moral y lícito imponerse por el terror cuando éste se fundamenta en la justicia y corta un mal mayor. […] La acción directa de palizas y escarmientos, sin llegar a graves efusiones de sangre, es recomendable contra los agitadores ingenuos que sin ser agentes del comunismo hagan el juego de éste».

### El aislamiento internacional y la «legitimación monárquica» (1946-1947)
Los cambios «cosméticos» y la campaña y la actividad desplegada para convencer al mundo de que el franquismo no había tenido nada que ver con las potencias fascistas derrotadas en la guerra, no surtieron ningún efecto inmediato. El 20 de noviembre de 1945 el embajador estadounidense abandonaba Madrid y el 9 de febrero de 1946 la Asamblea General de la ONU ratificaba la declaración de Postdam sobre la dictadura de Franco. El ostracismo efectivo del régimen franquista se inició el 28 de febrero de 1946, cuando el gobierno francés cerró la frontera con España (pero no la del Protectorado español de Marruecos) como protesta por las ejecuciones de doce guerrilleros, entre ellos Cristino García, héroe de la Resistencia que había luchado contra la ocupación nazi. Cuatro días después una declaración conjunta de Estados Unidos, Gran Bretaña y Francia, promovida por esta última, expresaba su repudio del franquismo («Mientras el general Franco siga gobernando... el pueblo español no puede esperar una completa y cordial asociación con las naciones del mundo»), pero, reeditando la política de no intervención aplicada durante la guerra civil por las potencias democráticas, afirmaba que los firmantes no iban a interferir «en los asuntos internos de España» y que confiaban en que «españoles patriotas y de espíritu liberal encontrarán los medíos para conseguir una pacífica retirada de Franco» y el retorno a la democracia. Una primera prueba de lo que significaba el aislamiento internacional fue la exclusión de España de las negociaciones para restablecer la administración internacional de Tánger, que España había ocupado unilateralmente durante la mayor parte de la Segunda Guerra Mundial.

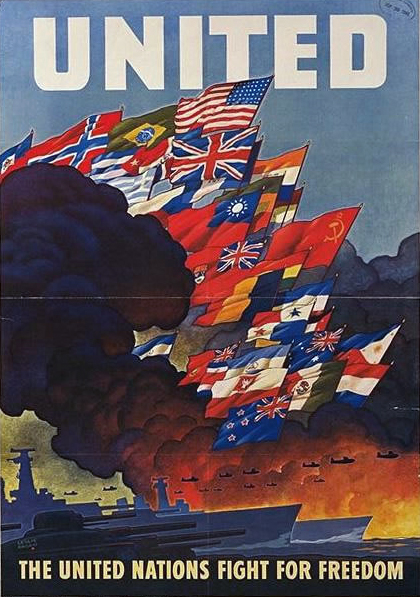
Cartel de las banderas de las Naciones Unidas que luchaban contra las potencias del Eje (Departamento de Guerra de Estados Unidos, 1943).

Al mismo tiempo la cuestión de las sanciones a imponer al régimen franquista fue debatida en la ONU a lo largo de ese año, 1946, siempre con la negativa de Gran Bretaña y de Estados Unidos a acordar medidas económicas o militares. La «cuestión española» se discutió en el Consejo de Seguridad, pero únicamente se acordó «seguir vigilando continuamente la situación en que se encuentra España y mantener esta cuestión en la lista de sus asuntos pendientes». Finalmente, tras acordar el Consejo de Seguridad «retirar de la lista de asuntos sometidos a su consideración el asunto relativo a la situación existente en España», la «cuestión española» se trasladó a la Asamblea General que, el 12 de diciembre de 1946, acordó por treinta y cuatro votos a favor, seis en contra y trece abstenciones, la condena del régimen franquista en los siguientes términos:

La Asamblea General recuerda que, en mayo y junio de 1946, el Consejo de Seguridad efectuó una investigación sobre las posibles medidas ulteriores que habrían de adoptar las Naciones Unidas [acerca de España]. El subcomité del Consejo de Seguridad encargado de dicha investigación resolvió por unanimidad:

a) Por su origen, naturaleza, estructura y comportamiento general, el régimen de Franco es un régimen fascista, organizado e implantado en gran parte merced a la ayuda de la Alemania nazi y de la Italia de Mussolini.

b) Durante la larga lucha de las Naciones Unidas contra Hitler y Mussolini, Franco prestó ayuda muy considerable a las potencias enemigas, a pesar de las continuas protestas de los aliados.

El subcomité estableció de forma incontrovertible y con pruebas documentales que Franco era culpable, en unión de Hitler y Mussolini, de conspirar para el desencadenamiento de la guerra contra aquellos países que en el curso de la contienda se agruparon bajo el nombre de Naciones Unidas. [...]

La Asamblea General, convencida de que el gobierno fascista de Franco en España, que le fue impuesto a la fuerza al pueblo español, y con su continuado dominio de España hace imposible que este pueblo participe con los de las Naciones Unidas en los asuntos internacionales. Recomienda que se prohíba al gobierno de Franco pertenecer a los organismos internaciones creados por las Naciones Unidas hasta que se forme en España un gobierno nuevo y adecuado.[...]
[La Asamblea General] recomienda que, si dentro de un plazo razonable, no se estableciese en España un Gobierno cuya autoridad proceda de sus gobernados y que se comprometa a respetar la libertad de expresión, de religión y de reunión, y a celebrar cuanto antes elecciones en las que el pueblo español pueda expresar su voluntad, libre de intimidación, el Consejo de Seguridad estudie las medidas para remediar tal situación. Asimismo, la Asamblea recomienda que todos los Estados miembros de las Naciones Unidas retiren inmediatamente los embajadores y ministros plenipotenciarios que tienen acreditados en Madrid.

La recomendación de la retirada inmediata de los embajadores mientras no se implantase en España «un Gobierno cuya autoridad emane del consentimiento de los gobernados» fue aplicada por la gran mayoría de los países (aunque mantuvieron a sus encargados de negocios, por lo que la ruptura diplomática nunca fue completa), con la excepción de la Argentina de Juan Perón. La Santa Sede, Portugal, Irlanda y Suiza tampoco los retiraron, pero ninguno de los cuatro Estados era miembro de la ONU. 
Anticipándose a la previsible condena de la ONU, el régimen franquista organizó el 9 de diciembre de 1946 una gran manifestación de «indignación nacional» en la Plaza de Oriente de Madrid bajo el lema «¡Franco sí, comunismo no!». Desde el balcón principal del Palacio Real el Caudillo se dirigió a la multitud y atribuyó el aislamiento del régimen a una conjura de la masonería y el comunismo:

Cuando una ola de terror comunista asola a Europa y las violaciones, los crímenes y las persecuciones del mismo orden de muchas de las que vosotros presenciasteis o sufristeis presiden la vida de las naciones ayer independientes, en la mayor de las impunidades, no debe extrañarnos que las hijos de Giral y de la Pasionaria encuentren tolerancias en el ambiente y apoyo en los representantes oficiales de aquellos desgraciados pueblos.

Además el mismo día que la Asamblea General de la ONU condenaba al régimen, las Cortes franquistas aprobaban acuñar nuevas monedas con la efigie de Franco con la leyenda: «Francisco Franco Caudillo de España por la Gracia de Dios».

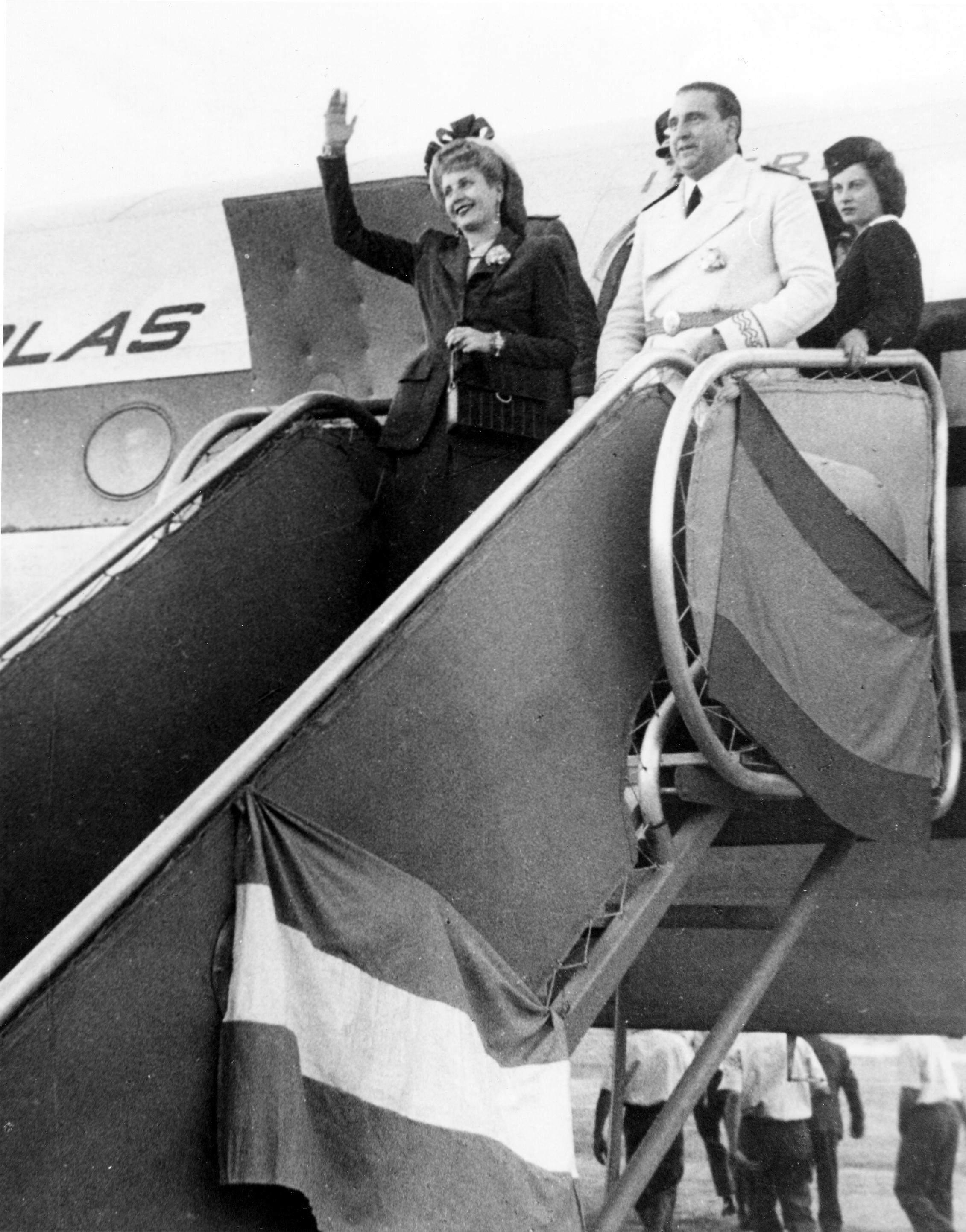
Llegada de Evita Perón a España (junio, 1947). La Argentina de Juan Perón fue uno de los pocos apoyos con los que pudo contar la dictadura franquista durante su aislamiento internacional.

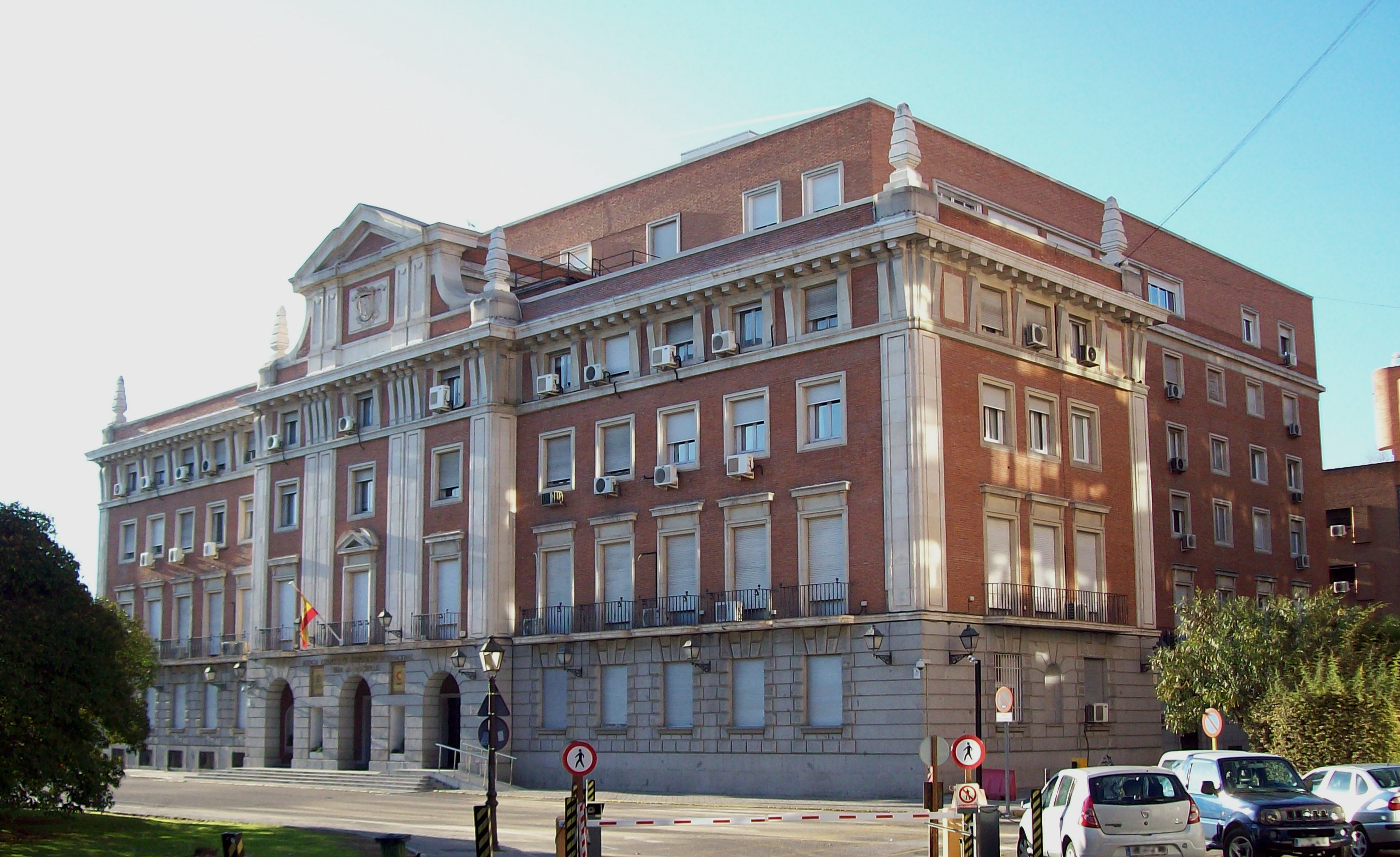
Sede el Instituto de Cultura Hispánica, creado en 1945 para romper el aislamiento internacional del franquismo mediante la búsqueda de apoyos en Hispanoamérica, «comunidad espiritual indestructible», según la retórica falangista.

Otra vía para hacer frente al aislamiento fue buscar el apoyo internacional de los círculos católicos y anticomunistas en todo el mundo. En Washington José Félix de Lequerica organizó un lobby profranquista, coordinado por el abogado Charles P. Clark e integrado por políticos, militares, empresarios y activistas católicos conservadores y anticomunistas. Para atraerse a los países latinoamericanos se creó en diciembre de 1945 el Instituto de Cultura Hispánica y entre aquellos encontró el apoyo de la Argentina de Perón que no solo no retiró a su representante en Madrid y lo elevó al rango de embajador sino que su ayuda económica resultó vital para la supervivencia del régimen. Dos meses antes de la condena formal por la ONU Juan Domingo Perón ya había concedido una línea de crédito a España que permitió que pudiera importar 400 000 toneladas de trigo argentino y al año siguiente, tras la visita de Eva Duarte de Perón Evita a España en junio, otra por valor de 750 millones de dólares, a la que se sumó el llamado Protocolo Franco-Perón firmado en abril de 1948, un convenio por el que Argentina se comprometió a abastecer a España con 300 000 toneladas de trigo y a subsanar los déficits de grano que se produjeran entre 1949 y 1951, además de suministrar maíz y aceite comestibles. Otra estrategia de la política exterior franquista para romper el aislamiento (la llamada «diplomacia de sustitución») fue ponerse del lado de los países árabes en el conflicto que mantenían por Palestina con los judíos allí asentados que reclamaban un Estado propio.
Sin embargo, la estrategia principal del franquismo para sobrevivir fue buscar la legitimación monárquica. Así, en marzo de 1947 se dio a conocer la «crucial» Ley de Sucesión en la Jefatura del Estado (quinta «ley fundamental»), en cuyo artículo 1° se definía la forma del régimen político español como «un Estado católico, social y representativo, que, de acuerdo con su tradición, se declara constituido en Reino». El artículo 2° otorgaba de modo vitalicio la «Jefatura del Estado» al «Caudillo de España y de la Cruzada, Generalísimo de los Ejércitos» —fórmula que reunía todas las legitimidades carismáticas de su poder: el partido, la Iglesia y el Ejército—, convirtiendo así a Franco en regente de hecho y de por vida en esta «monarquía sin rey» (o «monarquía nominal») que había proclamado el artículo anterior. El artículo 6° confería a Franco el derecho a designar sucesor «a título de Rey o de Regente» «en cualquier momento» y con plena capacidad de revocación de su decisión. Finalmente, la ley creaba dos nuevos órganos del Estado: el Consejo de Regencia que actuaría en caso de que Franco muriera sin haber designado sucesor, y el Consejo del Reino, como órgano asesor superior del Jefe del Estado «en los asuntos y resoluciones trascendentales de su exclusiva competencia». Así pues, la Monarquía no sería «restaurada» sino «instaurada» en las personas de la realeza que el general Franco decidiera, convertido así su sucesor «en un títere del dictador y de sus herederos políticos». Como también ha destacado Stanley G. Payne, «esta legislación estaba destinada a legitimar formalmente el caudillaje de la guerra civil, reconociendo a Franco como supremo poder del Estado... dotado del derecho de crear nuevas instituciones». Por otro lado, la Ley de Sucesión estableció oficialmente el llamado «sistema de Leyes Fundamentales» que incluyó a posteriori, junto con la propia Ley de Sucesión, el Fuero del Trabajo (1938), la Ley Constitutiva de las Cortes (1942), el Fuero de los Españoles (1945) y la Ley del Referéndum Nacional (1945).
El contenido de la Ley de Sucesión fue conocido por don Juan de Borbón antes de que se promulgase gracias a la entrevista que mantuvo con el enviado de Franco, Luis Carrero Blanco. Al no hacerse mención a ningún derecho dinástico de sucesión, la respuesta de don Juan no se hizo esperar en forma de una nueva declaración —el Manifiesto de Estoril del 7 de abril de 1947— en la que rechazó la Ley y defendió los derechos hereditarios de sucesión al trono, que recaían en su persona. Este mensaje no se hizo público en España, donde la prensa lanzó una campaña contra «el pretendiente». El Manifiesto de Estoril denunciaba que la ley trataba de «convertir en vitalicia» una «dictadura personal» y de disfrazar «con el manto glorioso de la Monarquía un régimen de puro arbitrio gubernativo», y afirmaba el «supremo principio de legitimidad» que recaía en don Juan y «los imprescriptibles derechos de soberanía que la providencia de Dios ha querido que vinieran a confluir» en él. A continuación don Juan se mostraba «dispuesto a facilitar todo lo que permita asegurar la normal e incondicional transmisión de poderes». El Manifiesto de Estoril se fundamentó en las Bases institucionales de la Monarquía Española, también conocidas como Bases de Estoril, hechas públicas dos meses antes, en las que se defendía un modelo de Monarquía tradicional basada en «la Religión católica, la unidad sagrada de la Patria y la Monarquía representativa» y con unas Cortes «orgánicas» corporativas y por tanto no democráticas.
Como ha señalado Paul Preston, a partir de la promulgación de la Ley de Sucesión, Franco actuó «al modo de un monarca en el recientemente proclamado reino de España» y «tomó para sí las prerrogativas reales hasta el punto de crear títulos nobiliarios». El general José Moscardó, por ejemplo, recibió el título de conde del Alcázar de Toledo. De hecho, como ha destacado Nicolás Sesma, «dos terceras partes de los miembros de la Junta de Defensa Nacional que lo nombraron jefe del Estado en 1936 terminaron recibiendo un título nobiliario».
Para buscar la legitimidad «democrática» del régimen, la ley fue primero aprobada por las Cortes el 7 de junio, y luego sometida a referéndum el 6 de julio de 1947, produciéndose una altísima participación y el voto afirmativo del 93 % de los votantes como resultado de la propaganda oficial —la única que se permitió— y de otras medidas de presión —por ejemplo, la presentación y sellado de la cartilla de racionamiento como forma de identificación electoral—. Por otro lado, la Falange no vio con buenos ojos la Ley de Sucesión, ya que en ella predominaban los sentimientos antiborbónicos o prorrepublicanos y la consideraban una concesión a los sectores conservadores.

### Fin del aislamiento, derrota de la oposición y consolidación del régimen (1947-1950)

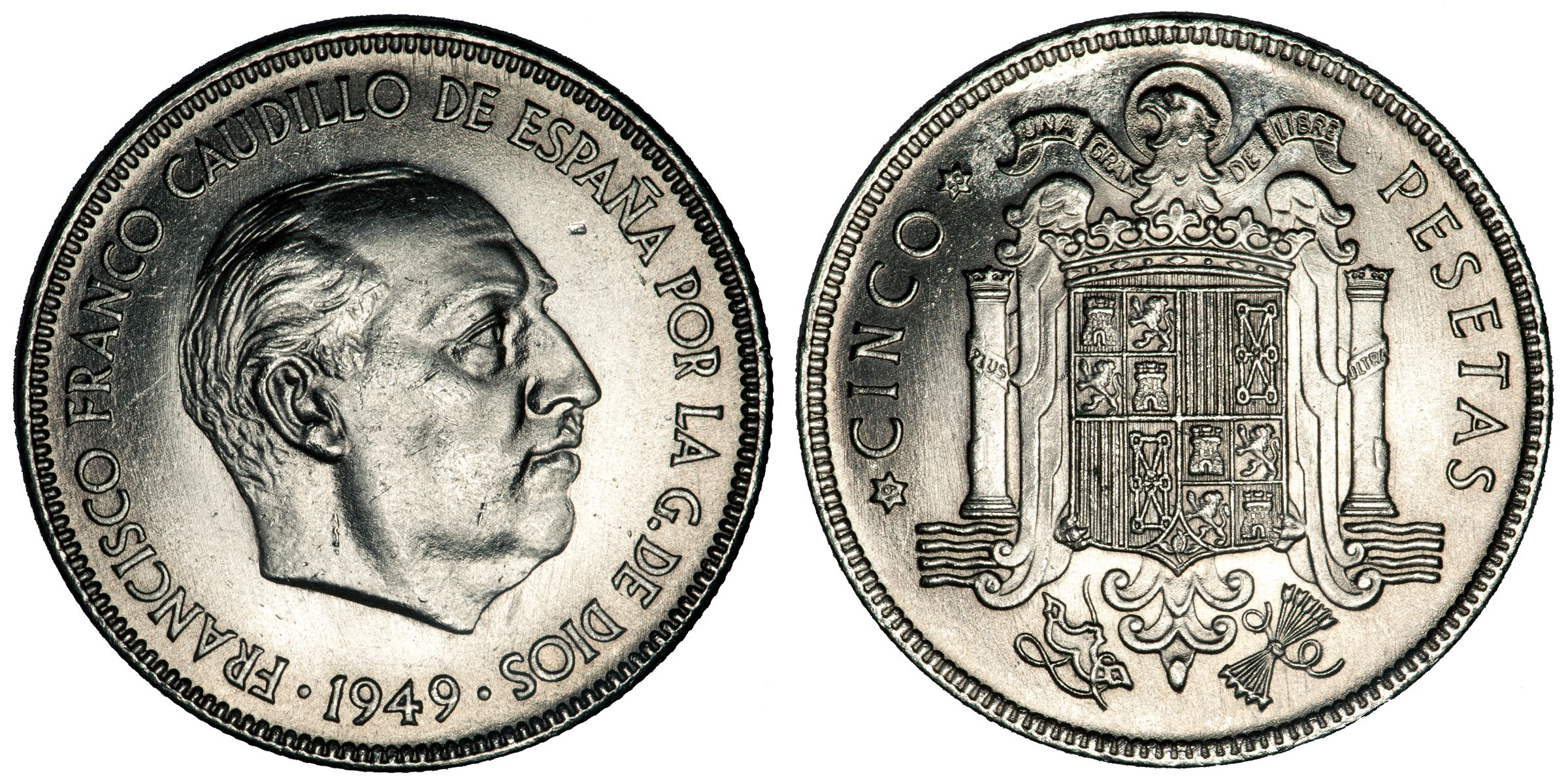
Moneda de 5 pesetas acuñada en 1949. En el anverso se encuentra la efigie del general Franco con la inscripción Francisco Franco Caudillo de España por la G. [Gracia] de Dios. En el reverso se halla el nuevo escudo de España.

A finales de 1947 se produjeron las primeras pruebas de que la actitud de las potencias occidentales hacia el régimen de Franco comenzaba a cambiar, al producirse la ruptura en dos bloques entre los antiguos aliados de la II Guerra Mundial —el «mundo libre» frente a la «dictadura comunista», como lo expresó el presidente estadounidense Harry Truman—. Así, el estallido de la «guerra fría» acabó favoreciendo al general Franco, al tener España un nuevo valor estratégico para el bloque del «mundo libre» ante un posible ataque soviético sobre Europa Occidental. En noviembre de 1947 Estados Unidos se oponía con éxito en la ONU a una nueva condena del régimen de Franco y a la imposición de nuevas sanciones. Cuatro meses después, Francia volvía a reabrir la frontera con España, y entre mayo y junio de 1948 se firmaban sendos acuerdos comerciales y financieros con Francia y con Gran Bretaña. A principios de 1949 el régimen franquista recibía el primer crédito concedido por un banco estadounidense con la aprobación de su gobierno —por valor de 25 millones de dólares—. Poco antes había visitado España el presidente del comité de las Fuerzas Armadas del Senado estadounidense. Sin embargo, España quedó fuera de la OTAN, fundada en abril de 1949, por la oposición expresa del presidente estadounidense Harry Truman y en cambio sí fue admitido el Portugal de Oliveira Salazar (de hecho en octubre Franco visitó Lisboa, en la que sería su tercera y última visita al extranjero, con la finalidad de demostrar la solidez del Pacto Ibérico entre las dos dictaduras).
El proceso de «rehabilitación» de la dictadura franquista se completó formalmente en 1950, después de que en junio de ese año estallara la guerra de Corea, la primera gran confrontación de la «guerra fría». Nada más conocerse la noticia de la invasión de Corea del Sur por Corea del Norte, el gobierno español se apresuró a enviar una nota al gobierno estadounidense en la que decía: «España desearía ayudar a Estados Unidos a detener el comunismo enviando fuerzas a Corea»—. El gobierno estadounidense se limitó a dar las gracias, pero al mes siguiente el Senado, a propuesta del senador demócrata Pat McCarran —miembro del Spanish Lobby creado por José Félix de Lequerica—, autorizó al Export-Import Bank a conceder a España un crédito de 62,5 millones de dólares. El 4 de noviembre de 1950 la Asamblea General de la ONU revocó por amplia mayoría —gracias al apoyo estadounidense y a la abstención francesa y británica— la resolución de condena del régimen franquista de diciembre de 1946 —votaron a favor treinta y ocho países, diez votaron en contra y doce se abstuvieron—. Así en los meses siguientes regresaron a Madrid los embajadores occidentales y se aprobó la entrada de España, no sin polémicas, en los organismos internacionales especializados de la ONU.

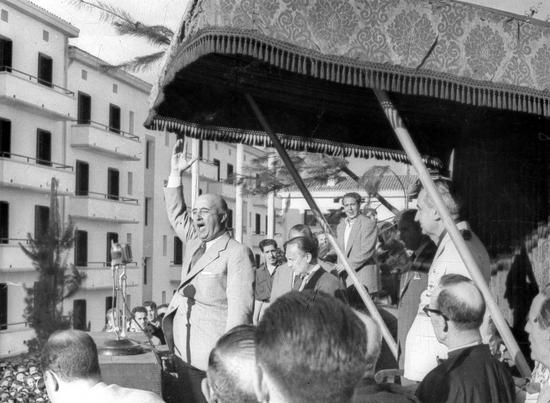
Franco dando un discurso en Éibar en 1949. Durante la época del aislamiento del régimen el general Franco aparecía pocas veces vestido de militar, a diferencia de lo que sucedió durante el resto de su dictadura.

La rehabilitación internacional del régimen franquista y la aprobación en referéndum de la Ley de Sucesión en julio de 1947 debilitó hasta tal punto a la opción monárquica, que don Juan de Borbón cambió de estrategia respecto a Franco y el 25 de agosto de 1948 se entrevistó con el Generalísimo en su yate Azor anclado en el golfo de Vizcaya. Como resultado de la misma se acordó que el hijo de don Juan, Juan Carlos de Borbón, se educaría en España bajo la tutela del general Franco —el 7 de noviembre el príncipe, de 10 años de edad, llegaba a España—. La entrevista había sido promovida por los monárquicos colaboracionistas, como el duque de Sotomayor y Julio Danvila, y a la misma el dictador se hizo acompañar por el infante Jaime de Borbón, hermano mayor de don Juan, «quizá como recordatorio de que había recambios en la pugna por la restauración de la Monarquía».

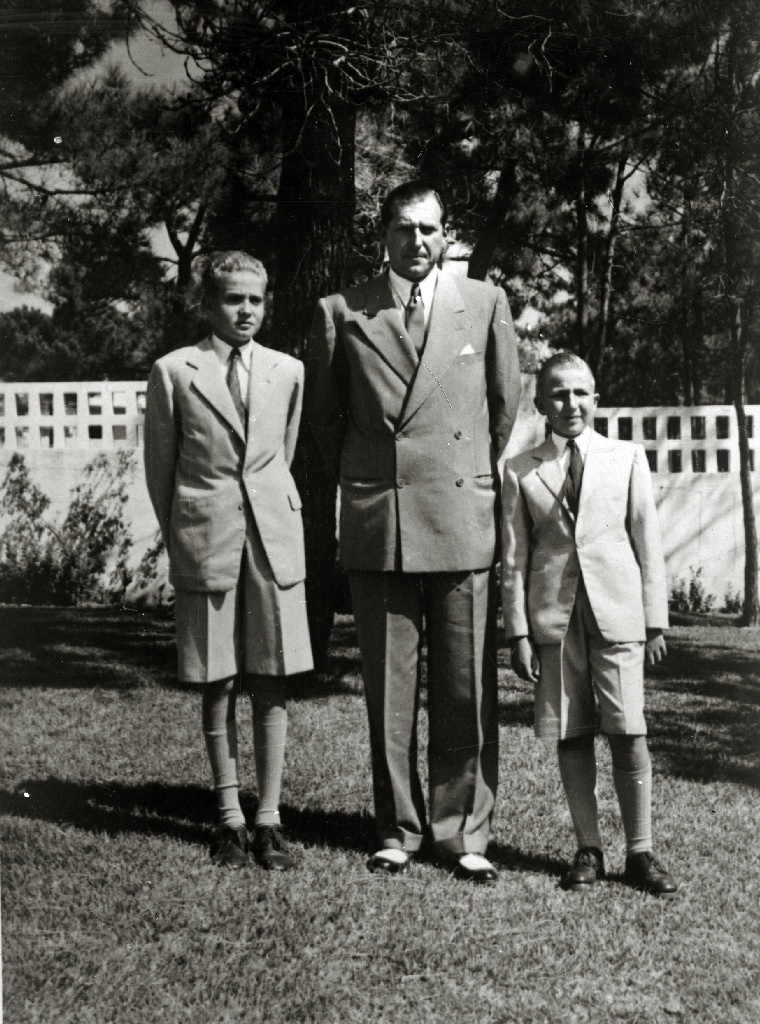
Don Juan de Borbón con sus hijos varones Juan Carlos (a su derecha) y Antonio (a su izquierda) (Estoril, 1950). Como resultado del acuerdo alcanzado entre don Juan y el Generalísimo Franco en agosto de 1948 Juan Carlos residía en España desde noviembre de ese año bajo la tutela del Caudillo.

El acuerdo alcanzado entre Franco y don Juan que suponía un reconocimiento implícito de la legitimidad del régimen franquista dejó sin efecto el acuerdo formalizado en San Juan de Luz tres días después entre José María Gil Robles, en representación de los monárquicos «juanistas» no «colaboracionistas» de la Confederación de Fuerzas Monárquicas, e Indalecio Prieto, en representación de una parte de la oposición republicana, en el que habían acordado luchar conjuntamente para derribar a la dictadura franquista tras lo cual se formaría un gobierno provisional que convocaría un plebiscito para decidir el «régimen político definitivo», republicano o monárquico. Las conversaciones habían comenzado bajo los auspicios del gobierno laborista británico, concretamente de Ernest Bevin, secretario del Foreign Office, que había reunido el 17 de octubre de 1946 a Gil Robles y a Prieto en Londres para impulsar la transición a la democracia en España. Poco tiempo después del fiasco del acuerdo de San Juan de Luz, Indalecio Prieto dimitió como presidente del PSOE —«Mi fracaso es completo», reconoció—, siendo sustituido por Rodolfo Llopis. En julio de 1951 don Juan escribió una carta a Franco en la que rechazaba la colaboración de los monárquicos con los socialistas y en la que le decía: «Pongámonos de acuerdo para preparar un régimen estable». Aunque Franco hizo caso omiso de la propuesta, don Juan proseguiría el acercamiento al franquismo durante la década de los años 1950, entrevistándose en secreto con el general Franco en una finca extremeña propiedad del conde de Ruiseñada a finales de 1954.
Por su parte, la oposición republicana, ante el reconocimiento internacional del franquismo, se quedó sin argumentos, y la actividad guerrillera decayó como consecuencia de la brutal represión llevada a cabo por la guardia civil al mando del teniente general Camilo Alonso Vega en aplicación del Decreto-Ley sobre represión de los delitos de bandidaje y terrorismo durante el llamado «trienio del terror» (1947-1949). Los comunistas abandonaron la guerrilla por completo en 1952, mientras que los anarquistas aún llevarían a cabo acciones esporádicas hasta 1963. Así pues, desde 1949 y hasta la década de los sesenta, la oposición antifranquista interna y del exilio vivió su «travesía del desierto». Los intentos de reconstrucción de los partidos y de las organizaciones obreras en la clandestinidad fueron abortados por la policía, como le sucedió a la CNT en 1953 cuando su Comité Nacional en el interior, presidido por Manuel Vallejo, fue detenido; al PSOE cuando ese mismo año fue apresado Tomás Centeno, presidente de la comisión ejecutiva del interior, que murió durante los interrogatorios policiales; o al PSUC, cuando su líder Joan Comorera fue detenido en 1954 y condenado por un consejo de guerra a treinta años de prisión, muriendo en la cárcel en 1958. Ese año era detenido y encarcelado el socialista Antonio Amat Guridi, sucesor de Tomás Centeno al frente del comité ejecutivo del interior del PSOE.
Desde finales de 1948, Franco supo que ya ningún peligro esencial pondría en cuestión su «mando», una vez había sido «domesticada» la oposición monárquica (con el príncipe Juan Carlos ya en España), derrotadas las guerrillas, desahuciada la oposición republicana en el exilio y decapitada en el interior, y había sido roto el aislamiento internacional de su régimen. Un síntoma de que el régimen franquista ya se sentía seguro fue el nombramiento en 1948 de un secretario general para el «partido único» (ahora llamado «el Movimiento»), cargo que desde 1945 permanecía vacante; otro fue que el 7 de abril de 1948 se puso fin al estado de guerra que había existido desde principios de la guerra civil, aunque los tribunales militares seguirían ocupándose de los «delitos políticos» en virtud de la Ley de Bandidaje y Terrorismo aprobada el año anterior.
En un viaje oficial realizado a Vizcaya en junio de 1950 (sólo tres años antes había sido reprimida con gran dureza la gran huelga industrial de esa provincia, que incluyó como castigo la rebaja temporal de los salarios de un 30 %) Franco afirmó en un discurso la superioridad de su régimen sobre las democracias:

Nosotros entendemos la democracia yendo a buscar en las entrañas del pueblo sus necesidades. [...] Por primera vez en nuestra Historia se ha ido a todas las provincias y a todos los pueblos españoles a indagar sus necesidades. [...] Y con todo ello se confeccionan los programas españoles de ordenación económica que... nos permiten desarrollar una obra de gobierno para redimir a esos pueblos practicando una verdadera democracia, no la gárrula y formalista.

## El franquismo de 1951 a 1959
El historiador Ángel Viñas ha señalado que «la dictadura emprendió el camino de su consolidación al comienzo de los años cincuenta. No sin dificultades. Por sorprendente que pueda parecer, en la perspectiva de hoy las más allanables fueron desde el primer momento las relacionadas con su aceptación internacional. Los costes en que se incurrió se disimularon cuidadosamente. Algo más complicadas fueron las dificultades relacionadas con la “normalización” económica, pero, al final, se echaron al cubo de la basura los tan queridos planteamientos autárquicos que defendieron con uñas y dientes Franco mismo y su fiel escudero Carrero Blanco y se abrió, aunque nunca lo suficiente, el anquilosado y superintervenido sistema económico en proa a una crisis de balanza de pagos».

### Integración en el bloque occidental y esplendor del nacional-catolicismo (1951-1955)

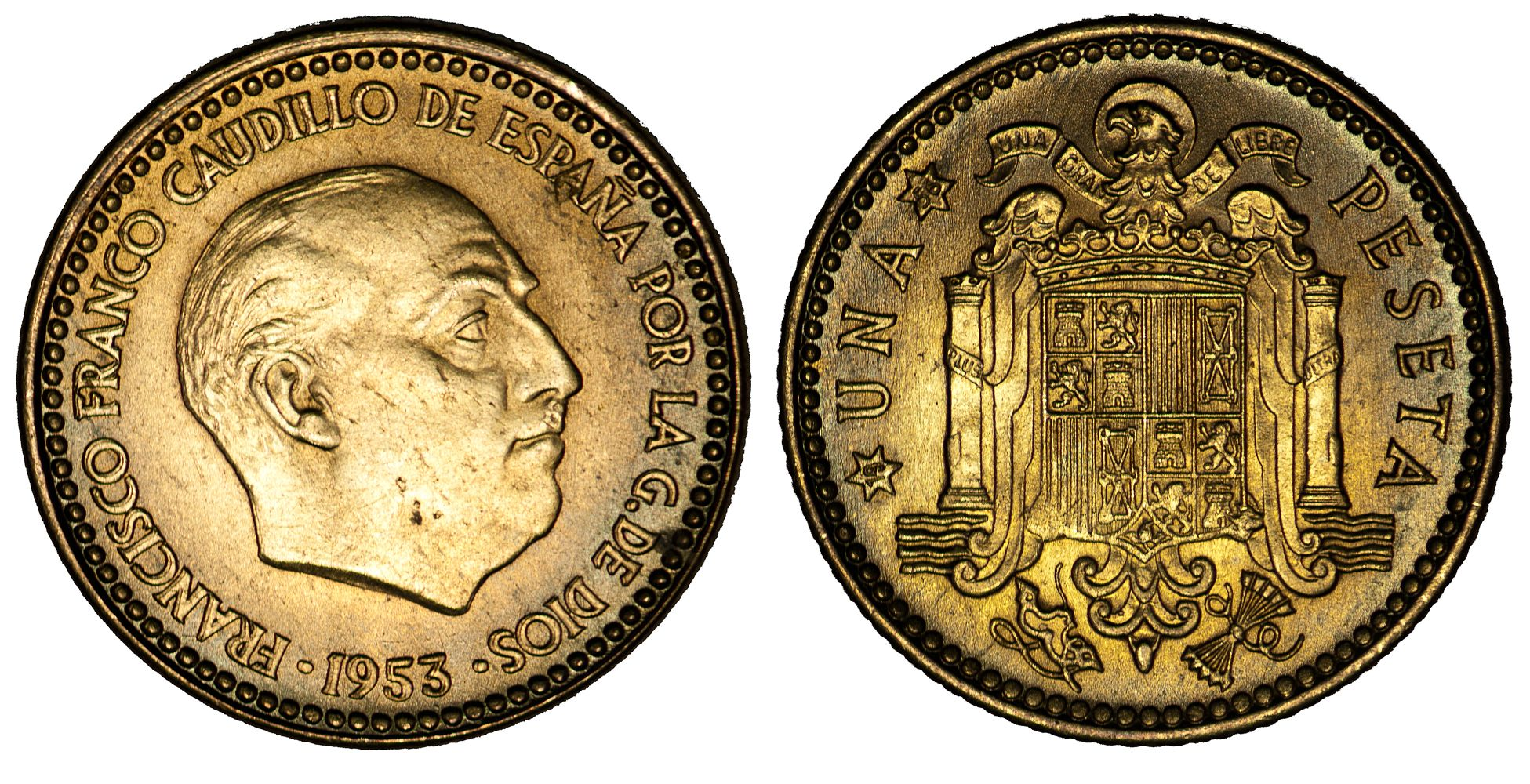
Moneda de 1 peseta acuñada en 1953, con la leyenda Francisco Franco Caudillo de España por la G. [Gracia] de Dios.

Como ha señalado Enrique Moradiellos, «como resultado de los cambios institucionales internos y de la rehabilitación internacional, al doblar la década de los cincuenta el régimen franquista está plenamente consolidado». Sin embargo, en 1951 volvió la protesta obrera como consecuencia de las penosas condiciones laborales y del incremento de los precios. El epicentro fue Barcelona y el desencadenante la notable subida del precio de los billetes de los tranvías, que fue respondida el 1 de marzo por un boicot por parte de la población que se prolongó varios días y que acabaría logrando la anulación de la medida. El éxito del boicot (forma segura de protesta que no implicaba riesgo personal) fue seguido de una huelga bastante generalizada en el área industrial de Barcelona en contra del alza del coste de la vida.
Al principio la reacción de la policía fue débil (el gobernador civil Eduardo Baeza Alegría, desbordado por los acontecimientos, acabaría siendo sustituido por Felipe Acedo Colunga; también el acalde de Barcelona José María de Albert Despujol, sustituido por Antonio María Simarro) y el capitán general de Cataluña, el monárquico Juan Bautista Sánchez se negó a sacar las tropas a la calle (e incluso intercedió por alguno de los detenidos, como el entonces estudiante de Derecho Hilari Raguer). Durante los días siguientes se aplicaron medidas de fuerza y los trabajadores volvieron a sus ocupaciones. También se produjeron protestas y huelgas en otras ciudades, como Zaragoza, Bilbao, Pamplona y Madrid. En abril la policía detuvo al dirigente clandestino del PSUC Gregorio López Raimundo al considerarlo uno de los cabecillas de la «huelga de los tranvías», aunque llevaba meses fuera de Barcelona. Fue «torturado a conciencia en la comisaría de Vía Laietana —otro de los espacios esenciales en la cartografía del terror franquista—», ha señalado Nicolás Sesma.
La agitación social iniciada en Barcelona obligó al general Franco a reaccionar, y el 18 de julio nombró un nuevo gobierno que debería rectificar en parte la política económica autárquica para asegurarse que la conflictividad social no se reproducía (Rafael Cavestany ocupó la cartera de Agricultura y Manuel Arburúa la de Comercio; ambos partidarios de las medidas económicas liberalizadoras). El nuevo consejo de ministros, sin embargo, siguió siendo un gabinete con el predominio del catolicismo político —Martin Artajo siguió al frente de Asuntos Exteriores y Joaquín Ruiz Giménez se ocupó de Educación—. En él, por fin, entró Carrero Blanco, con el rango de ministro subsecretario de la Presidencia del Gobierno. Además la secretaría general del Movimiento Nacional recuperó el rango ministerial, cargo que detentaba el falangista «camisa vieja» Raimundo Fernández Cuesta. El nuevo ministro del Ejército fue Agustín Muñoz Grandes, que había mandado la División Azul y que era muy fiel a Franco (y que no tenía ningún inconveniente en lucir la condecoración de la cruz de hierro que le había otorgado Hitler). Gabriel Arias-Salgado ocupó el nuevo ministerio de Información y Turismo.

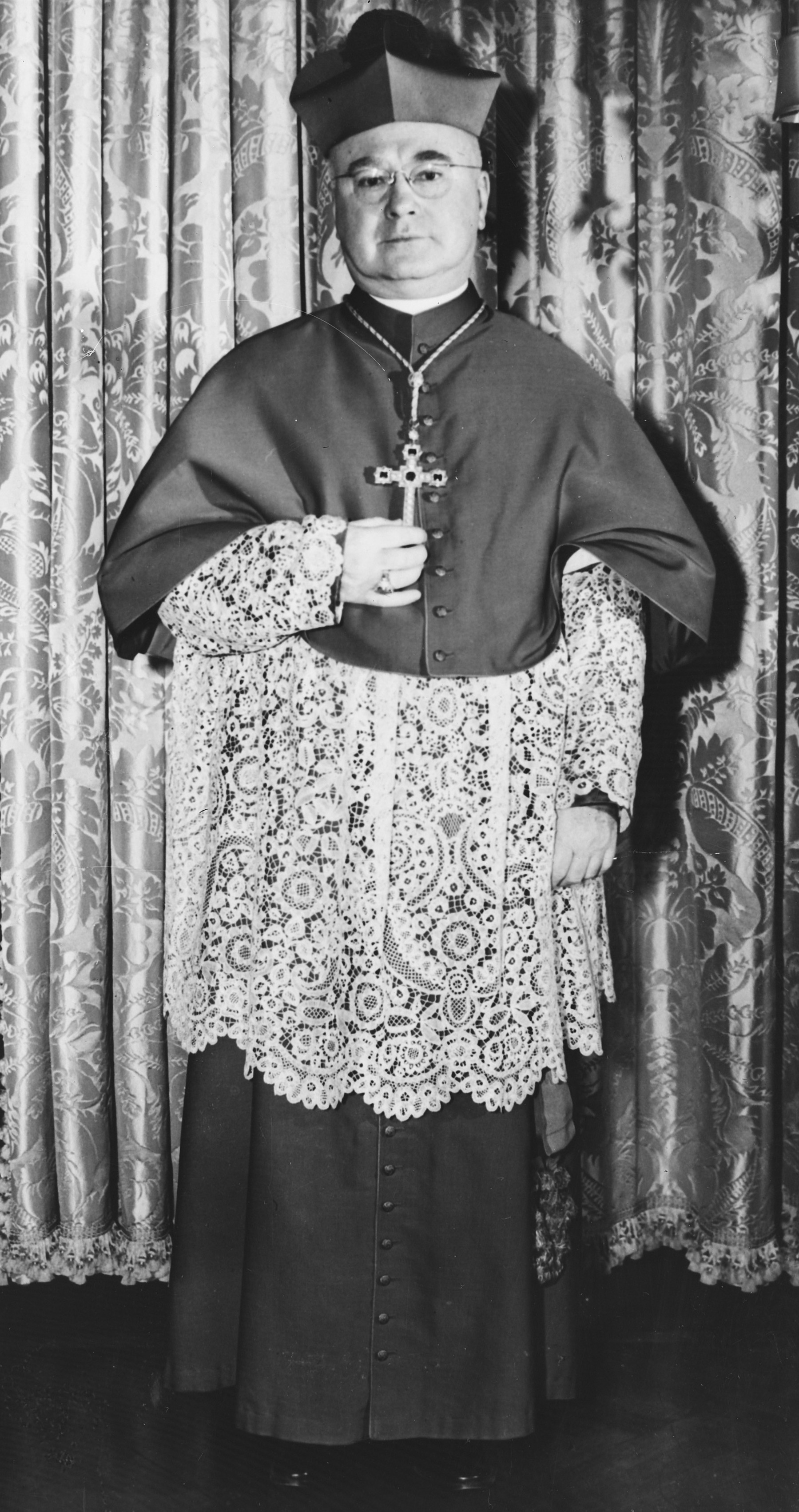
El cardenal estadounidense Francis Spellman fue uno de los doce cardenales que asistieron al Congreso Eucarístico Internacional de 1952 celebrado en Barcelona. Durante el mismo afirmó: «Todo el mundo en España quiere a Franco».

Al año siguiente de la «huelga de tranvías» se celebraba en Barcelona el XXXV Congreso Eucarístico Internacional que reunió a cientos de miles de católicos —«la “otra” Barcelona volvió a mostrar músculo y hacerse con el control del espacio público», ha señalado Nicolás Sesma—. Constituyó un hito en la identificación de la Iglesia católica con el régimen franquista. La dictadura organizó el acto sin reparar en gastos. Asistieron doce cardenales, trescientos obispos de setenta y siete países y quince mil sacerdotes y seminaristas. Fueron invitadas personalidades que habían apoyado la causa de los sublevados durante la guerra civil, como el nuncio Federico Tedeschini o el escritor Paul Claudel, autor del poema A los mártires españoles. El cardenal Francis Spellman, cabeza de la Iglesia estadounidense y gran amigo del papa Pío XII, llegó a afirmar: «Todo el mundo en España quiere a Franco». Franco hizo su entrada triunfal por el puerto de Barcelona y en la misa de clausura, que reunió a millón y medio de personas y cuyo altar estaba presidido por una gran cruz de treinta y cinco metros de altura, el gobierno comulgó en pleno —«caso único en el orbe católico», ha comentado Fernando García de Cortázar—.

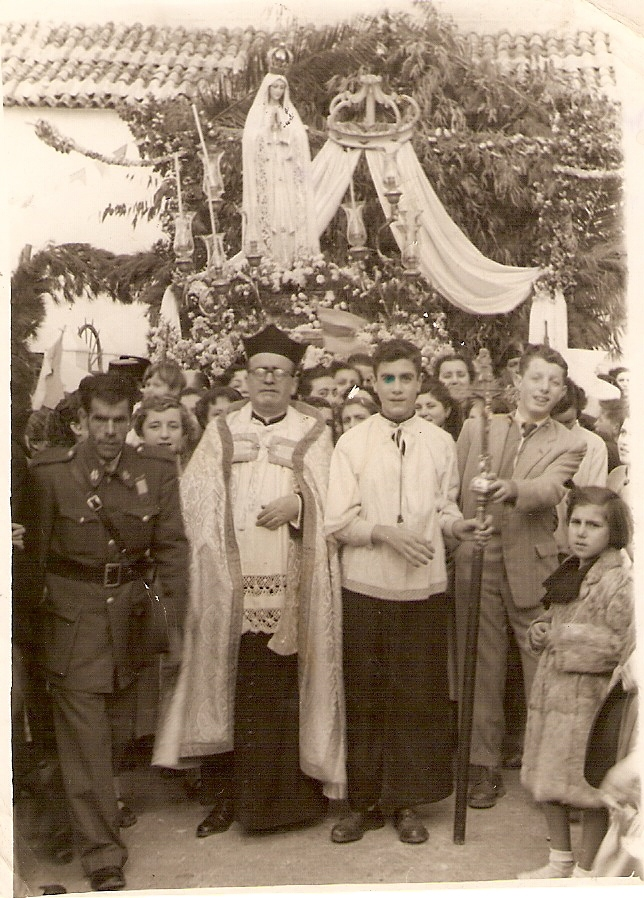
Romería en un pueblo de Andalucía (1953). Los años 1950 fueron los del esplendor del nacional-catolicismo.

El éxito del Congreso Eucarístico influyó para que el Vaticano aceptara retomar las conversaciones para firmar un nuevo concordato con la «católica España». Después de arduas negociaciones, que por parte española fueron llevadas por dos políticos «católicos» —el ministro de Asuntos Exteriores, Alberto Martín-Artajo, y el embajador ante la Santa Sede, Fernando María Castiella—, se llegó al acuerdo sobre un nuevo Concordato con la Iglesia Católica, que sustituyera al de 1851, y que la II República había dejado sin efecto. Su firma, que tuvo lugar el 27 de agosto de 1953 en Roma a donde acudió Martín Artajo, supuso un paso de vital importancia en el reconocimiento internacional del régimen y además la ratificación del predominio que el franquismo había concedido a la Iglesia Católica a cambio de su identificación total con el régimen.
«El Concordato de 1953 representa el momento clave de la aceptación del franquismo por el sistema eclesial internacional y el momento, no menos importante, de predominio de la Iglesia dentro del régimen», ha afirmado Fernando García de Cortázar. «Franco conservaba sus privilegios en el proceso de designación de obispos... A cambio, Franco otorgaba al Vaticano importantes concesiones en materia de territorialidad y en el ámbito jurisdiccional... [Además de] la exención prácticamente total de impuestos... [y] el abrumador dominio sobre la infraestructura educativa del país y de sus contenidos», ha señalado Nicolás Sesma. Este historiador ha comparado el Concordato de 1953 con los Pactos de Letrán de 1929 que legitimaron al fascismo italiano.
El Concordato lo que hacía era ratificar el statu quo ya existente entre la Iglesia y el Estado desde la guerra civil y, especialmente, desde 1945 con la hegemonía del «nacionalcatolicismo». A partir de la firma del Concordato, como ha señalado Enrique Moradiellos, «el triunfo nacionalcatolicismo fue definitivo e incontestable, convirtiéndose en la ideología oficial del Estado y el patrón normativo de la conducta moral, pública y privada, del conjunto de la sociedad española». En todas las misas se elevarían preces «por nuestro Caudillo Francisco». Además Franco recibió la Suprema Orden de Cristo, máxima condecoración del Vaticano, y poco después fue investido como doctor honoris causa por la Universidad Pontificia de Salamanca.
Solo un mes después de la firma del Concordato en Roma, se rubricaban los Pactos de Madrid para la instalación de cuatro bases militares de Estados Unidos en territorio español a cambio de una ayuda económica y militar. Las negociaciones habían comenzado en abril de 1952 —en julio del año anterior el almirante Jefe de Operaciones de la Marina estadounidense Forrest Sherman ya se había entrevistado con Franco en Madrid alcanzando un principio de acuerdo «de colaboración entre España y Estados Unidos para la defensa de Occidente contra el peligro de una agresión de la Rusia comunista»— y la delegación estadounidense había estado encabezada por el general August W. Kissner, por George F. Train y por el embajador en Madrid Stanton Griffis, mientras que la española no había sido presidida por algún alto cargo del Ministerio de Asuntos Exteriores o por el propio ministro sino por el teniente general jefe del Alto Estado Mayor Juan Vigón, designado personalmente por Franco y persona de su absoluta confianza (en el pasado ya había sido el emisario del Caudillo ante Hitler), aunque siempre bajo la supervisión de Carrero Blanco desde la subsecretaría de la Presidencia del Gobierno. Las reticencias estadounidense iniciales a que el acuerdo supusiera un respaldo político a Franco, fueron superadas definitivamente tras la elección del nuevo presidente Dwight Eisenhower quien nombró como embajador en Madrid a James Clement Dunn, que se mostró menos inflexible que su antecesor. Finalmente se firmó el acuerdo el 23 de septiembre de 1953 en el palacio de Santa Cruz, sede del Ministerio de Asuntos Exteriores, pero este no tuvo el rango de tratado, como pedía el gobierno español, sino de «pacto ejecutivo» entre gobiernos (Executive Agreement). Para que fuera un tratado hubiera sido necesaria la aprobación del Senado de Estados Unidos, algo imposible de conseguir, ya que la mayoría de sus miembros se negaba a apoyar a la dictadura de Franco.
Los llamados Pactos de Madrid constaban de tres acuerdos: el primero se refería a los suministros de material de guerra que Estados Unidos iba a proporcionar a España; el segundo se ocupaba de la ayuda económica, que incluía la concesión de créditos; el tercero, y más importante, era el que se refería a la ayuda para la defensa mutua, que consistía en el establecimiento de cuatro bases militares estadounidense en territorio español. Este último constaba también de una nota secreta, un acuerdo técnico secreto y cuatro documentos técnicos, también secretos. De esta forma España quedaba incorporada «por la puerta de atrás» al sistema de defensa occidental, ya que no accedía a la toma de decisiones al haber sido vetado su ingreso en la OTAN —que acababa de fundarse en 1949—. Las bases estaban teóricamente bajo la soberanía conjunta de España y de Estados Unidos, pero existía un acuerdo secreto adicional, por el que Estados Unidos podía decidir unilateralmente cuándo utilizarlas «en caso de evidente agresión comunista que amenace la seguridad de Occidente». Por otro lado, se almacenó armamento atómico en ellas, sin que las autoridades franquistas fueran informadas. También según lo establecido en una cláusula secreta el personal estadounidense de las bases, unas siete mil personas entre civiles y militares, gozaría de una inmunidad cercana a la inmunidad diplomática.
Según Enrique Moradiellos, «en términos políticos y diplomáticos, los acuerdos con Estados Unidos representaron un enorme triunfo público y oficial del Gobierno franquista... En un plano más realista, los acuerdos corroboraban la situación de mera dependencia española respecto a su valedor interesado... Ratificaban la aceptación de la España franquista en el ámbito occidental, si bien con un estatuto especial de socio menor y despreciado por su estructura política y pasado reciente». «La dictadura obtenía de la superpotencia norteamericana una forma de certificado político de buena conducta... Como moneda de cambio, el régimen ofertaba la enajenación de la soberanía nacional tanto desde el punto de vista territorial como en el ámbito jurisdiccional», ha afirmado Nicolás Sesma.
Un mes después de la firma de los Pactos de Madrid, el partido único FET y de las JONS (aunque en el ámbito oficial se le llamaba Movimiento Nacional) celebró su primer Congreso Nacional. Las fechas escogidas, entre el 24 y el 29 de octubre de 1953, se hicieron coincidir con el vigésimo aniversario de la fusión de la Falange Española de José Antonio Primo de Rivera con las JONS de Ramiro Ledesma y Onésimo Redondo. Intervinieron además del ministro-secretario general Raimundo Fernández Cuesta, otros destacados «camisas viejas» de Falange como José Antonio Girón, ministro de Trabajo, que hicieron referencia a la «Revolución Nacional». Así se aprobó una declaración en la que se decía que la Falange no consentiría «bajo ningún pretexto la ilegítima actuación de camarillas que pretendan mermarle su condición de única inspiradora del Estado y, consiguientemente, la autoridad de su Jefe y Caudillo». El Congreso se clausuró con una gran concentración de masas en el Nuevo Estadio Chamartín a la que asistieron unas cien mil personas y que contó con la presencia del Caudillo, quien en su discurso puso límites a los propósitos falangistas: «La Falange está por encima de las contingencias... flanqueando y respaldando la fuerza constituyente de nuestro Ejército». A pesar de la advertencia, el falangista José Luis Gómez Tello escribió al día siguiente un artículo en Arriba titulado «Segunda liberación de Madrid» en el que decía: «Andaos con tiento los que pensabais en una Falange dormida».

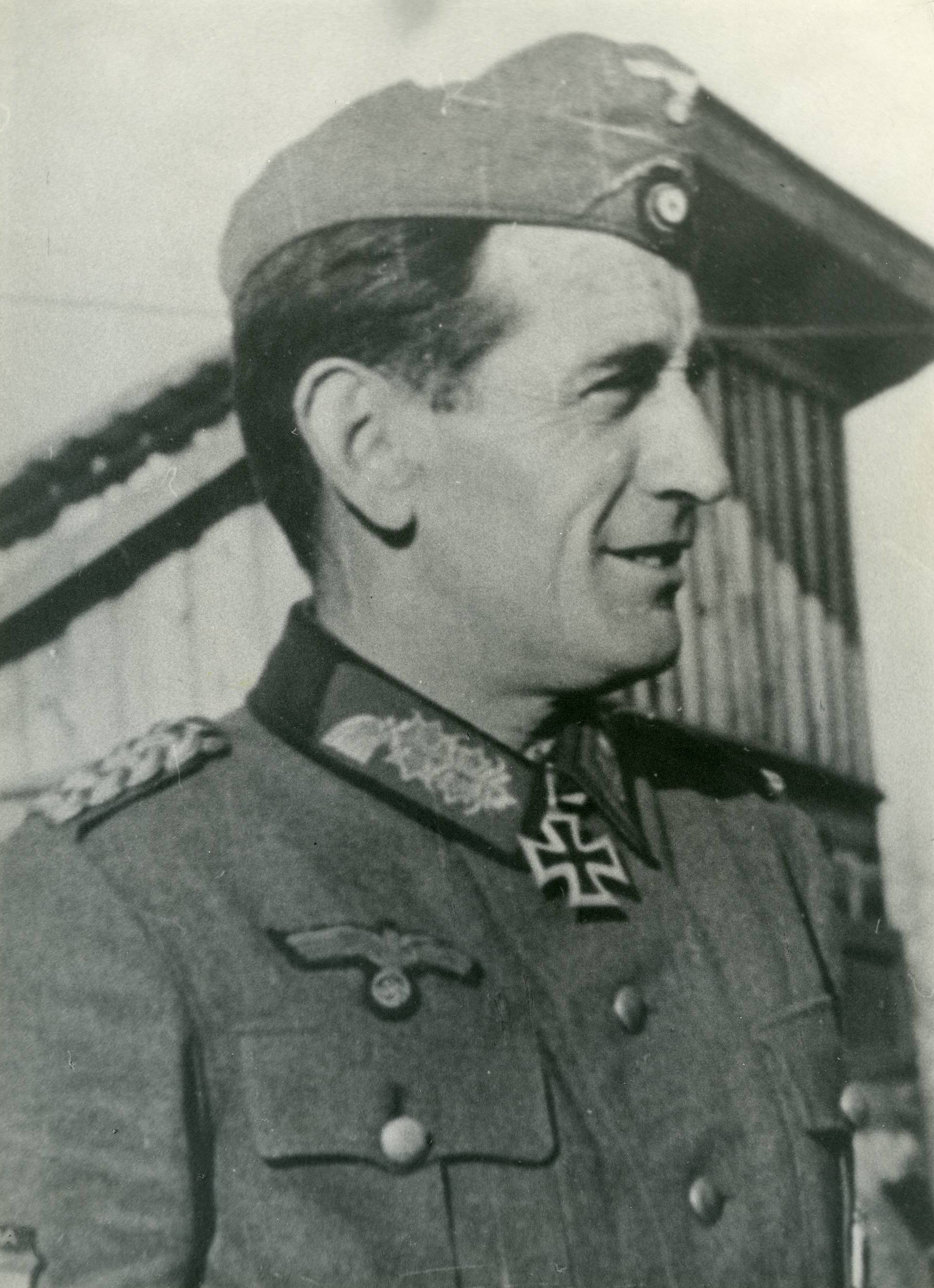
El general Agustín Muñoz Grandes, jefe de la División Azul, con uniforme de la Wehrmacht y con la Cruz de Hierro que le fue impuesta por Hitler. En abril de 1954 encabezó el multitudinario recibimiento que se dio en el puerto de Barcelona a los supervivientes de la División Azul que había estado prisioneros en la Unión Soviética.

Seis meses después del Congreso, el 2 de abril de 1954 (declarado festivo), tenía lugar en Barcelona otro acto de afirmación de masas falangista: la recepción en el puerto de los antiguos combatientes de la División Azul que hasta esa fecha había estado prisioneros en la Unión Soviética. El multitudinario recibimiento encabezado por su antiguo jefe, el teniente general Agustín Muñoz Grandes, fue difundido en todo España a través del NO-DO. Por otro lado, entre los sectores más radicales de Falange ligados al SEU y al Frente de Juventudes se iba extendiendo el rechazo a la futura Monarquía como se puso de manifiesto en el verano de 1955 durante la visita de Juan Carlos de Borbón a un campamento del Frente de Juventudes, siendo recibido con la siguiente cancioncilla —el delegado nacional de Juventudes José Antonio Elola-Olaso fue cesado de forma fulminante por Franco a raíz de otro incidente similar que tuvo lugar durante el funeral por José Antonio Primo de Rivera celebrado el 20 de noviembre de 1955 en El Escorial presidido por Franco y durante el cual se oyó el grito: «¡No queremos reyes idiotas!»—:

¡Viva, viva la Revolución!
 ¡Viva, viva Falange de las JONS!
 ¡Muera, muera, el capital!
 ¡Viva, viva el Estado Sindical!
 Que no queremos reyes idiotas
 que no sepan gobernar.
 Implantaremos, porque queremos
 el Estado Sindical 
¡Abajo el Rey!

Después del acuerdo de la Asamblea General de 1950, España pudo integrase progresivamente en los organismos especializados de la ONU. El primero fue la Organización Meteorológica Mundial, al que siguieron la FAO, la OMS y la UNESCO. La entrada en esta última institución fue contestada por destacados intelectuales que consideraban un «escándalo» que se admitiera a un régimen nacido del fascismo y algunos de ellos dejaron de colaborar con la entidad, como Albert Camus, Pau Casals o Richard Wright. En cuanto al ingreso en la ONU como miembro de pleno derecho hubo que esperar a finales de 1955, lo que fue posible gracias al «deshielo» que se produjo en las relaciones entre los dos bloques tras la muerte de Stalin en marzo de 1953, ya que, como ha señalado Julio Gil Pecharromán, «se abrió paso la idea de una ampliación de la ONU, para admitir a aquellos países que figuraron en el bando perdedor de la Guerra Mundial o fueron neutrales, y que ahora estaban alineados junto a una u otra superpotencia», que era el caso de España. Así el 8 de diciembre de 1955 la Asamblea General de la ONU admitió a dieciocho nuevos miembros, entre ellos España, junto con Italia, Portugal, Hungría, Rumania, Bulgaria, Albania, Austria y otros diez países más. No hubo ningún voto en contra y solo dos abstenciones, México y Bélgica. Era el final del aislamiento del franquismo. También supuso la constatación de que «la España republicana había caído definitivamente en el olvido», con la excepción de México.

### Las crisis de 1956

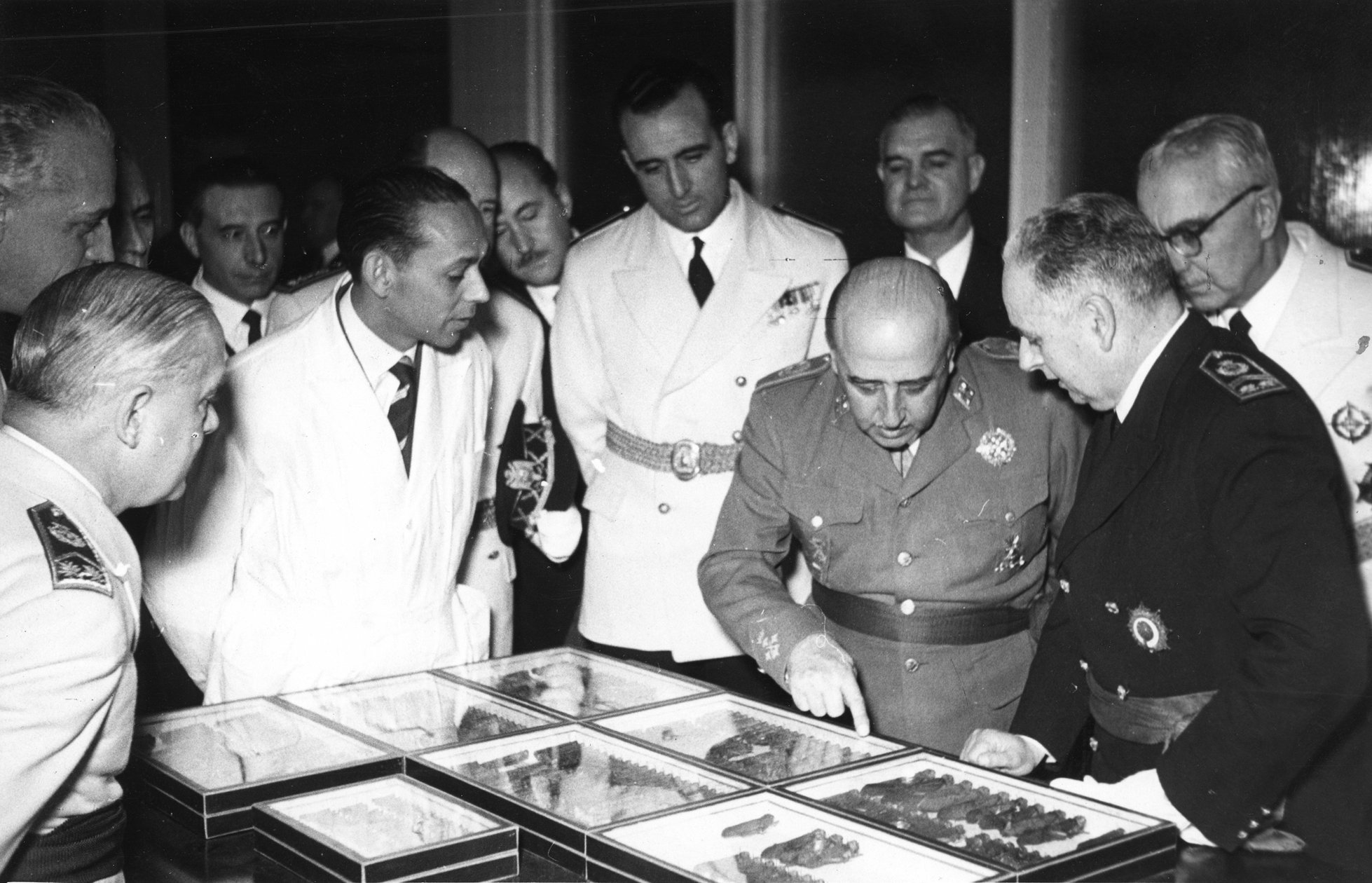
El ministro de Educación Nacional Joaquín Ruiz Giménez (en el centro) junto al general Franco durante la inauguración del Instituto Nacional de Investigaciones Agrarias (1954).

El nuevo ministro de Educación Nacional nombrado en 1951, el católico Joaquín Ruiz Giménez, intentó llevar adelante una cierta «apertura» en el ámbito educativo y cultural, rodeándose para ello de un equipo de jóvenes intelectuales falangistas: Pedro Laín Entralgo, rector de la Universidad de Madrid; Antonio Tovar, rector de Universidad de Salamanca; y Torcuato Fernández Miranda, rector de la Universidad de Oviedo y que pasó a ocupar la subsecretaría del ministerio. Uno de sus mayores logros fue la rehabilitación oficiosa del filósofo José Ortega y Gasset, que volvió a España desde el exilio. Murió en 1955 y su entierro fue presidido por el propio ministro Ruiz Giménez. Sin embargo, el también católico Rafael Arias Salgado, que desde el nuevo ministerio de Información y Turismo estaba llevando a cabo una política integrista, dio consignas a la prensa para que destacase la escasa religiosidad de Ortega y algún obispo, incluso, se refirió al «hedor masónico» que exudaba su cadáver. Otro resultado de la política de Ruiz Giménez fue la revista Alcalá, fundada en 1952, en la que escribieron además de Laín Entralgo y Tovar, Dionisio Ridruejo, Xavier Zubiri o José Luis López Aranguren.
El clima de apertura iniciado por Ruiz Giménez propició que se formaran los primeros grupos estudiantiles de oposición. Una de sus primeras iniciativas fue la celebración de los Encuentros entre la Poesía y la Universidad organizados por el estudiante de Derecho Enrique Múgica Herzog (con quien había entrado en contacto Jorge Semprún, alias Federico Sánchez, enviado por el PCE al interior del país), que consiguió que fueran patrocinados por el Aula de Cultura del SEU, y en los que participaron los poetas Dionisio Ridruejo, Luis Rosales, Gerardo Diego, Luis Felipe Vivanco y José Hierro. El éxito de los Encuentros animó a sus promotores a organizar un Congreso de Escritores Jóvenes, que debía servir para que «los jóvenes universitarios intercambiasen sus ideas con alguna comodidad, dando ocasión a un diálogo que les esclareciera mejor que a un silencio que les envenenara», tal como dejó escrito Ridruejo en sus Memorias. Encontraron el apoyo del rector de la Universidad de Madrid Laín Entralgo y del ministro Ruiz Giménez, pero finalmente el Congreso no llegó a celebrarse porque fue prohibido por el ministro de la Gobernación Blas Pérez González, ya que según un informe elaborado por la Dirección General de Seguridad estaba organizado por dos grupos antifranquistas, uno «comunista» —encabezado por Múgica Herzog y del que formaban parte el «ateo» Ramón Tamames, el también «ateo» y «comunistoide» Javier Pradera o el «ateo rabioso y blasfemo recalcitrante» Fernando Sánchez Dragó— y otro «institucionista» liberal dirigido por Javier Muguerza e inspirado por el filósofo Julián Marías.
El 4 de enero de 1956 el diario The New York Times publicaba en portada un artículo titulado «Students in Spain Dennounce Regime. Totalitarian Rule of Franco Opposed by Majority in University Questionnaire» ('Estudiantes en España denuncian al régimen. La mayoría de los encuestados se oponen al gobierno totalitario de Franco') en el que se recogían las conclusiones de una encuesta realizada en la Universidad de Madrid por el psicólogo José Luis Pinillos y en la que el 85 % de los estudiantes preguntados achacaba de «inmoralidad» a los gobernantes y el 74 % de «incompetencia». Sólo un 10 % se mostraba partidario de una dictadura militar.

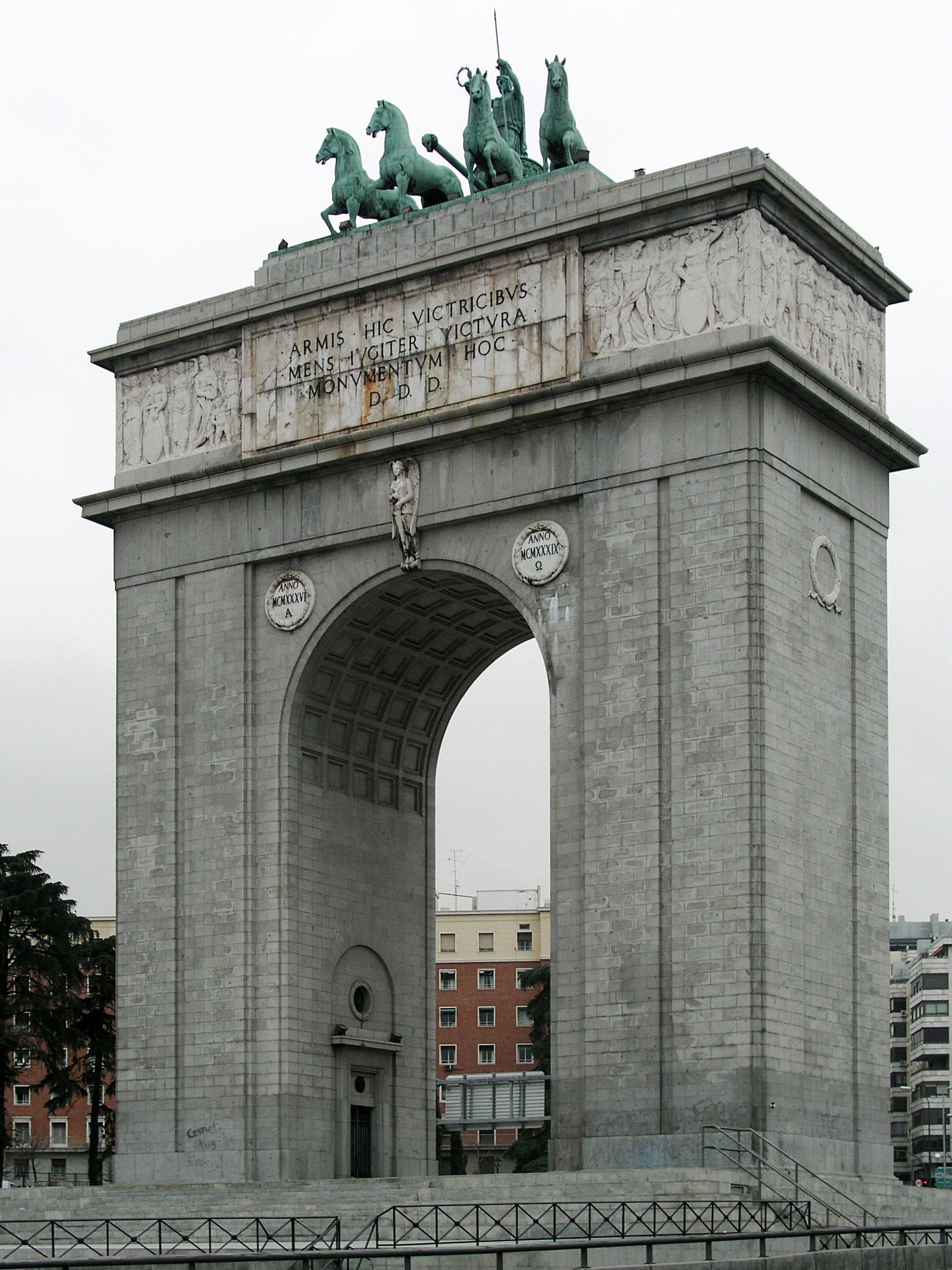
Arco de la Victoria, erigido en Madrid entre 1950 y 1956 en conmemoración del triunfo franquista en la Guerra Civil Española.

A pesar de la suspensión del Congreso de Escritores Jóvenes el activismo estudiantil continuó y el 16 de enero de 1956 (diez días después de la publicación en portada del artículo de The New York Times) se celebró un reunión en el círculo cultural Tiempo Nuevo, de Madrid, en la que se elaboró un manifiesto, que llegó a conseguir tres mil firmas de apoyo, en el que se pedía la convocatoria de un Congreso Nacional de Estudiantes, cuyos delegados serían elegidos al margen del SEU. Los estudiantes falangistas reaccionaron asaltando violentamente la Facultad de Derecho. Poco después, el 9 de febrero, se produjeron nuevos incidentes violentos en la Universidad de Madrid como resultado del enfrentamiento entre estudiantes que se estaban manifestando a favor de elecciones libres al SEU y un grupo de falangistas que venían de celebrar la ceremonia anual del «Día del Estudiante Caído». Como resultado de la reyerta hubo un estudiante falangista gravemente herido de un balazo en el cuello —probablemente por disparo de uno de sus compañeros, que iban armados—. El clima de crisis se extendió rápidamente —se habló de que los falangistas estaban preparando una «noche de los cuchillos largos»— y la policía procedió a detener a los responsables de la convocatoria de la asamblea de estudiantes que, para su sorpresa, resultaron ser algunos de ellos antiguos falangistas e hijos de personalidades del régimen. Fueron detenidos en una primera ronda Enrique Múgica Herzog, Javier Pradera, Dionisio Ridruejo, Ramón Tamames, José María Ruiz Gallardón, Gabriel Elorriaga y Miguel Sánchez Mazas.
La gravedad de la crisis —la primera crisis interna de envergadura a la que tuvo que enfrentarse el Régimen desde 1942— la pusieron de manifiesto las dos medidas que tomó inmediatamente el dictador. El 11 de febrero decretaba por primera vez desde su promulgación la suspensión de los artículos 14 y 18 del Fuero de los Españoles, y la Universidad de Madrid era cerrada. El 16 de febrero destituía a los dos ministros «responsables» de los hechos: a Ruiz Giménez y a Fernández Cuesta, ministro-secretario general del Movimiento del que dependía el SEU.
Los acontecimientos de febrero de 1956 demostraban que, después de quince años, el Régimen estaba perdiendo el control de la juventud en las universidades más importantes, donde antes había tenido un apoyo limitado o, al menos, no había resistencia, y constituyeron el primer atisbo de un renacimiento de la oposición interna, que procedía no de la República, sino de una nueva generación que había crecido bajo el Régimen en los años 50, y que comenzaba a organizarse como oposición a la dictadura franquista sin que importara el campo en que hubieran militado ellos mismos o sus padres durante la guerra civil. Así pues, «los sucesos de 1956 marcaron un punto de inflexión en el desarrollo del antifranquismo». «Su desenlace reflejaba el grado de desconexión entre los padres fundadores de la dictadura y sus vástagos más aventajados, llamados en teoría a haber intento perpetuarla», ha subrayado Nicolás Sesma.
Los comunistas fueron los primeros en captar ese nuevo hecho y antes que ningún otro partido lo consagraron como estrategia oficial, a propuesta, entre otros, de Jorge Semprún, alias Federico Sánchez (que consiguió no ser detenido tras los sucesos de la Universidad de Madrid). Así, en el pleno del Comité Central del PCE celebrado en Praga en agosto de 1956, en el que también se apoyó la invasión soviética de Hungría, se aprobó la nueva política de «Reconciliación Nacional», que buscaba el entendimiento con todas las fuerzas antifranquistas independientemente de en qué bando hubieran combatido en la Guerra Civil. Sin embargo, tanto la «Jornada de Reconciliación Nacional» del 5 de mayo de 1958, como la «Huelga Nacional Pacífica», del 18 de junio de 1959, convocadas por el PCE fueron un completo fracaso. El comunista Simón Sánchez Montero fue detenido y condenado a veinte años de cárcel por un consejo de guerra.

### La crisis de 1957

Mapa de la guerra de Ifni en 1957 y, después del conflicto, en 1958.

En marzo de 1956, Francia otorgó la independencia a la zona de Marruecos que estaba bajo su Protectorado, lo que obligó a Franco hacer lo mismo un mes después con el Protectorado español. «Franco consciente del coste político interno que había supuesto históricamente el envío masivo de tropas al Protectorado, renunció a librar semejante batalla, prescindió de manera farisea de García Valiño [ alto comisario desde 1951 ] y se avino a negociar con Mohamed V», ha señalado Nicolás Sesma. En agosto del año siguiente, el nuevo Estado de Marruecos reclamó también la soberanía sobre el enclave de Ifni, un territorio en la costa atlántica marroquí bajo soberanía española que no formaba parte del Protectorado, por lo que no fue cedido en el momento de la independencia. Así en noviembre de 1957 el territorio de Ifni fue atacado por tropas irregulares marroquíes, pero el ejército español consiguió repeler la agresión —sesenta y dos soldados españoles murieron—. También fue atacada la colonia española del Sahara, siendo de nuevo rechazados los asaltantes, aunque a costa de unas bajas mayores —241 militares españoles muertos—. La guerra de Ifni fue silenciada por la prensa y hasta febrero de 1958 no se consiguió restablecer la normalidad en ambos territorios (en abril de 1958 se firmaba el Acuerdo de Cintra, por lo que España conservaba Ifni, pero cedía a Marruecos Cabo Juby). En el caso del Sahara se logró gracias a la entrada de tropas francesas desde Mauritania a petición del gobierno español «cuando España estaba a punto de perder aquella guerra no declarada». Durante el conflicto el Ejército español no pudo utilizar el material de guerra estadounidense entregado en virtud de los Pactos de Madrid de 1953 por la prohibición expresa de Washington. Por otro lado, la guerra de Ifni puso de manifiesto «las graves carencias de las FF. AA., completamente descoordinadas entre sí, en buena medida como resultado de los personalismos y de su fragmentación en distintos ministerios con fines políticos... Tan solo la cooperación militar francesa, motivada por sus propios intereses en Argelia, sirvió para cambiar el signo del enfrentamiento», ha afirmado Sesma.
Con su vuelta al gobierno tras la crisis de febrero de 1956, el falangista José Luis Arrese vio una oportunidad (tal vez la última) para llevar adelante el viejo proyecto de institucionalizar el franquismo a partir de reforzar los poderes del «partido único» falangista, y rectificar así la orientación monárquica y católica que había predominado desde 1945. Pero cuando en el otoño se conocieron los borradores de las tres «leyes fundamentales» que estaba preparando —la de Principios Fundamentales del Movimiento Nacional, la Orgánica del Movimiento Nacional y la de Ordenación del Gobierno—, se desató una gran oposición al proyecto en el seno del Ejército, de la Iglesia Católica, del resto de «familias» del régimen y del propio gobierno —el almirante Carrero Blanco incluido; Martín Artajo presentó a Franco un informe contrario a la reforma de Arrese, respaldado por otros ministros—, ya que concedía unos enormes poderes al «partido único», concretamente a su Secretario General y a su Consejo Nacional —aunque esos poderes solo serían realmente efectivos tras la muerte del general Franco, y por tanto solo afectarían a su sucesor—. Lo que pretendía Arrese era, pues, construir un auténtico Estado nacional-sindicalista que, tal como había dicho en una concentración falangista celebrada en marzo de 1956 en Valladolid, colmara la insatisfacción de los falangistas «porque muchas de nuestras aspiraciones revolucionarias están pendientes de realizar y porque la sociedad que nos circunda tiene mucho de injusta y mucho de sucia». Nicolás Sesma ha puntualizado que el objetivo de Arrese «no era tanto impedir el retorno de la monarquía, sino blindar legislativamente al Movimiento y a su secretario general frente a la posibilidad de que el sucesor de Franco quisiera deshacerse del partido». Se trataba de impedir que, «como mostraba la experiencia italiana de 1943, el futuro rey [pudiera] en cualquier instante sentirse tentado de modificar sustancialmente la organización del Estado del 18 de julio».
Los monárquicos franquistas tildaron el proyecto de «totalitario» y la jerarquía eclesiástica lo denunció por estar «en desacuerdo con las doctrinas pontificias» y por no tener «raíces en la tradición española», defendiendo, en cambio, que se promoviera una «verdadera representación orgánica» en vez de una «dictadura de partido único, como fue el fascismo en Italia, el nacionalsocialismo en Alemania o el peronismo en la República Argentina» —en diciembre de 1956 tres cardenales, entre ellos el cardinal primado Enrique Pla y Deniel, se entrevistaron con Franco en El Pardo para entregarle una declaración en contra del proyecto de Arrese—. Ante tal cúmulo de presiones, el Generalísimo decidió en febrero de 1957 archivar sine die el proyecto de Arrese. Del mismo solo vería la luz al año siguiente el proyecto de Principios del Movimiento, pero totalmente transformado.
Para cerrar la crisis el dictador cambió el gobierno el 25 de febrero, desplazando a Arrese al nuevo ministerio de la Vivienda y nombrando como nuevo ministro secretario general del Movimiento a José Solís Ruiz, coronel jurídico, responsable de la Organización Sindical Española. Por otro lado, como en otros momentos de crisis, Franco se apoyó en los militares y nombró ministros a ocho de ellos. Un mes antes, el 30 de enero, había muerto repentinamente el capitán general de Cataluña Juan Bautista Sánchez, el último «general monárquico» (lo que sería el «canto de cisne del juanismo»). En un informe reservado fechado al día siguiente se especificaba que su sucesor debía ser «de absoluta y bien probada incondicionalidad al Caudillo». El designado por Franco fue Pablo Martín Alonso, jefe de su Casa Militar. El 27 de abril se fundaba la Hermandad Nacional de Alféreces Provisionales cuya finalidad principal sería «mantener el espíritu de Falange y de la guerra civil en el seno de la oficialidad».

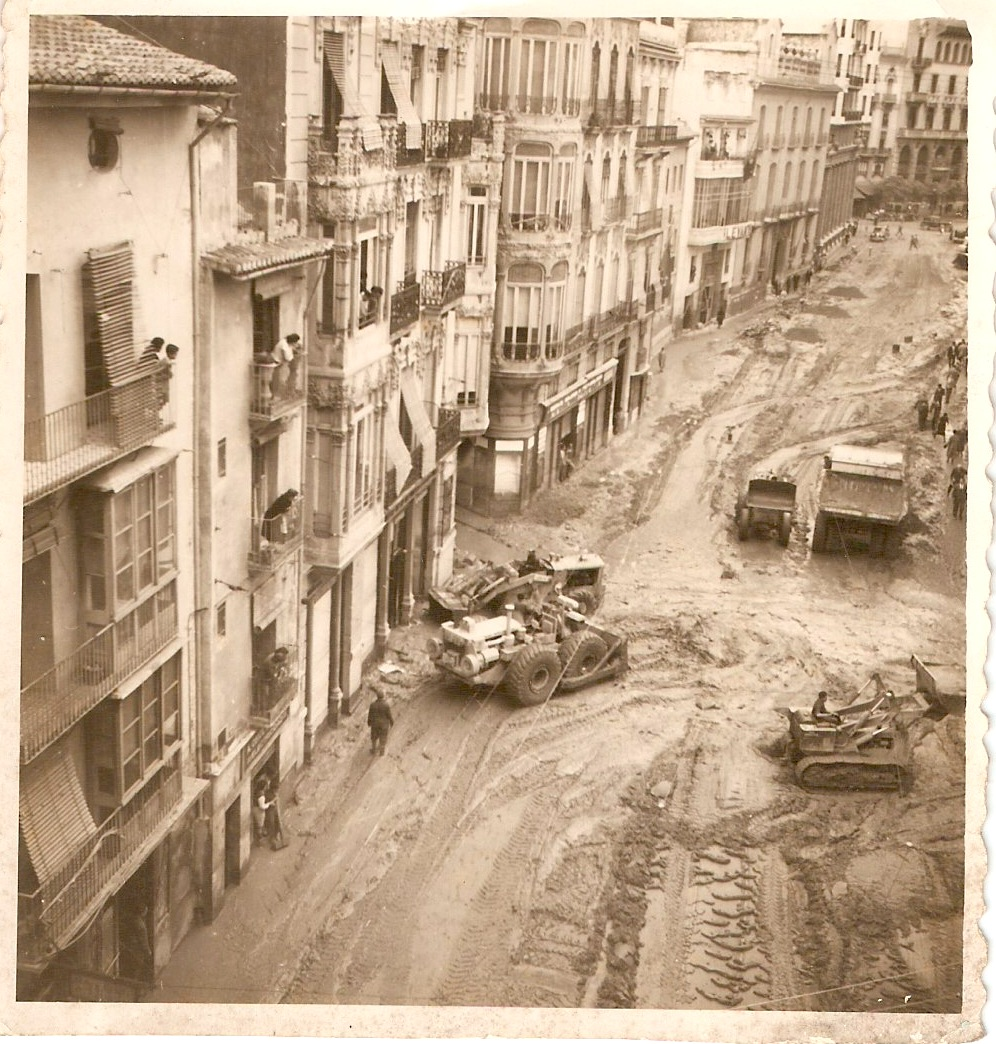
Tareas de limpieza del barro en una calle céntrica de Valencia tras el desbordamiento del río Turia que inundó la ciudad en octubre de 1957.

El año de 1957 finalizó con un notorio fracaso para la dictadura. En octubre la Academia Sueca anunciaba la concesión del Premio Nobel de Literatura al escritor exiliado republicano Juan Ramón Jiménez (ejemplares de su obra más conocida, Platero y yo, habían sido lanzados a la hoguera en Madrid en 1939), en lugar de Ramón Menéndez Pidal el candidato auspiciado por el régimen, que había movilizado todos los recursos a su alcance para conseguirlo y para impedir que el premiado fuera Juan Ramón Jiménez. «El reconocimiento de la Academia Sueca a Juan Ramón Jiménez —y a Severo Ochoa, formado en los laboratorios de la Institución Libre de Enseñanza, tres años después— significaba que la normalización de la dictadura nunca sería completa, y que “una inmensa minoría” de la población europea y americana guardaría siempre el recuerdo de la guerra civil española y su lucha internacionalista», ha subrayado Nicolás Sesma. En ese mismo mes de octubre se produjo la Gran riada de Valencia que levantó la solidaridad de todo el país.

### La Ley de Principios del Movimiento y el agotamiento del modelo autárquico (1958-1959): «al borde del abismo»
Ante el serio agravamiento de la situación económica, el almirante Carrero Blanco había convencido a Franco para que en el nuevo gobierno que nombró en febrero de 1957 diera entrada a dos «técnicos» que tenían en común pertenecer a un instituto secular católico llamado Opus Dei —Alberto Ullastres, que se haría cargo del Ministerio de Comercio, y Mariano Navarro Rubio, del de Hacienda—. Carrero Blanco había contactado con este grupo a través de un joven catedrático de derecho administrativo, Laureano López Rodó, también miembro del Opus Dei, al que Carrero acababa de nombrar para un alto cargo en su ministerio, la Subsecretaría de la Presidencia. Estos tres políticos, como los equipos que les acompañaron y los que les siguieron, procedían del mundo católico antidemocrático y autoritario, pero no accedían al gobierno para ejecutar una «política católica», sino que su objetivo era poner en marcha un programa de racionalización y liberalización económica conectada a una reforma de la Administración del Estado. Nada más constituirse el nuevo gobierno López Rodó creó en la Presidencia del Gobierno la Oficina de Coordinación y Planificación Económica (OCYPE), dirigida por él mismo y a la que pertenecían Ullastres y Navarro Rubio.
En cuanto a la reforma de la Administración se aprobaron dos importantes leyes —la Ley de Régimen Jurídico de la Administración del Estado, de julio de 1957, en la que no se mencionaba al Movimiento Nacional; y la Ley de Procedimiento Administrativo, de julio de 1958— que se completarían en 1964 con la aprobación de Ley de Funcionarios Civiles del Estado.
Del viejo proyecto falangista de Arrese, solo se hizo realidad el primer anteproyecto de ley que preparó, aunque se trataba de una nueva versión elaborada por Carrero Blanco y su equipo de «tecnócratas» encabezados por López Rodó que compartían con él el proyecto de institucionalizar el régimen franquista en forma de una monarquía tradicional y católica, aunque defensora de una economía «libre» de mercado. Así, su redacción final todavía estuvo más alejada de los «26 puntos de Falange». Fue promulgada por el general Franco el 29 de mayo de 1958 como «caudillo de España, consciente de mi responsabilidad ante Dios y ante la Historia», y constituyó la sexta «ley fundamental» del franquismo. En ella se definía al Movimiento no como un partido o una organización, sino como una «comunión» (al modo carlista) y el régimen franquista era caracterizado como una «monarquía tradicional, católica, social y representativa», un principio «permanente e inalterable por su propia naturaleza». Además se reiteraba la confesionalidad «Católica, Apostólica y Romana» del Estado español y su compromiso con la «la participación del pueblo» en las tareas de gobierno a través de la «representación orgánica» de las «entidades naturales de la vida social: familia, municipio y sindicato».

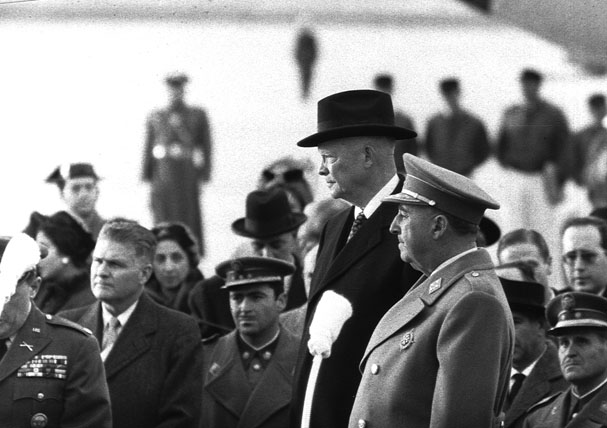
La visita del presidente estadounidense Eisenhower a España en 1959 es considerada el símbolo del fin del aislamiento internacional del régimen franquista.

A partir de 1958 reaparecieron las huelgas —que continuaban siendo un delito—, sobre todo en Asturias y en Cataluña, centradas en las reclamaciones salariales, ya que la espiral inflacionista estaba provocando la caída de los salarios reales. En particular, la minería de la hulla asturiana fue escenario de recurrentes huelgas que aportaron un nuevo mecanismo de representación obrera que iba a tener singular éxito en el futuro: la comisión de obreros elegida entre los huelguistas, al margen los «enlaces sindicales» y de los «vocales jurados de empresa» de la Organización Sindical franquista, para plantear sus reclamaciones directamente a la dirección de su empresa o a los patronos (una vez alcanzados sus objetivos las «comisiones obreras» se disolvían). La intensidad del movimiento huelguístico asturiano fue tal que llevó a Franco a decretar el 14 de marzo de 1958 la segunda suspensión del Fuero de los Españoles y el estado de excepción en la región por cuatro meses. Numerosos huelguistas fueron desterrados o condenados en procesos sumarísimos.
Los años cincuenta se cerraron con dos acontecimientos de gran simbolismo en la historia del franquismo (ambos transmitidos en directo por la recién creada Televisión Española, puesta «al servicio de Franco y del Alzamiento Nacional», como reconocería su director general Jesús Suevos): la inauguración el 1 de abril de 1959 —veinte años después del final de la guerra civil— del Valle de los Caídos, el monumento conmemorativo del «Generalísimo» a su victoria en la Guerra Civil y que iba a acoger sus restos cuando muriera (en el discurso inaugural Franco volvió a insistir la «anti-España... vencida y derrotada», desechando así cualquier posibilidad de reconciliación); y la breve visita a Madrid del presidente de los Estados Unidos los días 21 y 22 de diciembre de 1959, el general Eisenhower, nada menos que el excomandante en jefe de los ejércitos aliados que habían derrotado a las potencias fascistas en la II Guerra Mundial, aliadas de Franco. Esta visita, según Moradiellos, «probablemente constituyó la apoteosis internacional de la dictadura de Franco». «La presencia por primera vez en la Península de un presidente de Estados Unidos representaba un salto cualitativo en términos de imagen internacional» del régimen, ha señalado Nicolás Sesma.

#### Al borde de la bancarrota

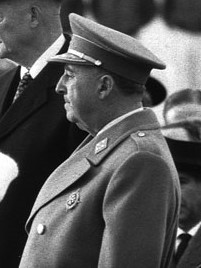
Franco en 1959. Costó mucho convencerle para que aprobara el Plan de Estabilización, especialmente la devaluación de la peseta.

En los meses anteriores a la visita de Eisenhower España había estado al borde de la suspensión de pagos, o «al borde del abismo», en expresión del economista de la época Juan Sardá, uno de los padres del Plan de Estabilización aprobado en julio que acabaría salvando la situación (y haciendo posible el «milagro económico español» de los años 1960-1973): inflación desbocada; déficit en la balanza de pagos, con una situación próxima a la bancarrota por el agotamiento de las reservas de divisas y en peligro de suprimirse importaciones imprescindibles como el petróleo; una moneda sobrevalorada cuyo tipo de cambio había que ajustar al real; una desaceleración del crecimiento económico cercana ya a la recesión.
Esa fue la crítica situación económica que se había encontrado el equipo de «tecnócratas» del Opus Dei del gobierno nombrado en 1957. En ese año apenas se habían superado los niveles de producción agrícola e industrial de antes de la guerra civil. Para afrontarla tuvieron que convencer a las altas jerarquías del régimen —y especialmente al propio general Franco, tarea que no fue nada fácil: el Caudillo se resistía, entre otras cosas, a devaluar la peseta— de que la aguda crisis económica que se estaba padeciendo respondía en última instancia al agotamiento del modelo autárquico e intervencionista iniciado tras la guerra civil que, aunque había sido corregido desde 1951, aún «estrangulaba» al sistema económico español. Por tanto, había que desregular la economía para que fuera el mercado el que asignara los recursos y sobre todo había que abrirla al exterior importando lo que fuera se producía con menores costes y dando entrada al capital extranjero para la renovación y la ampliación del aparato productivo, que permitiera a su vez aumentar las exportaciones.
Fue así como nació el Plan de Estabilización y Liberalización económicas, un conjunto de disposiciones decretadas entre el 17 de julio y el 5 de agosto, con la finalidad de «dar una nueva dirección a la política económica, a fin de alinear la economía española con los países del mundo occidental y liberarla de intervenciones heredadas del pasado que no se corresponden con la necesidades de la situación», según consta en el Memorándum aprobado el 30 de junio y dirigido por el gobierno español al FMI y a la OECE, los organismos internacionales que asesoraron al gobierno y que proporcionaron los créditos que permitieron eludir la bancarrota.